# Geschichte des Papsttums

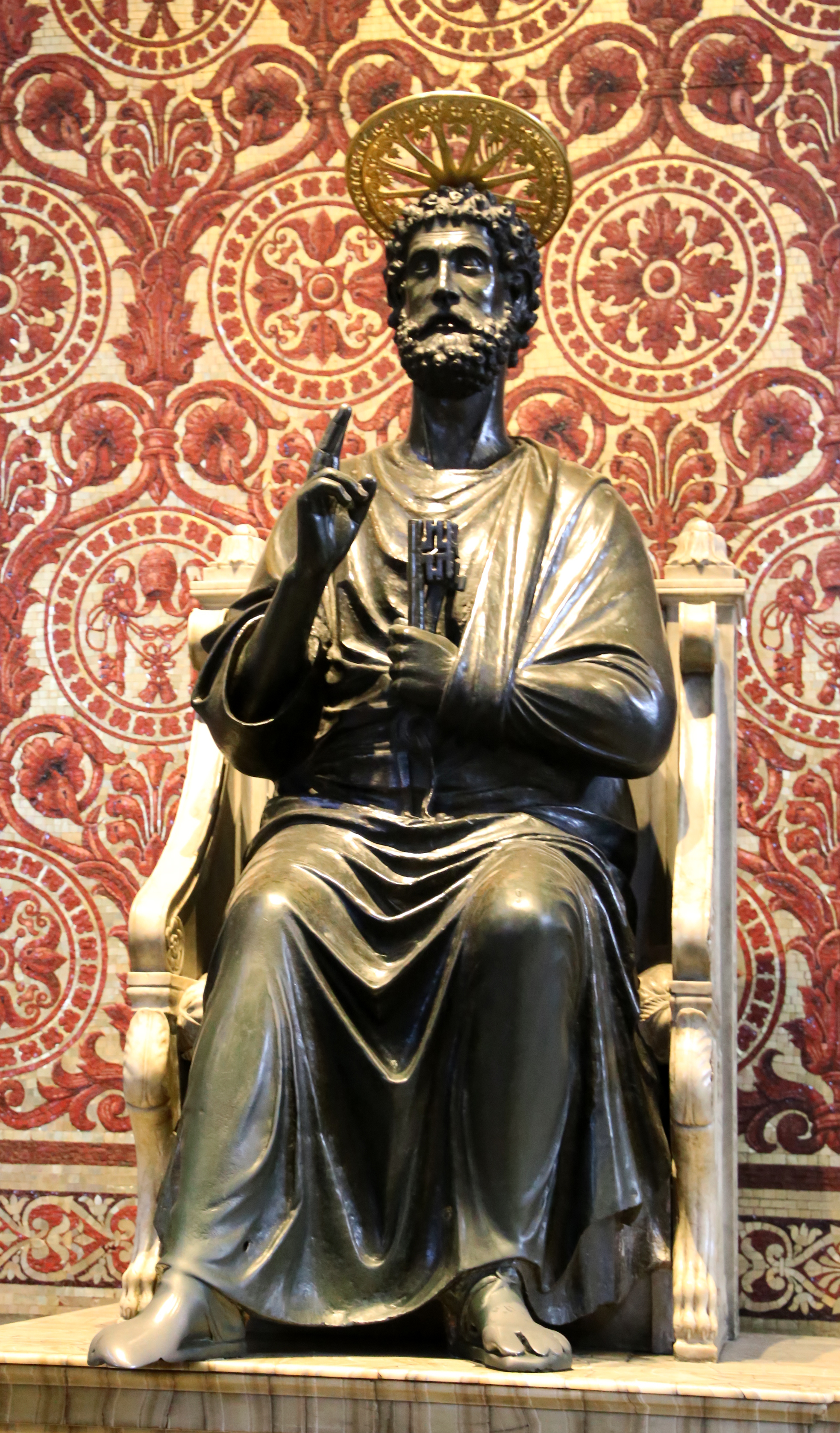
Thronender Petrus mit Segensgestus und Schlüssel (Arnolfo di Cambio, Bronze, 13. Jahrhundert, Petersdom)

Die Geschichte des Papsttums reicht von der Spätantike bis in die Gegenwart. Grundlegend für das Selbstverständnis der Päpste ist ihr Anspruch, in der Nachfolge des Apostels Simon Petrus zu stehen. Die Institution des Papsttums geht auf die Tradition der stadtrömischen Kirche zurück, wonach Petrus und Paulus in Rom den Märtyrertod erlitten hätten. Keine andere Ortskirche beanspruchte dies für sich. Eine zweite Komponente war die christlich verstandene Romidee.
Obwohl Bischöfe von Rom bereits in der Alten Kirche den Anspruch auf eine Führungsrolle in der Christenheit erhoben, erfolgte die Ausgestaltung des Papsttums erst im Mittelalter, vorbereitet durch die Kirchenreformbewegung des 11. Jahrhunderts. Die Herrschaft über ein eigenes Territorium in Mittelitalien, den Kirchenstaat, ermöglichte den Päpsten eine unabhängigere politische Rolle, führte aber auch zu Konflikten mit anderen Herrschern wie den römisch-deutschen Kaisern und den Königen von Frankreich. Eine besonders enge Verbindung gingen seit Otto I. die mittelalterlichen Kaiser des Heiligen Römischen Reiches mit dem Papsttum ein; sie leiteten ihre imperial-sakrale Würde von der Krönung durch den Papst ab. Unter anderem um das Recht der Einsetzung von Bischöfen und des machtpolitischen Vorranges kam es zwischen den Reformpäpsten und den salischen und staufischen Herrschern immer wieder zu schweren Auseinandersetzungen.
Die Päpste riefen vom späten 11. bis 13. Jahrhundert mehrere Kreuzzüge aus. Sie versprachen den Teilnehmern einen Plenarablass. In den Kreuzfahrerstaaten des Orients wurde eine dem Papst unterstellte kirchliche Hierarchie etabliert. Der päpstliche Anspruch auf Weltherrschaft gewann dadurch an Plausibilität. Einen Höhepunkt erreichte das Papsttum unter Innozenz III., der den Titel Vicarius Iesu Christi (Stellvertreter Jesu Christi) offiziell annahm. Seine Autorität stammte demnach direkt von Christus und war nicht abgeleitet aus der biblisch begründeten Sonderstellung des Petrus, dessen Nachfolger der Papst als Bischof von Rom war.
Ende des 13. Jahrhunderts gerieten die Päpste zunehmend unter die Kontrolle der französischen Krone. Sie residierten zwischen 1309 und 1376/1377 in Avignon. Diese Phase wird daher als Avignonesisches Papsttum bezeichnet. Befreit von den Adelskämpfen in Rom, bauten die Avigneser Päpste Hof- und Finanzstrukturen aus. Rom galt aber weiterhin als Heilige Stadt. Urban VI. ging 1378 aus dem ersten stadtrömischen Konklave seit über 70 Jahren als neuer Papst hervor; seine konfrontative Amtsführung hatte aber zur Folge, dass die Kardinäle seine Wahl für ungültig erklärten und Clemens VII. an seiner Stelle zum Papst wählten. Damit begann das Große Abendländische Schisma: eine Spaltung der Christenheit in Territorien, die dem in Rom residierenden Papst folgten (das Heilige Römische Reich, Italien und England), und Territorien, die den in Avignon residierenden Papst anerkannten (die Habsburgerlande, Sizilien, Frankreich und Sardinien). Das Schisma wurde auf dem Konzil von Konstanz durch das Kollegium der dort versammelten Bischöfe beider Seiten überwunden, die Martin V. 1417 als neuen Einheitspapst wählten. Das Konzil von Basel-Ferrara-Florenz (1431–1445) scheiterte mit dem Anspruch, das Bischofskollegium sei dem Papst übergeordnet (Konziliarismus). Seitdem konsolidierte sich die päpstliche Oberhoheit über die Kirche wieder.
Als Mäzene vor allem florentinischer Künstler strebten die Päpste während der Renaissance an, das Ansehen ihrer Institution als führende Kulturmacht zu mehren. Ein Prestigeprojekt, der Neubau des Petersdoms, wurde durch eine Ablasskampagne finanziert. Diese machte sich das Konzept eines Gnadenschatzes zunutze, über den exklusiv der Papst verfüge. Er könne aus diesem Schatz zeitliche Sündenstrafen, insbesondere Fegefeuerstrafen, gegen Geldzahlungen erlassen. Der Wittenberger Augustiner Martin Luther protestierte 1517 dagegen in seinen 95 Thesen. Die Ablasskritik weitete sich zur Ablehnung des Papsttums aus, das nun bei Luther und seinen Parteigängern als antichristlich galt. Herrscher, Fürsten und Reichsstädte begründeten im Zuge der Reformation romunabhängige Kirchentümer. Dies schwächte die Machtstellung des Papsttums in Lateineuropa nachhaltig. Andererseits stellten sich die Päpste 1622 durch Gründung der Kongregation für die Glaubensverbreitung (Congregatio de Propaganda Fide) an die Spitze der von den großen Orden getragenen und von den Kolonialmächten Spanien und Portugal unterstützten Weltmission. Die Schwäche des Kirchenstaats als politischer Akteur in Mittelitalien wurde im 18. Jahrhundert offensichtlich. Im Zuge europäischer Erbfolgekriege wurde er mehrfach von fremden Truppen besetzt. Die europäischen Großmächte, insbesondere Frankreich, Habsburg und Spanien, sorgten im Konklave dafür, dass aus Papstwahlen nur schwache Kompromisskandidaten hervorgingen. Symptomatisch für die Schwäche des Papsttums am Vorabend der Französischen Revolution erscheint die von Spanien, Portugal und Frankreich 1773 erzwungene Aufhebung des Jesuitenordens.
Der Widerstand gegen Napoleon Bonaparte verhalf der Institution Papsttum im frühen 19. Jahrhundert zu neuem Ansehen. Auf dem Wiener Kongress wurde der Kirchenstaat als „älteste und legitimste Monarchie“ wiederhergestellt. In den meisten europäischen Staaten mit katholischer Bevölkerung war in napoleonischer Zeit ein radikales Staatskirchentum anstelle der gewachsenen bischöflich-landeskirchlichen Strukturen etabliert worden. Die Restauration kehrte nicht zu den vornapoleonischen Verhältnissen zurück, sondern brachte Ortskirchen mit einer starken Romorientierung hervor. Hinzu kam insbesondere in Deutschland und Frankreich die Papstverehrung als Teil einer konfessionell-katholischen Volksfrömmigkeit. Gleichzeitig mit dem Verlust des Kirchenstaates 1870 fixierte das Erste Vatikanische Konzil zwei Papstdogmen: den gesamtkirchlichen Jurisdiktionsprimat und, darin eingebettet, die Unfehlbarkeit bei Ex-cathedra-Entscheidungen.
Die Wandlung von einer europazentrierten zu einer echten Weltkirche wurde von den Päpsten im 20. Jahrhundert aktiv vorangetrieben. Den Anfang machte Benedikt XV. 1919 mit dem apostolischen Schreiben Maximum illud, das eine Abkehr vom Kolonialismus in der Weltmission einleitete. Gefördert von den Päpsten, entstanden in Asien, Afrika und Lateinamerika einheimische kirchliche Hierarchien; unter Pius XII. erhielt das Kardinalskollegium einen internationalen Charakter, Paul VI. förderte diese Internationalität auch in der Kurie. Im Oktober 1978 wählte das Konklave erstmals seit 1523 einen Nicht-Italiener zum Papst. Der charismatische und medienaffine Johannes Paul II. stellte in seinem langen Pontifikat kirchenpolitisch konservative Weichen. Benedikt XVI., der erste Dogmatikprofessor auf dem Papstthron, stand für Kontinuität mit seinem Vorgänger. Mit Papst Franziskus übernahm 2013 nach dem Rücktritt Benedikts XVI. erstmals ein Jesuit und erstmals ein Südamerikaner die Leitung der Römisch-katholischen Kirche.

## Anfänge

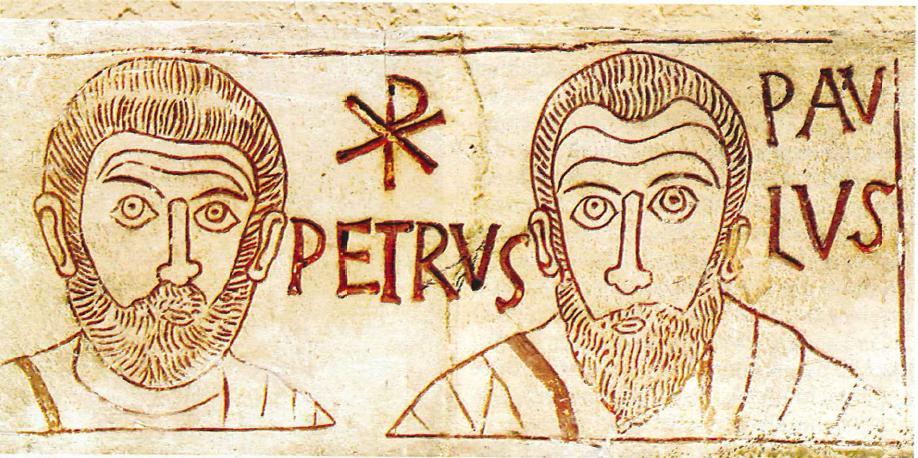
Petrus und Paulus auf dem Epitaph des Kindes Asellus (Ende 4. Jahrhundert, Vatikanische Museen, Lapidario Cristiano, Inventar-Nr. 28596)

Dass die historische Person Simon Petrus sich in Rom aufhielt und dort starb, wird von Otto Zwierlein bestritten und von Christian Gnilka und anderen verteidigt. Unabhängig von ihrer Historizität entfaltete die stadtrömische Petrustradition, die in der frühen Christenheit ohne Konkurrenz war, ihre Wirkung. Irenäus von Lyon zufolge verkündigten Petrus und Paulus gemeinsam in Rom das Evangelium; er schrieb ihnen auch die Gründung der dortigen Kirche zu. Das Martyrium des Petrus (durch Kreuzigung) und des Paulus (durch Enthauptung) begründete bei Tertullian um 200 eine Vorrangstellung der Kirche von Rom: „Wie glücklich ist diese Gemeinde, für die die Apostel ihre ganze Lehre mit ihrem Blut hingegeben haben!“
Irenäus von Lyon referierte im späten 2. Jahrhundert eine römische Bischofsliste, der zufolge Petrus und Paulus an Linus „das Amt des Episkopats aushändigten“. Dem Linus folgten demnach Anaklet und Clemens im Amt des römischen Bischofs nach. Die vorausgesetzte Organisationsform, der Monepiskopat, ist aber für Rom im 1. Jahrhundert sicher unhistorisch; vielmehr ist kirchenhistorischer Konsens, dass der Monepiskopat hier erst um 150 aufkam. „In der Zeit zuvor wurde die römische Gemeinde durch ein Gremium gleichgestellter Episkopen kollegial geleitet.“ Der Althistoriker Mario Ziegler vermutet, dass die in Irenäus’ Liste genannten Personen nicht fiktiv waren, sondern in Rom als „informelle Leiter bei gelegentlichen Versammlungen der Presbyter/Episkopen“ oder wegen ihrer persönlichen Vorbildhaftigkeit in Erinnerung blieben, vielleicht auch in der Liturgie kommemoriert wurden. Bei Irenäus war die Liste noch kein Verzeichnis der Amtsträger, sondern sollte beweisen, dass die authentische Lehre Christi über die Apostel und die Abfolge der Ortsbischöfe bis in die eigene Gegenwart getreu übermittelt worden sei. Nachträglich (möglicherweise im 3. Jahrhundert durch Iulius Africanus) wurden die vermeintlichen Bischöfe von Rom auch nummeriert, was suggeriert, sie hätten nacheinander und nicht teils auch gleichzeitig gewirkt. Solche Angaben sind aber ebenso wie angebliche Amtsjahre und Jahreszahlen historisch wertlos.
Ein Schlüsseldokument zur frühen Geschichte der stadtrömischen Christenheit ist der Erste Clemensbrief. Darin fordert die Gemeinde von Rom von der Gemeinde von Korinth die Rücknahme von abgesetzten Presbytern. Der anonyme Brief nimmt Bezug auf das Martyrium der Apostel Petrus und Paulus in Rom. Dass Clemens, ein Apostelschüler, ihn verfasste, hält Ziegler wegen der breiten altkirchlichen Bezeugung für historisch. Aus dem Brief erkenne man, dass Clemens ein geachteter Gemeindeleiter mit guter Bildung und griechischer Sprachbeherrschung war; weitere Traditionen über seine Biografie und Amtszeit sind aber laut Ziegler unhistorisch. Der Brief dokumentiert ein großes römisches Selbstbewusstsein, aber keine Kontrollfunktion oder „Amtsautorität“ der stadtrömischen Kirche gegenüber der Ortskirche von Korinth.
Am Anfang steht demnach das Prestige der stadtrömischen Kirche aufgrund ihrer Petrus- und Paulus-Tradition; dieser Glanz strahlte auf die Gemeindeleiter und nach Etablierung des Monepiskopats in Rom im 2. Jahrhundert auch auf die Bischöfe von Rom ab. Aus der Ehrenstellung der römischen Gemeinde in der Christenheit folgte ein Ehrenvorrang des Bischofs. Viktor I. war im ausgehenden 2. Jahrhundert der erste Bischof von Rom, der im Osterstreit dieses Prestige in eine Meinungsführerschaft umzusetzen versuchte. Seine Vorrangstellung wurde akzeptiert; sein Versuch, die Gemeinden der Quartodezimaner aus der Kirche auszuschließen, wurde aber von den anderen Bischöfen abgelehnt. Im Ketzertaufstreit scheint Stephan I. (254–257) den Führungsanspruch des Bischofs von Rom erstmals mit Mt 16,18–19 begründet zu haben. Dieser Anspruch wurde aber nicht nur von Firmilian von Caesarea (als Sprecher der östlichen Kirchen), sondern auch von Cyprian von Karthago (als Sprecher der afrikanischen Kirchen) zurückgewiesen.

## Spätantike

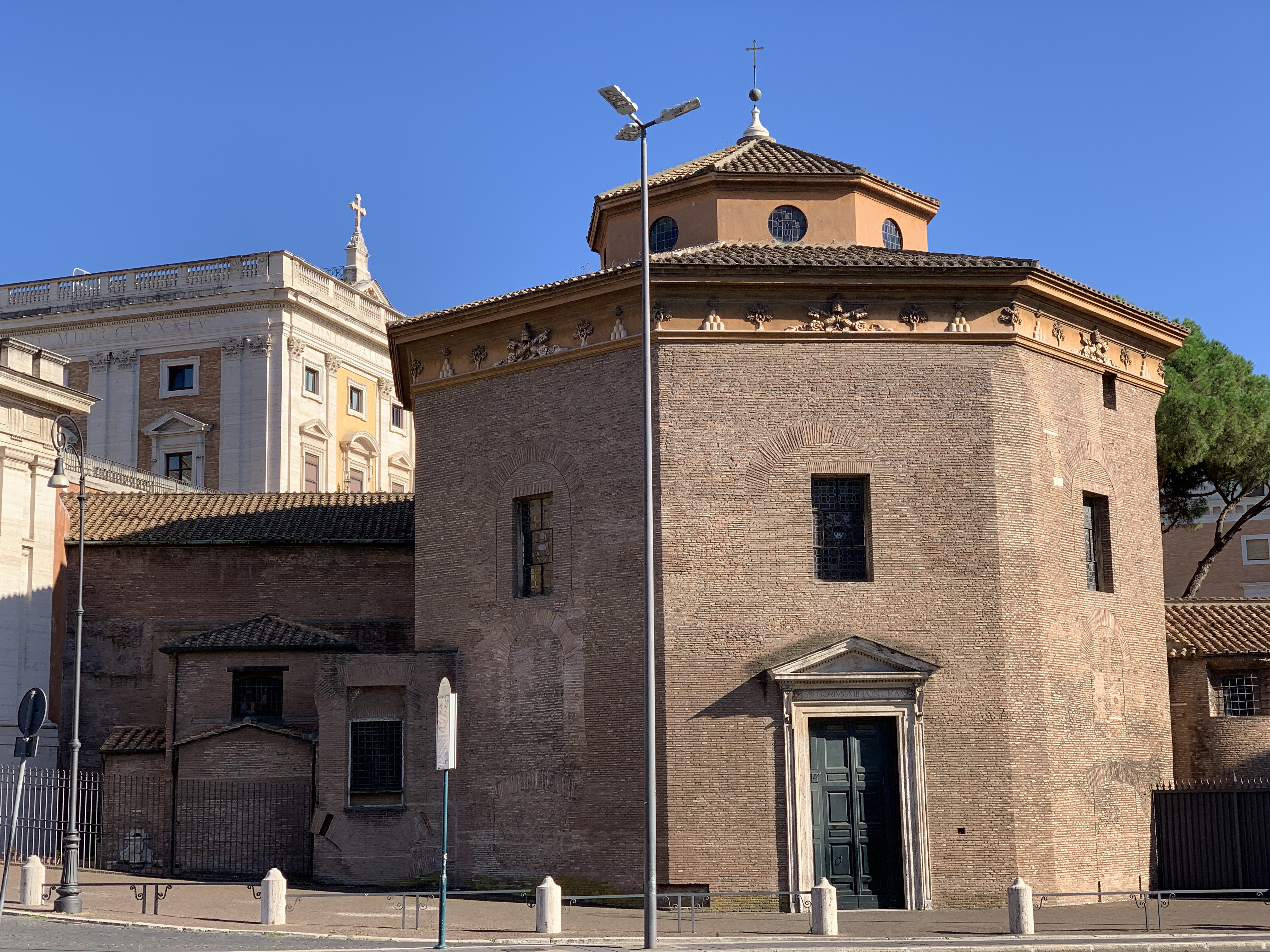
Baptisterium des Lateran, 5. Jahrhundert

Zu Beginn der Spätantike war der dezentral gelegene Laterankomplex mit Erlöserbasilika und Baptisterium der Ort, wo der Bischof von Rom Oster- und Sonntagsgottesdienste leitete, Katechumenen unterrichtete und taufte sowie Synoden und Gerichtssitzungen vorstand. Dass er auch im Lateran residierte, ist anzunehmen. Im Laufe des 4. Jahrhunderts wurden St. Sebastian, St. Peter und St. Paul sowie weitere Coemeterien bei Gräbern besonders verehrter Heiliger zunehmend in die Liturgie der römischen Bischöfe integriert.
In der Amtszeit des Damasus (366–384) konvertierte ein Teil der stadtrömischen Oberschicht zum Christentum. Dadurch gewann der Bischof von Rom an gesellschaftlicher und politischer Bedeutung. Außerdem gelangte durch Spenden und Testamente das Vermögen dieser Oberschicht teilweise in den Besitz der Kirche, mit der Auflage, dass es nicht durch Weiterverkauf entfremdet werden durfte. Der von Sklaven und Kolonen bewirtschaftete kirchliche Landbesitz war nun so groß, dass er eine Verwaltung nach staatlichem Vorbild brauchte. Darin waren juristisch erfahrene Laien (defensores) tätig, welche sich später zu einer Korporation (schola) zusammenschlossen. Eine weitere Korporation bildeten die Notare, oft Mitglieder des niederen Klerus, welche den Schriftverkehr des Bischofs führten. Das Archiv (scrinium) dieser Schriftstücke wurde ein wichtiges Hilfsmittel, um beispielsweise vom Kaiser gewährte Privilegien auch in Zukunft einfordern zu können.
Damasus trat mit Epigrammen hervor, die sein Selbstverständnis verdeutlichen. Das Christentum erscheint darin als Fortführung und Vollendung der antiken Tradition. „Als neue Helden Roms werden die Märtyrer gefeiert, und zwar insbesondere Petrus und Paulus. Darauf stützt Damasus seinen besonderen Anspruch als römischer Bischof.“ Mit Damasus beginnt die christliche Aneignung der Romidee. Das Apsismosaik der römischen Titelkirche Santa Pudenziana aus dem frühen 5. Jahrhundert beispielsweise stellt die Apostel wie römische Senatoren dar. Just zu der Zeit, als Konstantinopel Rom politisch den ersten Platz streitig machte, erhoben die Bischöfe von Rom den Anspruch, „nicht nur die Tradition bewahren, sondern auch die Gegenwart normieren zu dürfen, ja müssen.“ Mit Hilfe kaiserlicher Beamter setzte Damasus die kirchliche Disziplinargerichtsbarkeit über die Bischöfe Italiens durch. Sein theologischer Führungsanspruch äußerte sich darin, dass er im Konflikt um den Bischofsthron von Antiochia, der zwischen Paulinus und Meletius ausgetragen wurde, sein „Urteil“ verkündete und mit den Anathematismen des Tomus Damasi das korrekte Verständnis des Nicaenums festschrieb. Im Osten des Reichs wurde dieser Anspruch nicht anerkannt, sondern teils empört zurückgewiesen.

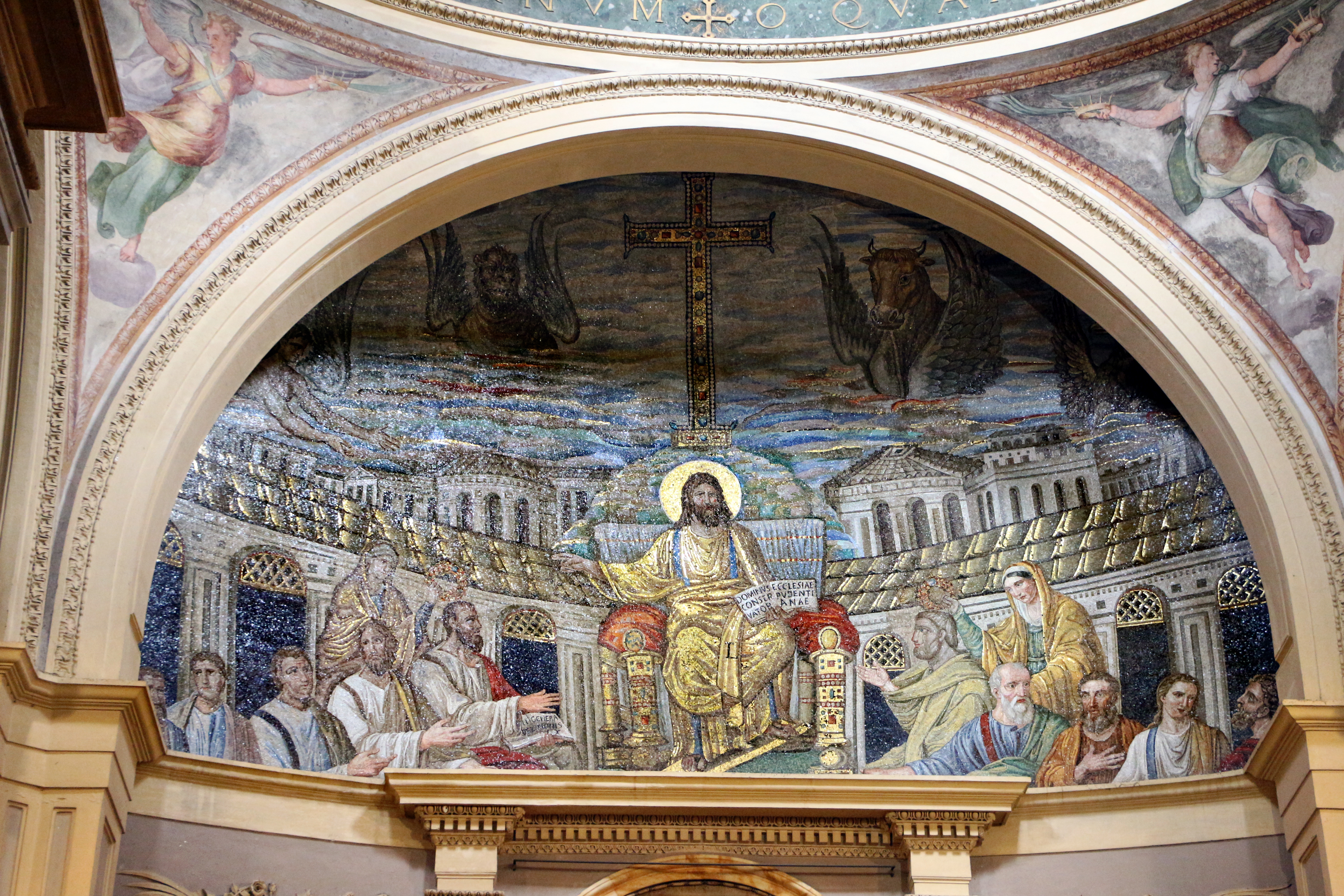
Apsismosaik von Santa Pudenziana, Anfang 5. Jahrhundert

Im 5./6. Jahrhundert war der Bischof von Rom einer von fünf Patriarchen, die idealerweise im Konsens die Kirche leiten sollten (Pentarchie). Jeder von ihnen hatte das Recht, bei seinen Mitpatriarchen zu intervenieren, falls diese vom rechten Glauben abwichen. Die Päpste beanspruchten in dieser Gruppe eine Sonderstellung, „griff[en] an vielen Stellen ein und wagte[n] immer mehr Formulierungen, die auf einen Primatsanspruch im Bereich der Lehre hinausliefen, der aber im Osten nicht akzeptiert oder allenfalls taktisch genutzt wurde,“ bemerkt Hartmut Leppin und verweist darauf, wie unterschiedlich solche päpstlichen Interventionen in östlichen und in westlichen zeitgenössischen Quellen gewertet werden.
Im Gegensatz zur Selbstwahrnehmung waren die römischen Bischöfe aus Sicht ihrer Kollegen im griechischen Osten theologisch nicht ebenbürtig, deshalb galten Voten aus dem Westen in den dortigen Auseinandersetzungen wenig. Leo I. (440–461) war hiervon eine Ausnahme. In seiner Amtszeit wurde das neue Konzept etabliert, dass Petrus nicht nur Gründer der Kirche von Rom sei, sondern der aktuelle Bischof von Rom dessen Stellvertreter (vicarius), auf den die Binde- und Lösegewalt, die Christus dem Petrus gegeben habe, übergegangen sei. In der Auseinandersetzung mit Hilarius von Arles argumentierte Leo, wer sich seiner Autorität widersetze, schließe sich vom Heil aus. In Aufnahme des römischen Erbschaftsrechts erklärte Leo, er selbst sei Erbe des petrinischen Stuhls (sedes Petri). Andere Bischöfe hätten ihre Autorität insoweit, wie sie mit ihm in Verbindung ständen. „Durch den heiligen Stuhl des seligen Petrus“ sei Rom „Haupt der Welt“ (caput orbis). In den kirchenpolitischen Konflikten während des Konzils von Chalcedon und danach brauchten die byzantinischen Kaiser den jeweiligen Bischof von Rom als „Patriarchen des Westens“. Chalcedon markiert einen Höhepunkt der Anerkennung römischer Ansprüche im Osten, denn Leos Lehrschreiben (Tomus Leonis) wurde akzeptiert „als Kerygma der Kathedra Petri, die im röm. Sitz präsent ist.“ Leppin zufolge war dies für Leo allerdings ein „vergiftete[r] Erfolg des Konzils von Chalcedon und nicht auf Dauer gestellt,“ denn es gelang ihm danach nicht, am kaiserlichen Hof Einfluss auszuüben, und einen „über Ehrbezeugungen hinausgehenden Vorrang“ gestand man ihm im Osten nicht zu. Auch im Westen konnte der Bischof von Rom im 5. Jahrhundert noch keine dauerhafte Aufsicht ausüben; die Päpste versuchten es aber mehrfach, und weil ihr Schriftverkehr aufbewahrt wurde, ließen sich solche Initiativen später als Argument für einen päpstlichen Jurisdiktionsanspruch nutzen.
Im Akakianischen Schisma (484–519) schrieb Papst Gelasius I. an Kaiser Anastasios I.: „Du weißt […], gnädigster Sohn, dass du zwar das Menschengeschlecht an Würde übertriffst; von denen aber, denen die göttlichen Dinge anvertraut sind, beugst du ergeben den Nacken und erwartest von ihnen, was deinem Heil dient.“ Gelasius beanspruchte die geheiligte Autorität des Papstes (auctoritas sacrata pontificum); dem Kaiser komme es zu, das von den Priestern als rechtgläubig Erkannte mit seiner Herrschergewalt durchzusetzen. Der Papst als Seelsorger des Kaisers – das war ein Konzept, das im Hochmittelalter wieder aufgegriffen wurde, im 6. Jahrhundert aber nicht erfolgreich war: Im Dreikapitelstreit erzwang Kaiser Justinian I. 547 die Zustimmung des widerstrebenden Papstes Vigilius und schwächte dadurch vorübergehend auch die Autorität des Papstes im Westen.
Der Liber Pontificalis ist eine chronologisch geordnete Sammlung von Papstbiografien, dessen erste Ausgabe um 530 datiert wird. Er stellte sich in eine dezidiert römische Tradition der Historiografie, die bis auf Sueton zurückreicht. Der Althistoriker Philippe Blaudeau vermutet, dass damit gegen alternative, aus dem Osten stammende Geschichtsentwürfe Stellung bezogen wurde: „Sein Subjekt war niemand anderes als der Leiter einer Institution, welche die Nachfolge der imperialen Macht angetreten hatte, die in der Urbs ihre religiöse Macht konzentriert darstellte und ein effektives Netzwerk von Befehl und Repräsentation aufbaute, dessen Zentrum die Urbs war.“ Der tatsächliche Einflussbereich des Gelasius und seiner Nachfolger zeigt sich in ihrem Briefwechsel. Demnach waren es vor allem Bischöfe aus dem suburbikarischen Italien und Illyrien, die sich mit Anfragen an Rom wandten. Selten wurde die päpstliche Meinung von Konstantinopel, Syrien, Nordafrika und Südgallien erbeten, und Oberitalien, Spanien, Ägypten und das Fränkische Reich fallen ganz aus.

## Mittelalter

### An der Peripherie des Byzantinischen Reichs
Das Pontifikat Gregors I. (590–604) steht an der Schwelle zwischen Spätantike und Frühmittelalter. Aus senatorischer Familie stammend, wurde er Mönch und Kleriker. Die Konkurrenz mit dem Patriarchen von Konstantinopel, der sich als „ökumenisch“ bezeichnete und damit einen Führungsanspruch in der Christenheit formulierte, veranlasste Gregor, den Devotionstitel Servus servorum Dei anzunehmen. Rom war mittlerweile eine Grenzstadt des byzantinischen Exarchats von Ravenna in dem von Germanen beherrschten Italien geworden. Die lokale byzantinische Administration versagte, und die Päpste übernahmen seit Gregor mit kaiserlicher Billigung hoheitliche Aufgaben. Im Jahr 711 fand der letzte Besuch eines Papstes (Konstantin I.) am byzantinischen Hof statt. Der Kaiser leistete ihm die Proskynese mit Fußkuss, was seither als Teil des Papstzeremoniells eingefordert wurde.
Nach den Goten- und Langobardenkriegen lag die Landwirtschaft in Italien am Boden, schätzungsweise ein Drittel der Bevölkerung war tot. Soweit die Oberschicht Roms nicht nach Konstantinopel geflohen war, strebte sie in den Klerus. Nominell wurde das Papsttum durch Nachlässe und Stiftungen dieser Oberschicht Besitzer sehr großer Ländereien im ganzen Römischen Reich. Dieser Landbesitz wurde in Patrimonien als Verwaltungseinheiten gegliedert. In den politisch unsicheren Zeiten konzentrierte sich der tatsächlich nutzbare Patrimonialbesitz in Mittel- und Süditalien und Sizilien. Die Päpste waren so zum größten Grundbesitzer Italiens geworden. Das von Kriegen relativ verschonte Sizilien leistete seit dem Ende des 6. Jahrhunderts einen Großteil zur Versorgung Roms und des Papstes. Der Grundbesitz wurde meist verpachtet, entweder auf 29 Jahre (libellarische Pacht) oder auf drei Generationen (Emphyteuse). Letztere bot den Pächtern Möglichkeiten, das Landgut dauerhaft an sich zu bringen. Während des 6. und 7. Jahrhunderts überwog in den päpstlichen Patrimonien die libellarische Pacht, d. h. Kleinpächter bauten das verwüstete Land wieder auf. Danach überwog aber die Emphyteuse; als Pächter traten Aristokraten auf, welche die Kleinpächter in ihre Abhängigkeit gebracht hatten – und von denen das Papsttum immer abhängiger wurde.
Als Kaiser Leo III. die Steuerlast seiner italienischen Provinzen erhöhte, unterstützte Gregor II. (715–731) den Widerstand dagegen. Dies schmälerte ja seine Einkünfte aus dem Patrimonialbesitz. Der Konflikt gewann aufgrund des Bilderstreits noch an Schärfe. Gregor II. unterstützte die Ikonenverehrer und wandte sich somit gegen den Kaiser, einen Ikonoklasten. In Konstantinopel soll es Pläne gegeben haben, den Papst zu töten oder zu entführen. Die Quellenlage ist für die Amtszeit Gregors II. allerdings dürftig und vermittelt den Eindruck, „daß der Papst in einer Art Schaukelpolitik die Langobarden und die byzanztreuen Kräfte gegeneinander auszuspielen suchte. Auf der einen Seite nahm er langobardische Hilfe gegen byzantinische Angriffe auf sich in Anspruch, auf der anderen Seite vermied er den offenen Bruch mit Byzanz […]“ Sein Amtsnachfolger Gregor III. (731–741) setzte diese Politik fort. Nachdem eine römische Synode 731 den Ikonoklasmus und damit implizit auch den Kaiser verurteilt hatte, unterstellte dieser die bislang römischen Kirchenprovinzen Unteritalien/Sizilien und Illyrien dem Patriarchat von Konstantinopel. Außerdem konfiszierte er die Patrimonien in Süditalien und Sizilien. Beides traf das Papsttum schwer, denn seine Kirchenhoheit war nun auf Nord- und Mittelitalien beschränkt, und wertvolle Ländereien waren verloren.

### Papst und (westlicher) Kaiser im Frühmittelalter
Parallel zur Distanzierung von Byzanz näherten sich die Päpste dem Fränkischen Reich an. Dies hatte sich bereits durch die Missionstätigkeit des Bonifatius vorbereitet; er hatte die Franken mit dem Gedanken vertraut gemacht, dass der Papst zu Rom die höchste kirchliche Autorität innehabe. Papst Zacharias legitimierte 751 kraft dieser Autorität, dass Pippin die Dynastie der Merowinger entmachtete und die fränkische Krone für sich beanspruchte. Die römischen Quellen schweigen hierzu; hingegen wird vom römischen Standpunkt aus stark betont, dass Stephan II. 754 mit Pippin ein Bündnis schloss, dessen Inhalt allerdings diffus bleibt. Konsens war nur, dass Pippin sich dem heiligen Petrus unterstellte und deshalb den von den Langobarden eroberten ehemals päpstlichen Landbesitz zurückerstattete (sogenannte Pippinsche Schenkung). Der Papst hoffte, dass Pippin nun als Schutzherr Reichsitaliens (Patricius Romanorum) handelte, d. h. Verantwortung für Rom und die Kirche des heiligen Petrus übernahm, „eine verpflichtende Würde, auf die Pippin indessen niemals Bezug nahm.“ Das beiderseitige Bündnis war auf die Personen bezogen, musste also von den jeweiligen Nachfolgern stets wieder erneuert werden. Indizien deuten darauf hin, dass die Urkunde der Konstantinischen Schenkung bald nach 750 in Rom gefälscht wurde; größere Wirkung entfaltete sie aber erst im 11. Jahrhundert und vor allem nach ihrer Aufnahme in die Rechtssammlung Decretum Gratiani.

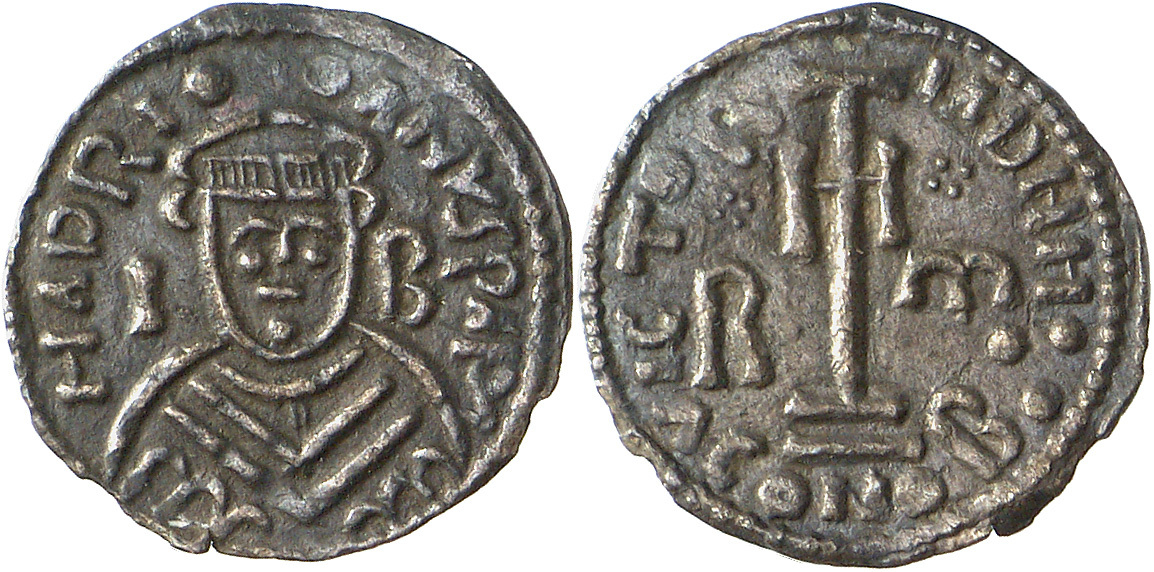
Silbermünze des Papstes Hadrian I.

Karl der Große setzte Pippins Politik fort; nach der fränkischen Eroberung des Langobardenreichs entstand so der Kirchenstaat als Teil des Frankenreichs, „es ist durchaus fraglich, wieweit die Päpste ihn überhaupt herrschaftlich durchdringen konnten.“ Florian Hartmann vermutet, dass Papst Hadrian I. sich neu orientierte, als Karl 774 die Krone des Langobardenreichs übernommen hatte und Rom besuchte. Er erkannte im Frankenherrscher den künftigen Oberherrn Italiens. Indem er Münzen in eigenem Namen prägen ließ und Urkunden nach den Jahren seines Pontifikats datierte, löste sich Hadrian symbolträchtig von Byzanz und betonte seine Autarkie.
Leo III. war in einem „Überraschungscoup“ einen Tag nach dem Tod Hadrians von Klerus und Volk gewählt und umgehend zum Bischof von Rom geweiht worden. Gegner, die hohe Stellen im Lateran hatten, akzeptierten den Außenseiter nicht und planten, ihn nach byzantinischem Brauch durch Verstümmelung amtsunfähig zu machen und dann in einem Kloster zu inhaftieren. Leo gelang die Flucht; er wurde von Karl in Paderborn empfangen. Hier wurde das weitere Vorgehen abgesprochen. Karl kam selbst nach Rom. Die Verschwörung galt als Hochverrat, über den nach byzantinischem Recht nur der Kaiser urteilen durfte. Karl ließ sich am Weihnachtstag des Jahres 800 vom Papst zum Kaiser krönen und verurteilte anschließend die Verschwörer. Aus einer tagespolitischen Allianz war nun eine enge und dauerhafte Beziehung zwischen Papsttum und Kaisertum des Westens entstanden, wie es sie zwischen Päpsten und byzantinischen Kaisern nie gegeben hatte.

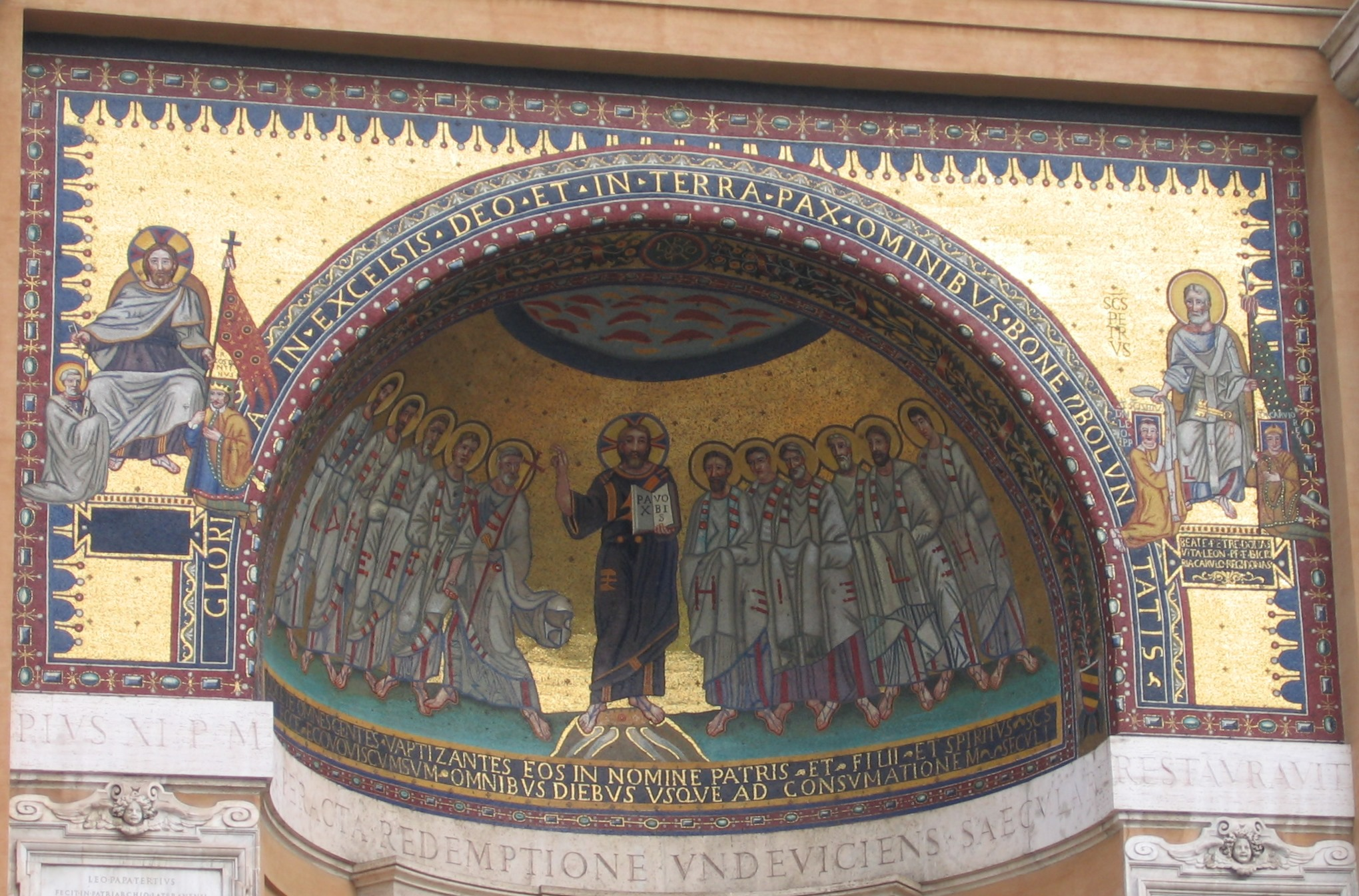
Mosaiken des Triclinium Leoninum

Wie diese Beziehung von Seiten Leos aus gedacht war, verdeutlichen die (barock umgestalteten), wohl um 799/800 angefertigten Mosaiken des Triclinium Leoninum im Lateran: Christus beauftragt die Apostel mit der Weltmission (Mitte); Christus überreicht Petrus die Schlüssel der geistlichen Gewalt und Kaiser Konstantin die Fahne der weltlichen Gewalt (rechte Seite); Petrus übergibt an Leo ein Pallium und an Karl eine Fahne (linke Seite) – ein „Kaisertum von Petri Gnaden“.
Reliquientranslationen sowie die Überarbeitung von Liturgie und Kirchenrecht nach römischer Norm stärkten die Romorientierung der fränkischen Reichskirche. Die Karolinger teilten sie in Kirchenprovinzen auf, deren Erzbischöfe vom Papst das Pallium erhielten. Bernhard Schimmelpfennig urteilt, dass zwar der Herrscher die Kirchenpolitik lenkte, „doch formal hatte der Papst einen bestimmenden Einfluß auf die fränkische Kirche gewonnen“, und sobald die weltliche Macht Schwäche zeigte, bot sich die Möglichkeit, diesen Einfluss auch real auszuüben.
Am Ende des 9. Jahrhunderts wurde Rom von den Fehden verfeindeter Adelsfamilien dominiert, in die auch die Päpste verwickelt waren. In Erinnerung blieb insbesondere die Leichensynode von 897, in der Papst Formosus exhumiert wurde, um sein Pontifikat postum für nichtig zu erklären. Parteikämpfe zwischen Anhängern und Gegnern des Formosus schlossen sich an. Klaus Herbers zufolge war das in der älteren Forschung sogenannte Saeculum obscurum nicht einfach ein Tiefpunkt der Papstgeschichte, sondern eine Übergangszeit, in der sich Entwicklungen des Reformpapsttums vorbereiteten. Beispielsweise führten die Diskussionen um die von Formosus vorgenommenen Translationen zu „neuen, stärker universalen Konzeptionen des päpstlichen Amtes.“
In Parallelität zur Kaiserkrönung Karls des Großen ließ sich Otto der Große 962 von Papst Johannes XII. zum Kaiser krönen, der dabei allerdings nur als „liturgisches Werkzeug“ (so Thomas Frenz) diente. Als er begann, gegen Otto zu intrigieren, setzte dieser ihn durch eine Synode ab und brachte 963 Leo VIII. auf den päpstlichen Stuhl. Zwei Faktoren bestimmten die Amtszeiten der Päpste unter den Ottonen: die fortdauernden adligen Familienfehden und die Frage, ob die Kaiser in Rom Präsenz zeigten oder nicht. Der auf Empfehlung Ottos III. gewählte Gregor V. musste, kaum hatte Otto Rom verlassen, dem Gegenpapst Johannes XVI. weichen. Er kehrte dann mit Otto wieder nach Rom zurück, und der Kaiser ließ Johannes XVI. absetzen und verstümmeln. Im Machtvakuum nach dem Tod Ottos III. 1002 wechselten die Päpste rasch, bis die Grafen von Tuskulum Rom 1012 unter ihre Kontrolle brachten. Drei Mitglieder dieser Familie (Benedikt VIII., Johannes XIX. und Benedikt IX.) hatten daraufhin das Papstamt inne, das nun auch mit politischer Macht ausgestattet war und sich in Süditalien mit dem dort wieder expandierenden byzantinischen Reich auseinandersetzte. Späteren Generationen war dieses Tuskulanerpapsttum als eine Art „‚Familienbesitz‘ des Stuhles Petri“, verbunden mit fürstlichem Lebensstil, sehr anstößig; die Zeitgenossen scheinen das weniger empfunden zu haben. Bernhard Schimmelpfennig konstatiert einen seit den Ottonen wachsenden Einfluss der Päpste in Italien, Frankreich, Deutschland, Böhmen, Polen und Ungarn, die durch päpstliche Legaten und Synoden ausgeübt wurde. Reformen waren ohne päpstliche Zustimmung nicht zu erreichen. Andererseits blieb das Papstamt in der Stadt Rom selbst ein Spielball der lokalen Adelsfamilien. Anfang des 11. Jahrhunderts tauchten Gruppen von Normannen in Süditalien auf, die im Dienst langobardischer Herren gegen Sarazenen und Byzantiner kämpften. „Obwohl von den Päpsten zunächst bekämpft, sollten die Normannen bald in lehnsähnliche Beziehungen zum Papsttum treten. Dabei wechselten Gegnerschaft und Unterstützung in der Folgezeit mehrfach je nach Konstellation.“

### Die papstgeschichtliche Wende in der Mitte des 11. Jahrhunderts
Die Mitte des 11. Jahrhunderts war eine Zäsur in der Geschichte des Papsttums, das seither zunehmend eine aktive Rolle in der westlichen Kirche einnahm. Sichtbar wurde dies in der stärkeren Interaktion zwischen Rom und der Westkirche schon bei den Papstwahlen: Die Kandidaten für das Amt des Papstes stammten immer häufiger nicht aus dem römischen Klerus, sondern kamen von außerhalb Roms und sogar außerhalb Italiens; umgekehrt griffen die Päpste verstärkt in Angelegenheiten außerhalb Italiens ein und überschritten bei ihren Reisen auch wieder selbst die Alpen (zuerst Leo IX.). Ein wichtiger Einschnitt war dabei die Intervention Heinrichs III., der 1044 nach Italien zog, um sich zum Kaiser krönen zu lassen. Nach mehreren strittigen Wahlen, wechselseitigen Absetzungen und Vertreibungen beanspruchten mit Benedikt IX., Silvester III. und Gregor VI. gleich drei Männer, einziger Papst zu sein. Heinrich ließ auf der Synode von Sutri 1046 alle drei absetzen und kurz darauf einen seiner mitreisenden deutschen Bischöfe, Suidger von Bamberg, zum Papst wählen (Clemens II.). Weder Clemens noch sein ebenfalls von Heinrich unterstützter Nachfolger Damasus II. prägten aber das Papstamt nachhaltig.
Hingegen agierte Leo IX. (1049–1054) erfolgreich als „Reformpapst“. Er selbst hatte in der Hofkapelle und Kanzlei des römisch-deutschen Königs sowie als Reichsbischof Verwaltungserfahrung gesammelt; er brachte Mitarbeiter aus dem lothringisch-burgundischen Raum nach Rom, die dort über seinen Tod hinaus wirkten; und er ernannte auswärtige Kleriker zu Kardinälen und zog diese für die Durchsetzung einer zentralistischen, auf Rom ausgerichteten Kirchenpolitik heran. Die Römische Kurie entwickelte sich so zu einer zentralen kirchenleitenden Behörde und zum Mittelpunkt einer „Reformgruppe“. Leo überquerte als erster Papst seit fast 200 Jahren die Alpen und hielt 1049 sogar ein Konzil in Reims ab. Gegen die Normannen in Süditalien ging er militärisch vor, unterlag aber. Er selbst geriet in Gefangenschaft und musste kapitulieren. Am 19. April 1054 starb Leo IX. In die Zeit der Sedisvakanz fällt das Schisma zwischen Rom und Byzanz (16. Juli 1054).
Auch nach Leos Tod war das Papstamt wiederholt umstritten, aber neben dem stadtrömischen Adel waren regelmäßig auswärtige Parteien involviert und die Kurie institutionalisierte sich zunehmend, so dass die römische Kirche auch während Sedisvakanzen und strittiger Wahlen stärker selbständig handeln konnte. Nikolaus II., zuvor Bischof von Florenz, konnte sich 1058 mit Unterstützung des Herzogs Gottfried IV. von Niederlothringen gegen seinen Konkurrenten Benedikt X. durchsetzen. Nach seiner Wahl erließ er ein Papstwahldekret, das die bis dahin unzulässige Wahl von Nichtrömern erlaubte und die Rechte der Kardinalbischöfe, die zu seinen wichtigsten Unterstützern zählten, gegenüber anderen Kardinälen stärkte. Das Papstwahldekret war stark umstritten und zirkulierte auch deshalb in mehreren verfälschten Fassungen; mit seiner Aufnahme ins Decretum Gratiani (um 1140) wurde es aber Teil des allgemeinen Kirchenrechts. Mit Nikolaus verstärkte sich die Unabhängigkeit des Papsttums von stadtrömischen Familien weiter. Eine weitere wichtige Weichenstellung war seine Politik gegenüber den Normannen: 1059 wurden zwei Normannenherrscher (Graf Richard von Capua und Herzog Robert Guiskard) Lehnsleute des Papstes. Das hatte Auswirkungen auf Reichsrechte in Süditalien: Nötigenfalls waren Normannen nun zu militärischer Unterstützung des Papstes, auch gegen den Kaiser, verpflichtet.

### Anspruch auf Weltherrschaft

#### Investiturstreit
Die lapidaren Leitsätze des Dictatus Papae ließ Gregor VII. im März 1075 aufzeichnen, vor Ausbruch des offenen Konflikts mit dem Kaiser. Sie waren, so Georg Schwaiger, das „kirchenpolitische Glaubensbekenntnis“ dieses Reformpapstes mit den Kernelementen des gesamtkirchlichen Jurisdiktionsprimats, Forderung der Absetzungsgewalt gegenüber dem Kaiser und dem Anspruch, dass die römische Kirche irrtumsfrei sei und der amtierende Papst durch die Verdienste des heiligen Petrus gewiss heilig werde. Gemeint ist hier keine individuelle, sondern eine Amtsheiligkeit: Jeder Papst hat während seines Pontifikats Anteil an der überzeitlichen Heiligkeit und Autorität der Institution. Dies wird sinnfällig in der seit Paschalis II. normierten päpstlichen Bleibulle (Foto), die auf der Vorderseite stets gleich Petrus und Paulus zeigt (Apostelstempel), auf der Rückseite den Namen des jeweiligen Amtsinhabers. Bei einem Papstwechsel wurde nur der Namensstempel erneuert, der Apostelstempel blieb in Gebrauch.

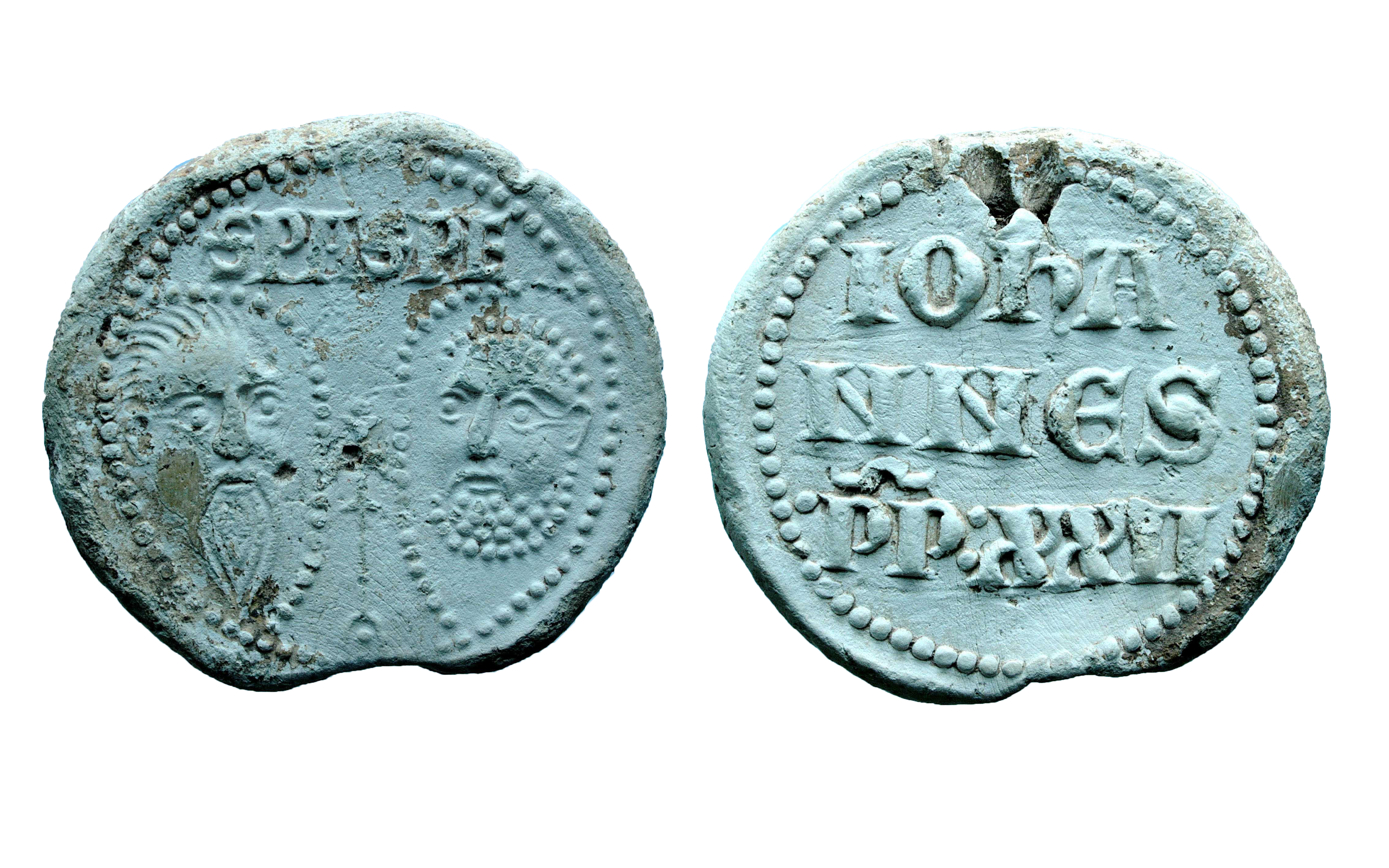
Päpstliche Bleibulle (Johannes XXII.)

Anlass, aber nicht Ursache für den Konflikt mit König Heinrich IV. war dessen Investitur des Erzbischofs von Mailand; Gregor machte deutlich, dass er auf seinem Recht zur Bischofsinvestitur bestand. Mit Unterstützung deutscher und oberitalienischer Bischöfe erklärte Heinrich 1076 Gregor für abgesetzt, der umgehend den König exkommunizierte. Heinrich wurde auf dem Fürstentag von Tribur (Oktober 1076) verpflichtet, sich binnen Jahresfrist aus der Exkommunikation zu lösen. Er begab sich als reuiger Sünder zum Papst nach Canossa und bat um Lossprechung. Gregor fehlte aber, so Frenz, das kirchenrechtliche Instrumentarium, um die königliche Demütigung in politische Zugeständnisse übersetzen zu können. Er musste als Priester handeln und Heinrich ohne Garantien oder Gegenleistungen lossprechen. Heinrich ließ Wibert von Ravenna zum (Gegen-)Papst erheben; dieser nannte sich Clemens III., vollzog die Kaiserkrönung Heinrichs und seiner Gemahlin und amtierte bis zu seinem Tod im Jahr 1100 unter kaiserlicher Protektion relativ erfolgreich, „die heute als rechtmäßig betrachteten Päpste mussten um Rom ringen.“
Schimmelpfennig sieht das Papsttum gestärkt aus dem Investiturstreit hervorgehen, „nicht zuletzt, weil viele Reformansätze erst durchsetzungsfähig wurden, nachdem sie in Rom gebündelt waren u. v. dort dann wirkungsvoll ausstrahlen konnten.“ Die Kirchenreform kämpfte für „reine“ und „freie“ (d. h. nach Rom orientierte) Ortskirchen; Kleriker, die mit Frauen zusammenlebten (= Nikolaiten) und Bischöfe, an deren Einsetzung Laien in irgendeiner Weise beteiligt waren (= Simoniten), konnten, so glaubte man, keine gültigen Sakramente spenden. Um die Entfernung dieser Personen aus dem Amt zu erreichen, appellierten die Reformer an die Laien und mobilisierten auch die Straße. Ein bekanntes Beispiel sind die Unruhen in Mailand (Pataria), bei denen römische Sendboten eine aktive Rolle spielten. Zu den dauerhaftesten Erfolgen des Reformpapsttums in Italien gehörte, so Georg Schwaiger, die auf diesem Weg erreichte „Demütigung und die endlich völlige Unterwerfung der selbstbewußten Kirchen von Mailand und Ravenna.“
Gerd Althoff sieht die religiöse Legitimierung von Gewalt als Neuerung des Reformpapsttums. Die Reformer griffen auf Erzählungen des Alten Testaments zurück, denen zufolge auserwählte Personen, wie etwa der Prophet Samuel, Widersacher vernichteten und damit Gottes Zorn besänftigten. Diese Argumentation ließ sich von den Parteigängern des Papstes gegen die Anhänger Heinrichs IV. richten; sie wurde von der Kreuzzugsbewegung aufgegriffen und wirkte wahrscheinlich in der intensivierten Ketzerverfolgung des ausgehenden 12. Jahrhunderts nach.

#### Innovationsvorsprung im Rechtswesen
Herbers betont, dass der Investiturstreit durch eine von Klerikern beider Seiten verfasste Streitschriftenliteratur begleitet wurde. In der Argumentation war der Rückgriff auf altes Kirchenrecht als Autorität beliebt. Dies führte in der zweiten Hälfte des 12. Jahrhunderts dazu, dass die Bekanntheit des römischen Rechts mit seinen typischen Denkfiguren in der lateinischen Westkirche zunahm. Dabei war der Vorrang des Bischofs von Rom fast unstrittig; die einzige wichtige Gegenstimme war um 1100 der normannische Anonymus, welcher Jerusalem, nicht Rom, als Mutter aller Kirchen ansah.
Die Reform der Papstwahl stärkte die Position der Kardinäle. Sie waren als Berater des Papstes an dessen Entscheidungen beteiligt und häufig als Legaten unterwegs. Mit der Kreierung von Kardinälen nahm der jeweils amtierende Papst auch Einfluss auf die Wahl seines Nachfolgers. Das päpstliche Urkundenwesen machte ebenfalls Fortschritte; Ausdruck dessen ist die für Papsturkunden kennzeichnende Rota, die mit einem königlichen Signum vergleichbar ist.
Mit der systematischen Erfassung des Kirchenrechts gewann das Papsttum, so Herbers, im 12./13. Jahrhundert einen „Innovationsvorsprung“ vor anderen Herrschaften; führend in der Rechtskultur, konnte es den päpstlichen Primat und andere Privilegien nicht nur in der römischen Zentrale, sondern durch Richter und Legaten auch in der Peripherie immer besser durchsetzen; in Lateineuropa bildete sich so allmählich ein einheitlicher Rechtsraum heraus. Die umfangreiche Urkundenproduktion der päpstlichen Kanzlei setzte im 12. Jahrhundert Maßstäbe und wurde vorbildhaft für weltliche Behörden. Der Besitz einer päpstlichen Urkunde nützte nur dann etwas, wenn der Rechtsgegner die päpstliche Autorität anerkannte – was zunehmend der Fall war. Eine Untersuchung für die Jahre 1181–1187 verdeutlicht, wo sich die meisten Empfänger päpstlicher Urkunden befanden und wo daher der Einfluss Roms am stärksten war: in Frankreich (32,9 %), Italien (28,9 %) und Deutschland (11,4 %). Das überkommene kirchliche Recht wurde nicht nur ergänzt und neu gefasst, sondern auch der Primatsdoktrin angepasst, d. h. es setzte voraus, dass die „Fülle der Gewalt“ (plenitudo potestatis) unbeschränkt und der Papst nur Gott verantwortlich sei. Bischöfe, Metropoliten und Synoden versuchten in einem jahrhundertelangen Abwehrprozess, ihren hergebrachten Rechtsstatus zu bewahren (das kollegiale Prinzip, die Eigenständigkeit der Synoden, das Recht der Laien, konkret das Königsrecht) und unterlagen.

#### Lehnsherrschaft und Kreuzzüge
Als Leiter der Universalkirche wurden die Päpste nun auch Lehnsherren entfernter Länder oder beanspruchten dies für sich: Rom legitimierte durch Übersendung der Petersfahne die normannische Eroberung Englands (1066). Aragón (1068) und Portugal (1143) erbaten päpstliche Unterstützung in der Reconquista; die Romorientierung hatte in Spanien die Ersetzung der mozarabischen Liturgie durch die römische zur Folge. In Solin nahm ein Legat Gregors VII. 1076 die Krönung Dmitar Zvonimirs zum König von Kroatien vor. Gregor VII. erhob den Anspruch, das Königreich Ungarn sei bereits bei seiner Gründung dem Apostel Petrus geschenkt worden. Karl Jordan interpretierte 1932 die Beziehung der Päpste zu den europäischen, insbesondere den jüngeren Monarchien als weitgespanntes Netz von Lehensbindungen. Die neuere Forschung korrigiert dieses Bild insofern, als dahinter keine gezielte päpstliche Lehenspolitik erkennbar wird.
Die Kreuzzugsbewegung stärkte zunächst ebenfalls den päpstlichen Anspruch auf Weltherrschaft, denn der Aufruf Urbans II. 1095 zum Ersten Kreuzzug deklarierte diesen als „kirchliches Unternehmen – ohne Beteiligung weltlicher Herrscher.“ Die Leitung der Kreuzzüge übernahmen dann aber weltliche Herrscher, die in der Levante feudal-weltliche Herrschaften errichteten. Die altkirchlichen Patriarchatssitze Jerusalem und Antiochia lagen nun im Königreich Jerusalem bzw. Fürstentum Antiochia; als Patriarchen amtierten vom Papst ernannte, westliche Geistliche. „Daher untermauerten jetzt reale Zustände die schon ältere Rechtsfiktion, daß auch die Kirchen des Ostens dem Papst unterstünden.“

#### Papst und Kaiser im Hochmittelalter
Ausdruck päpstlichen Selbstbewusstseins gegenüber dem Kaisertum war ein anlässlich der Krönung Lothars III. 1133 im Lateran angefertigtes Wandgemälde mit folgendem Begleittext: „Der König steht draußen und beschwört zuerst die Rechte der Stadt. Danach wird er Lehnsmann des Papstes. Er empfängt aus seiner Hand die Krone.“ (Rex stetit ante foras iurans prius urbis honores. Post homo fit pape, sumit quo dante coronam.) Das war provokant und insofern irreführend, als Lothar die Mathildischen Güter vom Papst zu Lehen nahm und nicht die Kaiserkrone; er ließ den Lehenseid von seinem Schwiegersohn leisten. Friedrich Barbarossa setzte die Entfernung dieses Wandgemäldes durch und weigerte sich 1155, vor seiner Kaiserkrönung Hadrian IV. als Lehnsmann den Marschalldienst zu leisten. Er musste sich aber schließlich unterwerfen und Alexander III. 1177 den vom Papstzeremoniell geforderten Fußkuss leisten. Herbers macht auf die Diskrepanz zwischen den Symbolhandlungen, die Alexander III. als „Sieger“ erscheinen lassen, und der für Barbarossa günstigeren Aktenlage aufmerksam: „Es gab somit keinen Sieg der Gesten über das Pergament, denn die Schrift behielt ihre Bedeutung.“
Dass Barbarossas Nachfolger Heinrich VI. durch seine normannische Frau zum König von Süditalien und Sizilien geworden war (unio regni ad imperium), brachte ihm die päpstliche Gegnerschaft ein, denn nun stand aus römischer Sicht eine Umklammerung des Kirchenstaats zu befürchten. Der Kampf gegen diese Umklammerung war im folgenden Jahrhundert ein Hauptmotiv päpstlicher Politik; sie nahm Thomas Frenz zufolge obsessive Züge an.
Im 12. Jahrhundert gab es zwei lange Schismen, 1130–1138 und 1159–1177, an denen neuere Entwicklungen erkennbar werden:
- Es war für den Ausgang des Konflikts nicht entscheidend, welcher der rivalisierenden Päpste Rom unter seine Kontrolle brachte (das 13. Jahrhundert fasste diese Erkenntnis in den Rechtssatz: „Wo der Papst ist, da ist Rom“).
- Die Unterstützung durch den Kaiser verlor an Bedeutung, da jeder der Konkurrenten bestrebt sein musste, weitere Parteigänger an sich zu binden: Herrscher, Bischöfe sowie Ordens- und Kanonikergemeinschaften.
- Die Legitimität der jeweiligen Papstwahl verlor mit zunehmender Dauer des Schismas an Bedeutung, auch wenn weiterhin versucht wurde, das Papstwahlverfahren zu verbessern.

#### Pontifikat Innozenz’ III. (1198–1216)

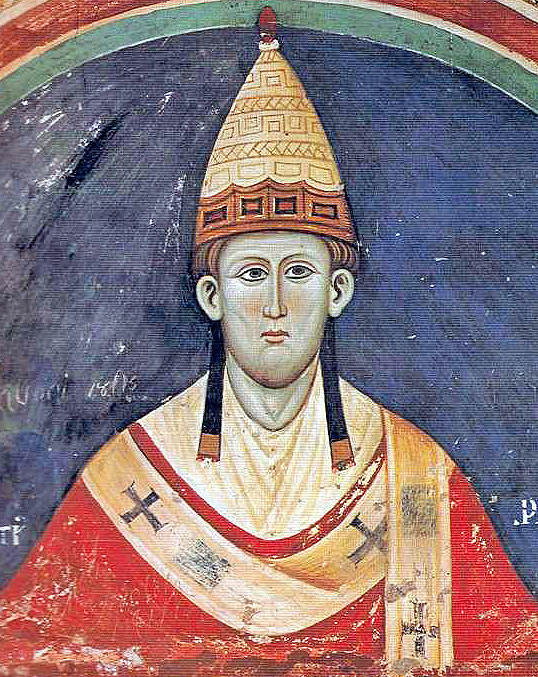
Innozenz III. (Fresko im Kloster San Benedetto (Subiaco), um 1219)

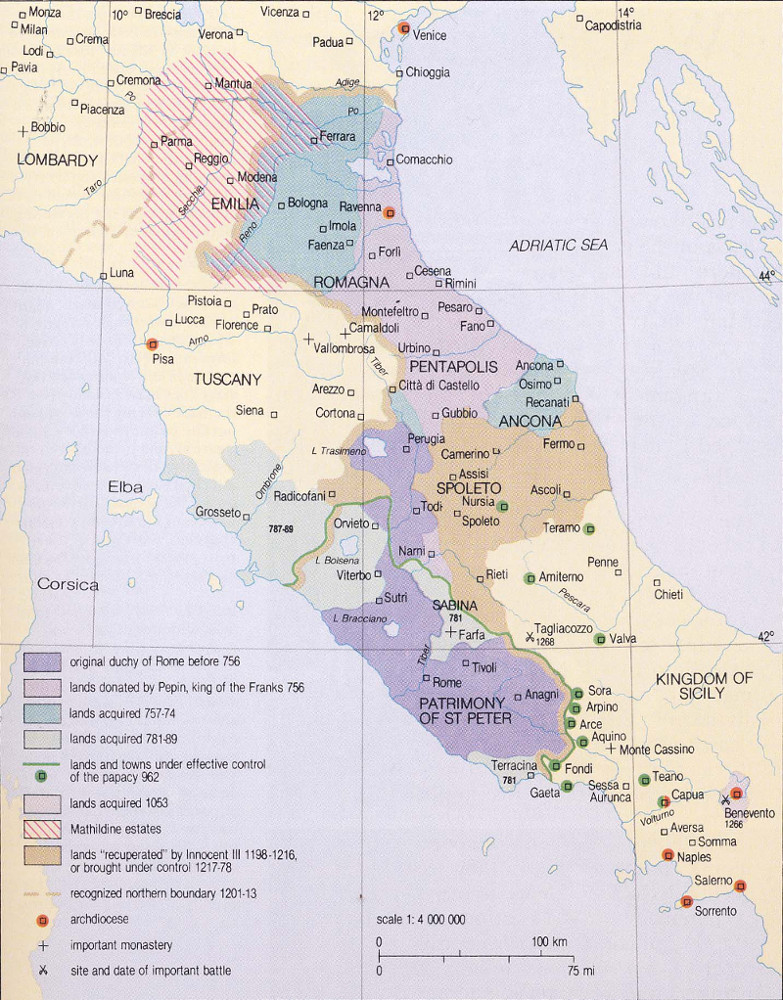
Kirchenstaat vom 8. bis 13. Jahrhundert; braun: von Innozenz III. gewonnene Gebiete; schraffiert: Mathildische Güter

Im Machtvakuum nach dem Tod Heinrichs VI. konnte der 1198 recht jung, 38-jährig, gewählte Papst Innozenz III. dem Kirchenstaat verlorene Gebiete zurückgewinnen, ergänzt um weitere Territorien wie das Herzogtum Spoleto. Er gilt daher als eigentlicher Begründer des Kirchenstaats. Konkret bedeutete die päpstliche Herrschaft meist, dass der Papst nominell als Oberherr anerkannt wurde, während vor Ort teils Kommunen, teils Familien regierten. Der Vorteil war, dass sie mit ihren Abgaben die Kurie mitfinanzierten. Der Nachteil war, dass die Päpste ihre gesamtkirchliche Politik immer wieder ihren Interessen im mittelitalischen Raum unterordneten. Die Päpste ließen wichtige Orte des Kirchenstaats von Mitgliedern der eigenen oder befreundeten Familien regieren; neben dem Nepotismus nahm auch die Begünstigung von Mitgliedern der persönlichen Klientel eines Papstes zu. Für eine kirchliche Karriere war es förderlich, in dieser päpstlichen familia den Grund zu legen und sich womöglich mit einem künftigen Papst oder Kardinal anzufreunden.
Innozenz verstand sich als „Stellvertreter Christi“ (vicarius Christi), eine in der Kirchenreformbewegung geprägte Formulierung, die durch Innozenz in die päpstliche Titulatur einging: „In diesem Selbstverständnis steht der Papst als Vertreter des Priester-Königs Christus zwischen Gott und den Menschen, unter Gott und über allen Menschen, alle richtend und selber nur von Gott gerichtet.“ Höhepunkt von Innozenz’ Pontifikat war das Vierte Laterankonzil 1215. Es war die bis zum Ersten Vatikanischen Konzil größte Kirchenversammlung und gilt als wichtigstes Konzil des Mittelalters. Unter Innozenz’ souveräner Leitung fasste es Beschlüsse zur Glaubenslehre (Transsubstantiation), Kirchendisziplin (Osterkommunion) und Kirchenrecht und rief zu einem neuen, von der Kirche geführten Kreuzzug auf, der den fehlgelenkten Vierten Kreuzzug wiedergutmachen sollte. Unterdessen war der von Innozenz veranlasste Albigenserkreuzzug bereits seit 1209 im Gange und hatte seine mörderische Eigendynamik gewonnen. Auch das Vierte Laterankonzil bekräftigte die Ketzerbekämpfung.

#### Gegen die Staufer und für Anjou

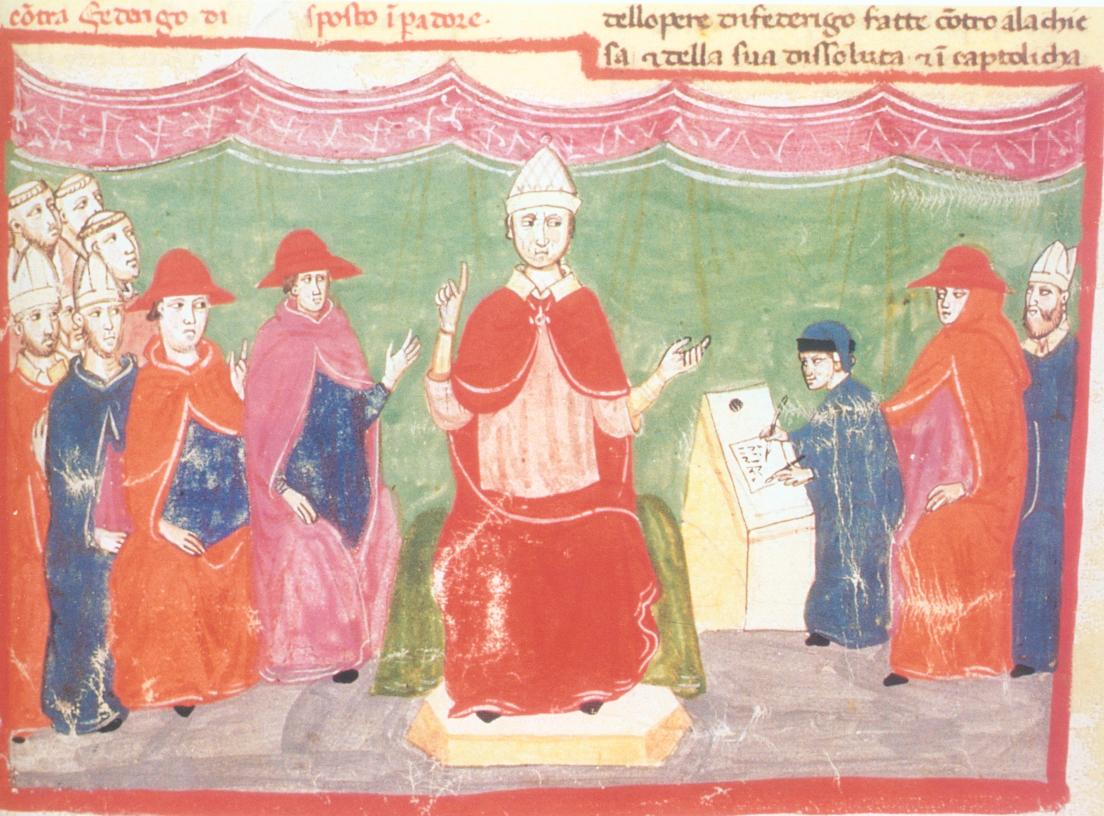
Innozenz IV. auf dem Konzil von Lyon (Giovanni Villani, Nuova Cronica, 14. Jahrhundert, Vatikanische Apostolische Bibliothek, Rom, Codex Chigi LVIII 296, f. 78v)

Friedrich II. festigte die von den Päpsten gefürchtete Doppelherrschaft über das Reich und Sizilien. Wegen Verzögerung des von ihm gelobten Fünften Kreuzzugs wurde er von Gregor IX. gebannt. Friedrich führte diesen Kreuzzug trotzdem durch und kam durch Verhandlungen zu Erfolgen. Die Versöhnung des Staufers mit dem Papst 1230 war nicht von Dauer, da zwei Konflikte bestehen blieben: die Kirchenpolitik Friedrichs im päpstlichen Lehnsreich Sizilien, die nach Hans Martin Schaller „auf die Schaffung einer Art Staatskirche“ hinauslief, und Friedrichs Bestreben, „die alten Reichsrechte im Regnum Italiae wiederherzustellen.“ Die zweite Exkommunikation des Kaisers durch Gregor IX. erfolgte 1239 und blieb in Kraft, so lange Friedrich lebte. Kaiser und Papst begründeten ihre Position in Pamphleten, wobei Gregor Friedrich als Antichristen brandmarkte, während dieser seine Rechtgläubigkeit beteuerte. Er versuchte, einige Kardinäle auf seine Seite zu ziehen, verzichtete aber darauf, einen Gegenpapst erheben zu lassen. Als Gregor für Ostern 1241 ein Konzil einberief, ließ Friedrich eine Gruppe per Schiff anreisender Prälaten gefangen nehmen. Er hatte den Papst militärisch mattgesetzt, nur nützte ihm das nichts, weil Gregor im August 1241 starb. Aus dem vom stadtrömischen Adel dominierten Konklave ging mit Innozenz IV. ein Kanoniker und Jurist als neuer Papst hervor, der wie sein Vorgänger das Kaisertum als Lehen des Papstes verstand und Friedrich 1245 auf dem Konzil von Lyon absetzte. Die prokaiserliche Publizistik zeichnete den Papst als Verkörperung des Bösen. Als Friedrich 1250 starb, war für die Päpste der Weg frei, ihre Lehnsherrschaft über Sizilien wieder zu festigen. Herbers betont, dass das universale Kaisertum zwar an sein Ende gelangt war, die reale Machtbasis der Päpste aber beschränkt blieb, zumal die in der Auseinandersetzung mit Friedrich aufgestellten Söldnerheere eine starke finanzielle Belastung waren. „Die Päpste wollten wahrscheinlich das universale Kaisertum beerben, konnten das entstandene Vakuum aber nicht eigenständig ausfüllen.“
Eine Begleiterscheinung des Konfliktes zwischen Friedrich II. und Gregor IX. war die Ausweitung der Ketzerbekämpfung. Der Inquisitionsprozess, eigentlich ein Disziplinarverfahren für Kleriker, wurde zunehmend gegen religiöse Dissidenten (Ketzer) eingesetzt. Friedrich II. erließ Gesetze, die Ketzer mit schwersten Strafen bedrohten; Gregor IX. übernahm sie für Rom, und ab 1232 galten sie im ganzen Reich. Wer der Glaubensabweichung verdächtigt wurde, sollte vor ein kirchliches Gericht gestellt werden. Als Inquisitoren traten Dominikaner und Franziskaner hervor, zwei Bettelorden, die sich in den Auseinandersetzungen des 13. Jahrhunderts als Parteigänger der Päpste profilierten. Um Geständnisse in Ketzerprozessen erzwingen zu können, erklärte Innozenz IV. in der Bulle Ad extirpanda die Folter für zulässig; nach dem Schuldspruch der kirchlichen Inquisitoren oblag weltlichen Instanzen die Blutgerichtsbarkeit.
Clemens IV. krönte Karl von Anjou am 6. Januar 1266 zum König von Sizilien und belehnte ihn mit dem ganzen Reich Friedrichs II. in Süditalien. Der zuvor zwischen dem Heiligen Stuhl und Karl von Anjou ausgehandelte Lehnsvertrag war aus päpstlicher Sicht sehr günstig. Nicht nur zahlte Karl einen hohen Lehnszins, er sollte auch in Rom und in Norditalien keinen Einfluss gewinnen. Dadurch wäre der Kirchenstaat aus der gefürchteten Umklammerung gelöst und in eine geopolitische Mittelposition geraten. Faktisch bezahlte die Kurie aber zum größten Teil die Eroberung Siziliens durch Karl, der außerdem in einigen norditalienischen Städten als Schutzherr (Signore) anerkannt wurde. Nach dem Aufstand der sizilianischen Bevölkerung gegen Anjou (Sizilianische Vesper, 1282) brauchte Karl die päpstliche Unterstützung, um seine Herrschaft über den festländischen Teil seines Reichs zu sichern. Martin IV. (1281–1285), der seine Wahl zum Papst Karls Förderung verdankte, zweckentfremdete die für den Kreuzzug gesammelten Gelder, um Karl an der Macht zu halten. Durch seine Intervention weitete sich ein lokaler Konflikt zu einer europäischen Krise aus, in die Frankreich und Aragón involviert wurden und die erst im 14. Jahrhundert beigelegt wurde (Friede von Caltabellotta 1302, Friede von Aversa 1373).

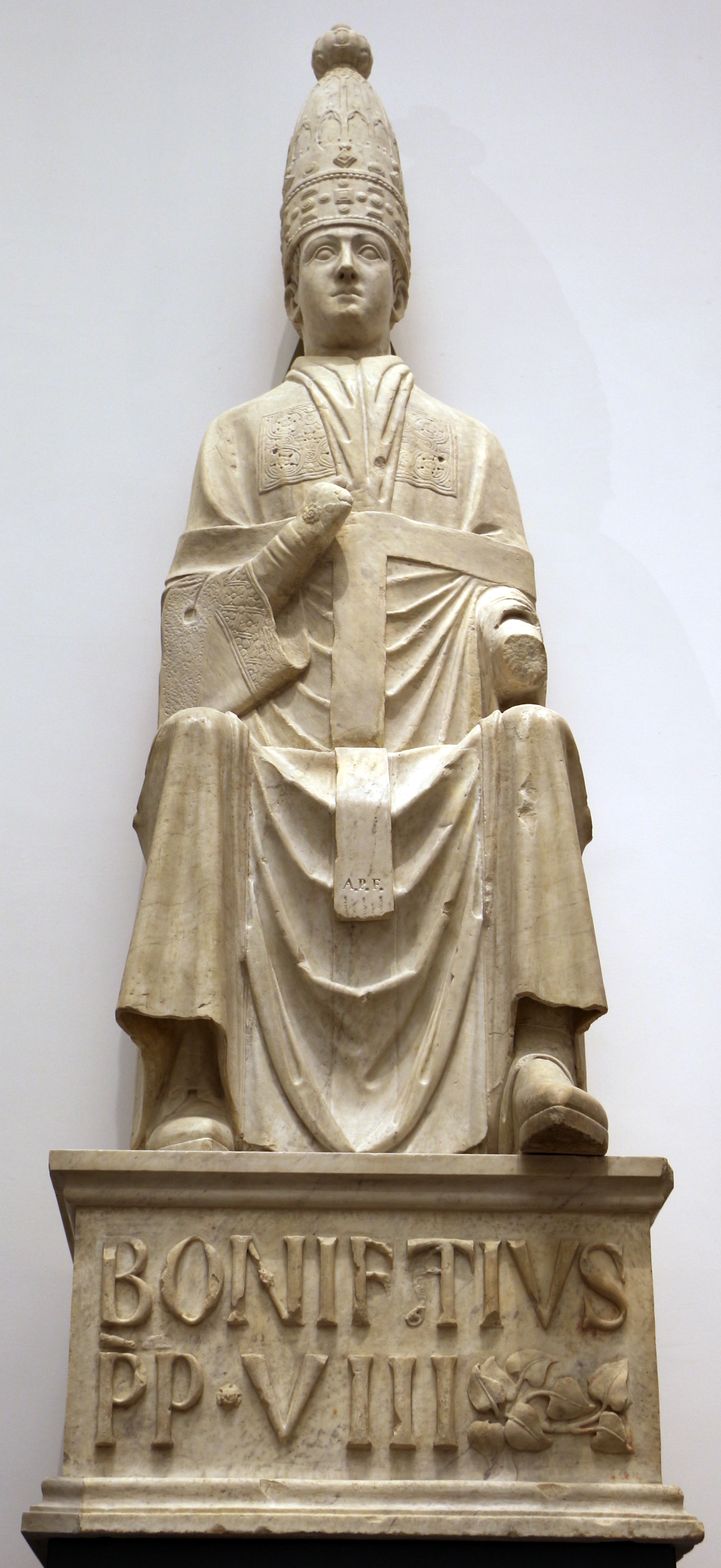
Bonifatius VIII. (Arnolfo di Cambio und Werkstatt, 1296/1310, Museo dell’Opera del Duomo (Florenz))

Bonifatius VIII. machte Rom im Jahr 1300 zur Pilgerstadt, indem er den bislang nur Kreuzfahrern zugestandenen Plenarablass mit dem Besuch der stadtrömischen Kirchen während des Heiligen Jahres verband. Dahinter stand das Konzept eines Gnadenschatzes der Kirche, über den nur der Papst verfüge. Im Machtkampf mit dem französischen König Philipp IV. formulierte er in der Bulle Unam Sanctam (18. November 1302) Maximalpositionen päpstlicher Ansprüche auf Weltherrschaft. Dem Papst hat Gott demnach beide Schwerter, d. h. die geistliche und die weltliche Gewalt verliehen; weltliche Herrscher dürfen ihre Macht nur auf Weisung (ad nutum) des Papstes ausüben.
Die politische Realität war eine völlig andere. Philipp klagte Bonifatius im Juni 1303 der Ketzerei an, weil das die einzige Möglichkeit war, um einen Papst abzusetzen. Bonifatius kündigte an, den französischen König am 8. September 1303 abzusetzen, wurde jedoch am Vortag in Anagni überfallen, gefangen genommen und starb kurz darauf, möglicherweise in Folge von Misshandlungen „als Märtyrer seiner Vorstellung von der Rolle des Papsttums.“

#### Rückblick auf eine Epoche
Jochen Johrendt kennzeichnet die Papstgeschichte zwischen Gregor VII. und Bonifatius VIII. als Verdichtung und Monetarisierung. Aus dem lockeren Personenverband, welcher den Papst umgab, wurde ein institutionalisierter päpstlicher Hof, die Kurie. Die Kardinäle hatten als Funktionselite Anteil an der päpstlichen Macht. Die vom Papst geweihten Kapläne und Subdiakone, die zu seiner Kapelle gehörten, nahmen im päpstlichen Auftrag als seine Vertrauensleute verschiedenste Aufgaben wahr: Verwalter, Richter, Informanten, Kontrolleure und Diplomaten in der zweiten Reihe, die gegebenenfalls zu Legaten aufsteigen konnten. Die Arbeit der päpstlichen Kanzlei wurde institutionalisiert und standardisiert; doch ergeben die Quellen für das vor-avignesische Papsttum kein deutliches Bild von den Einnahmen der Kurie. Die Zinsabgaben waren Teil der persönlichen Beziehung zwischen päpstlichem Lehnsherrn und Lehnsmann, sie hatten symbolischen Charakter. Die vor-avignesischen Päpste mussten säumige Zahler immer wieder durch Vertrauensleute bitten und erinnern – ob das Geld schließlich floss, blieb unsicher. Aus den Quellen geht außerdem hervor, dass jeder, der am päpstlichen Hof etwas erreichen wollte, dazu Geld aufwenden musste. Die Zeitgenossen kritisierten dies als Geldgier der Kurie.
Stefan Weiß zufolge bildete sich das päpstliche Steuersystem im Lauf des 13. Jahrhunderts heraus und stand den Avigneser Päpsten bereits in Grundzügen zur Verfügung. Immer wieder war die Kurie zuvor mit dem Versuch gescheitert, aus dem Kirchenstaat genügend Einnahmen zu generieren, um nicht nur den päpstlichen Hof zu unterhalten, sondern vor allem militärische Unternehmungen ihrer laikalen Verbündeten zu finanzieren. Dazu nutzte die Kurie ab dem 13. Jahrhundert zwei Methoden, die ineinander greifen konnten: einerseits besteuerte sie den Klerus, andererseits sicherte sie sich das Vorrecht, kirchliche Ämter und Würden vergeben zu können. Auch Markus A. Denzel sieht das „lange“ 13. Jahrhundert als den Zeitraum, in dem die entscheidenden Weichenstellungen zur internationalen Entwicklung der päpstlichen Finanzen erfolgten. Dazu nutzten die Päpste die Dienste italienischer, besonders toskanischer Kaufmanns-Bankiers; das Zinsverbot und die Wuchergesetzgebung ließen sich durch den bargeldlosen Zahlungsverkehr umgehen. Das Transfer- und Kreditmedium Wechsel war des Wuchers unverdächtig.

### Von Avignon (1309–1377) zum Großen Schisma (1378–1417)

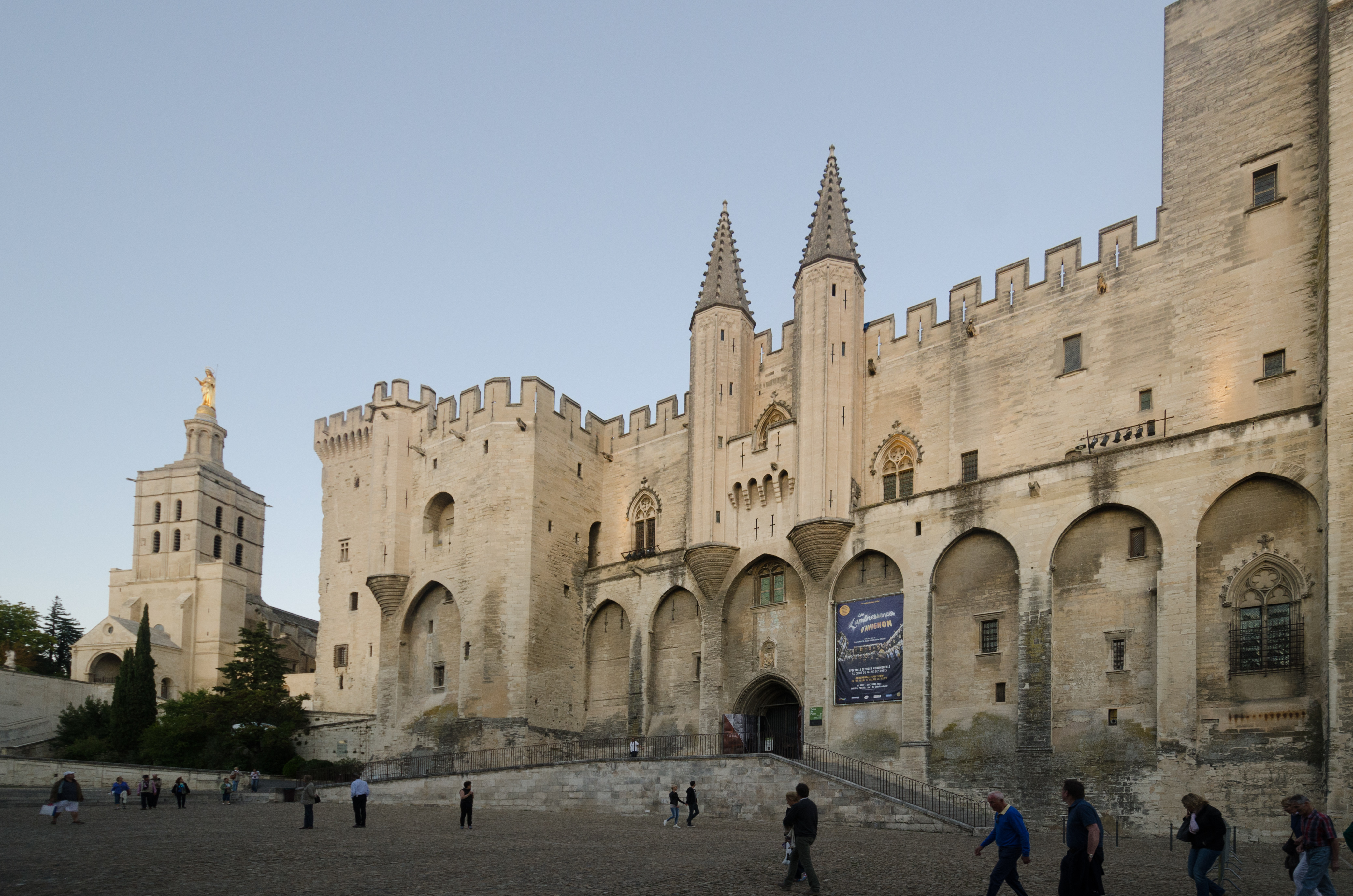
Papstpalast in Avignon

Päpste waren nicht verpflichtet, in Rom zu residieren; jahrelange Abwesenheiten kamen vor. Das sogenannte „Exil“ der Päpste in Avignon, einer zum Kirchenstaat gehörigen Exklave, die von französischem Territorium umschlossen war, war daher nichts Neues. Es begann 1309 unter Clemens V. und verlängerte sich ungeplant. Fast alle Avigneser Päpste beabsichtigten nämlich die Rückkehr nach Rom, wurden aber durch verschiedene Gründe daran gehindert. Avignon hatte gegenüber Rom einige Vorteile: Es lag verkehrstechnisch günstig an der Rhone, man musste sich nicht mit konkurrierenden Adelsfraktionen befassen, und bei Bedarf war französische Hilfe schnell zur Stelle. Durch den kontinuierlichen Aufenthalt in Avignon war es leichter möglich, eine effektive Verwaltung aufzubauen. Die gravierendste negative Folge des Aufenthalts in Avignon war, dass den Päpsten die Kontrolle über den Kirchenstaat entglitt. Die Wiederherstellung dieser Kontrolle wurde ein finanzieller Kraftakt. Die Einnahmen aus dem Kirchenstaat kamen in Avignon nicht an; Versuche, den päpstlichen Hof aus dem Bistum Avignon zu finanzieren, oder den Papstpalast als eine „Mischung aus Schloss, Kloster und Gutshof“ selbst zu versorgen, reichten nicht aus. Mit dem Palastbau übernahm das Papsttum Trends, die sich auch bei königlichen Höfen der Zeit beobachten lassen. An die Stelle der traditionell auf die Öffentlichkeit und das Volk von Rom bezogenen Papsterhebung trat ein Palastzeremoniell; die Päpste waren ebenso wie andere gekrönte Häupter dem Volk entrückte Regenten und blieben es bis ins 20. Jahrhundert.
Johannes XXII. (Jacques Duéze) war vor seinem Pontifikat Bischof von Avignon gewesen und hatte Verwaltungserfahrung im Dienst der Anjou in Neapel gesammelt. In Avignon baute er eine von ihm abhängige Beamtenschaft auf und leitete eine „tiefgreifende fiskalische Durchorganisierung der Gesamtkirche“ in die Wege. Er veranlasste, dass fast jede Urkunde der päpstlichen Kanzlei registriert wurde. „Sozusagen von einem auf den anderen Moment sieht sich die Forschung deshalb mit zehntausenden von Urkunden konfrontiert, von denen […] die meisten Pfründenmaterien betreffen. Die damit einhergehende Informationsflut riss den Schleier von einem wichtigen Bereich päpstlicher Herrschaft im Mittelalter […]“ Die Einnahmen kamen hauptsächlich aus Annaten und Servitien, Spolien und Interkalarfrüchten:
- Annaten und Servitien waren formell freiwillige Gaben, die der Papst von Klerikern erhielt, denen er eine neue Pfründe verschafft hatte. Bei einer einfachen Pfründe beliefen sich die Annaten etwa auf die halbe Jahreseinnahme. Bei einem Bischofssitz oder großen Kloster betrug das servitium commune ein Drittel der Jahreseinnahmen; hinzu kamen fünf servitia minuta und weitere Beträge, effektiv etwa auch die halbe Jahreseinnahme. Deren Höhe taxierten päpstliche Kollektoren. Annatenschulden mussten vom Amtsnachfolger beglichen werden.
- Als Interkalarfrüchte bezeichnet man die Einnahmen der Kurie aus vakanten Pfründen.
- Spolien sind die Nachlässe hoher Kleriker, welche seit Urban V. dem Papst zustanden.[93]
- Der Papst konnte zur künftigen Besetzung eines kirchlichen Amtes (Benefizium) einem Bewerber rechtsverbindliche Zusagen machen. Für eine solche Exspektanz wurden Abgaben fällig.[94]

Säumige Zahler konnten exkommuniziert werden. Päpstliche Kollektoren trieben die Gelder ein und stützten sich dabei auf lokale Netzwerke. Meist florentinische Banken überwiesen das Geld und zahlten es aus. Die Ausgaben verteilten sich je nach den Interessen eines Papstes unterschiedlich; bei Johannes XXII. waren es vorwiegend Militärausgaben, Benedikt XII. gab das Geld teils für Almosen, teils für Baumaßnahmen aus, Clemens VI. leistete sich eine aufwändige Hofhaltung, und Innozenz VI. wandte fast die Hälfte der Einnahmen seines Pontifikats für die militärische Rückeroberung des Kirchenstaats auf.
Gleich zu Beginn der Avigneser Zeit hatte das Konzil von Vienne 1313 Coelestin V. heiliggesprochen. Dieser war als „Engelspapst“ ausgesprochen populär. Aber er war ein mit den Amtsgeschäften überforderter alter Mann gewesen, der sich 1294 zum Rücktritt hatte drängen lassen – kein Rollenvorbild, das einem Papst des 14. Jahrhunderts Orientierung hätte bieten können.
Die Pestpandemie Mitte des 14. Jahrhunderts erschütterte die europäischen Gesellschaften und beschädigte das Ansehen des Papsttums. Denn der Legende zufolge hatte Papst Gregor I. kraft seines Gebets einst der Pest in Rom Einhalt geboten – die Avigneser Päpste dagegen waren angesichts der Seuche ohnmächtig.
In der Bevölkerung und bei den Päpsten selbst war präsent geblieben, dass der Papst Bischof von Rom war, sein dauerhafter Aufenthalt in Südfrankreich etwas Irreguläres. Die Lebensverhältnisse der Päpste waren in Avignon zwar komfortabler als in Rom, aber durch den Hundertjährigen Krieg konnte Avignon ihnen keine größere persönliche Sicherheit mehr bieten. Kardinal Gil Álvarez Carrillo de Albornoz bahnte den Weg zur Rückkehr nach Rom, indem er den Kirchenstaat teils für die Päpste militärisch zurückeroberte und teils Arrangements mit dem Status quo fand. Urban V. traf 1367 in Rom ein, zog sich aber 1370, durch die Schwierigkeiten entmutigt, nach Avignon zurück. Nachdem Gregor XI. 1377 die Rückkehr der Kurie nach Rom durchsetzte, aber schon am 27. März 1378 starb, trat am 7. April 1378 erstmals seit über 70 Jahren das Kardinalskollegium, das zu zwei Dritteln aus Franzosen bestand, in Rom zur Papstwahl zusammen. Die stadtrömische Bevölkerung forderte energisch, dass der neue Papst nicht nach Avignon zurückkehren dürfe. Die Kardinäle verständigten sich auf einen Kompromisskandidaten: Bartolomeo Prignano, den Erzbischof von Bari. Als die Einwohner Roms das Konklave stürmten, präsentierte man ihnen einen alten italienischen Kardinal als bereits gewählt, während die Kardinäle in die Engelsburg flohen. Tage später wurde Prignano als neuer Papst präsentiert. Die Einzelheiten dieser turbulenten Papstwahl sind teils unklar, und das machte sie anfechtbar. Prignano nannte sich Urban VI. und machte durch die Namenswahl deutlich, dass er das Werk Urbans V., die Rückkehr nach Rom, zu vollenden beabsichtigte. Dabei ging er sehr konfrontativ vor. Thomas Frenz vermutet, „daß Urban VI. geistig verwirrt war und in eine Art päpstlichen Cäsarenwahn verfiel.“
Die Kardinäle verließen Rom und erklärten Urbans Wahl am 20. Juli 1378 für ungültig – nachdem sie an seiner Krönung mitgewirkt und ihn monatelang als regulären Papst behandelt hatten. Aber Amtsunfähigkeit war als Absetzungsgrund im Kirchenrecht nicht vorgesehen. Aus der Neuwahl am 20. September 1378 ging Kardinal Robert von Genf als künftiger Papst hervor. Er nannte sich Clemens VII. und wurde als Heerführer Gregors XI. für ein Massaker an der Bevölkerung von Cesena im Frühjahr 1377 verantwortlich gemacht („Henker von Cesena“). Da Urban seinen Anspruch aufrechterhielt, begann nun das Schisma. Die weltlichen Herrscher Europas taktierten, welchen der beiden Päpste sie unterstützen sollten: Der römisch-deutsche König Wenzel, politisch unerfahren, entschied sich für Urban; nicht alle Reichsstände folgten seinem Beispiel, aber ein großer Teil Norditaliens. Johanna I., die das Königreich Neapel, den wichtigsten päpstlichen Vasallenstaat, regierte, unterstützte ebenso wie Frankreich Clemens. Letzteres veranlasste England, für Urban zu votieren, woraufhin Schottland Clemens anerkannte. Die iberischen Staaten zögerten lange, aber entschieden sich letzten Endes für Clemens. Eine Entscheidung zwischen beiden Päpsten wurde zunächst (via facti) militärisch gesucht. Clemens musste sich nach seiner Niederlage 1379 nach Avignon zurückziehen, wo er noch den größten Teil des von den avignesischen Päpsten aufgebauten Verwaltungsapparats vorfand, während Urban die gleichen Strukturen in Rom neu schaffen musste. Die avignonesische und die römische Obödienz brachten also ihre je eigene Kurie mit entsprechendem Finanzbedarf hervor. Eine Folge davon, dass Rom sich neue Einnahmequellen erschließen musste, ist der Aufschwung des Ablassverkaufs. Eine besondere Urkundenform der römischen Obödienz sind die von päpstlichen Sekretären ausgestellten Breven (nachgewiesen seit 1390).

## Frühe Neuzeit

### Papst und Konzil

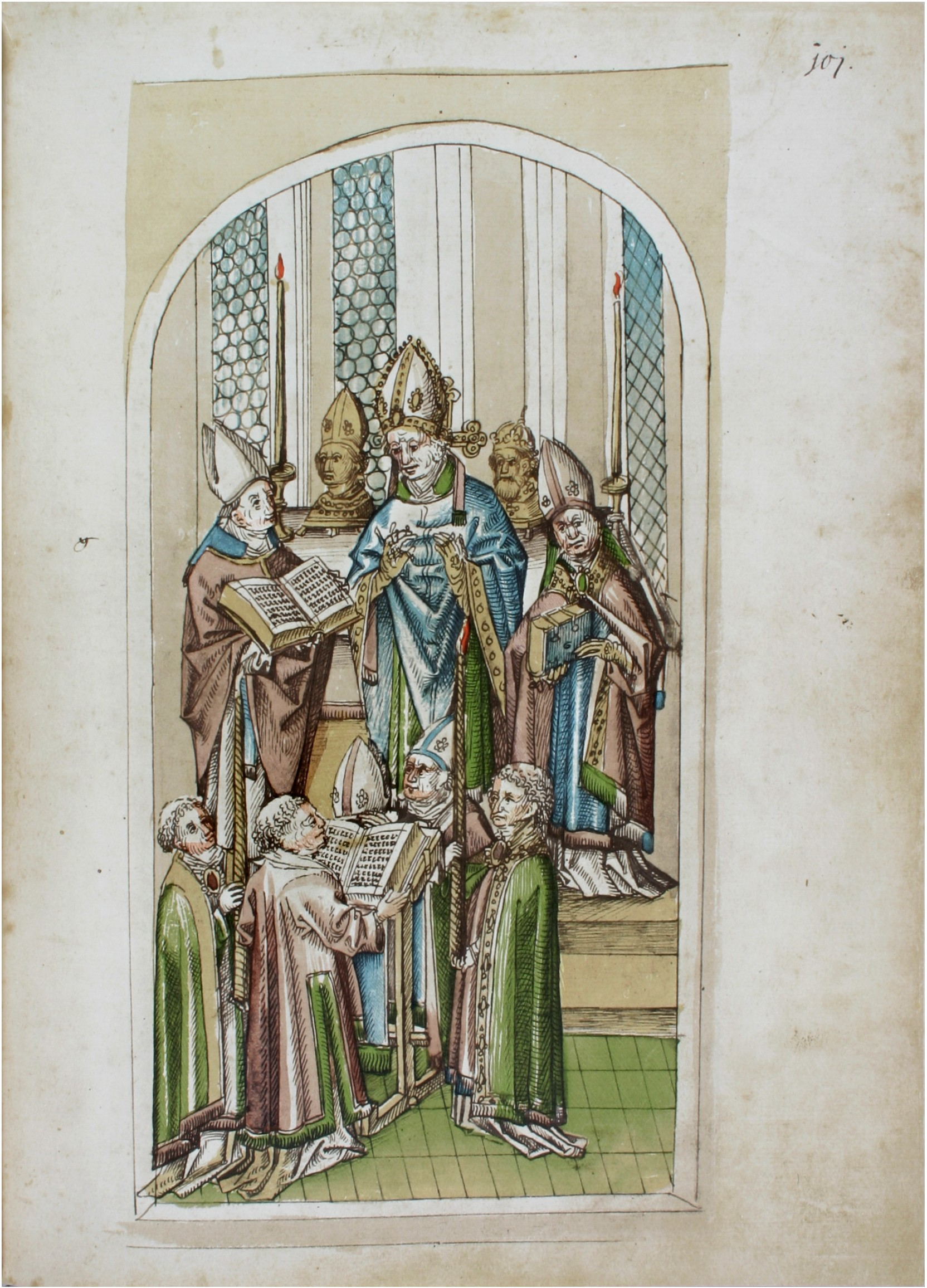
Papstkrönung auf dem Konstanzer Konzil (Richental-Chronik, f. 101r)

Das Schisma setzte sich unter den Nachfolgern von Urban und Clemens fort. Die Mittel, die zu dessen Beendigung versucht wurden, blieben wirkungslos:
- via cessionis: ein Kontrahent tritt zurück;
- via discussionis: die Kontrahenten klären den Konflikt durch Gespräche;
- via subtractionis: ein Kontrahent wird zum Rückzug gezwungen (wurde 1398 gegen Avignon versucht).

Schließlich blieb die Vereinbarung eines Konzils durch Kardinäle beider Seiten, die via concilii, als letzte Option. Das Konzil von Pisa setzte 1409 beide Papstrivalen (mittlerweile Benedikt XIII. und Gregor XII., vom Konzil bezeichnet als Personen, „die sich als Papst aufführen“, pro papa se gerentibus) ab und wählte Alexander V. zum neuen Papst (nach dessen Tod gefolgt von Johannes XXIII.) Aber es scheiterte damit, diesen Beschluss auch durchzusetzen. Nun konkurrierten drei Päpste. Das Konzil von Konstanz (1414–1418) wurde formell von Johannes XXIII. einberufen. Als diesem klar wurde, dass er es nicht in erhoffter Weise leiten konnte, floh er am 20. März 1415 aus Konstanz. Die Konzilsväter erklärten in dem Dekret Haec sancta am 6. April 1415 die Überordnung des Konzils über den Papst. Johannes wurde ergriffen und zurückgebracht. Am 29. Mai 1415 begann der Prozess gegen ihn, der mit seiner Absetzung endete. Johannes akzeptierte das Urteil. Gregor trat freiwillig zurück. Benedikt wurde ebenfalls der Prozess gemacht. Er erkannte das Absetzungsurteil nicht an, sondern zog sich auf die Burg von Peñíscola zurück, wo er bis zu seinem Tod 1423 an seinem Anspruch festhielt und regelmäßig seine Gegner verfluchte. Dessen ungeachtet, wählte das Konzil Martin V. zum neuen, nun allgemein anerkannten Papst.
Die Probleme des Unionspapstes waren erheblich. Der Kirchenstaat war wieder der Kontrolle entglitten. Martin residierte erst in Mantua, dann in Florenz, ehe er 1420 in Rom einzog. Er hatte von den schismatischen Päpsten drei Kurien geerbt, deren Mitglieder er, soweit sie das wünschten, in seine Verwaltung übernehmen musste. Martin versuchte, die Stellung des Papsttums gegen den als bedrohlich empfundenen Konziliarismus zu stärken. Das noch von ihm einberufene Reformkonzil von Basel-Ferrara-Florenz scheiterte mit dem Anspruch, seinen Nachfolger Eugen IV. wegen Ungehorsams abzusetzen. König Friedrich III. stellte sich auf die Seite Eugens. Das gab den Ausschlag. Das mittlerweile machtlose und diskreditierte Konzil löste sich 1449 selbst auf; der vom Konzil gewählte Gegenpapst Felix V. trat zurück. Zur Stärkung des Papsttums gegen den Konziliarismus trug bei, dass die weltlichen Herrscher sich mit ihm arrangierten und Konkordate schlossen. Zusätzliches Prestige brachten ihm die Unionen mit der orthodoxen Kirche und den meisten orientalischen Nationalkirchen, auch wenn diese aufgrund der politisch bedrängten Lage der östlich-orthodoxen Christenheit zustande kamen und „Proklamationen ohne größere Wirkung“ blieben.

### Renaissancepapsttum
Das für die Renaissancepäpste kennzeichnende Mäzenatentum zeigt sich erstmals im Pontifikat Nikolaus’ V. (1447–1455), der ganz Rom umbauen lassen wollte; realisiert wurde aber nur der Torrione di Niccolò V am Vatikanspalast. Nikolaus, persönlich hoch gebildet, wollte „Papsttum und Kirche als führende Kulturmacht zu neuem Ansehen […] bringen“; mehrere Amtsnachfolger taten es ihm gleich. Pius II. (1458–1464) ließ seinen Geburtsort Corsigniano grundlegend umgestalten und schuf so die Renaissancestadt Pienza. Die Weichenstellung für tiefgreifende Veränderungen im Stadtbild Roms fand unter Sixtus IV. (1471–1484) statt; ihm gelang es nämlich, die kommunale Verfassung zu ändern und den Magistrat der Apostolischen Kammer zu unterstellen. Rom blieb trotz aller Autonomiebestrebungen der Einwohner fortan unter päpstlicher Kontrolle und entwickelte sich in Richtung auf eine Residenzstadt. Am päpstlichen Hof war eine Reihe bedeutender Künstler tätig, darunter Fra Angelico, Sandro Botticelli, Tizian, Michelangelo, Raffael und Donato Bramante. Die Bevorzugung florentinischer Künstler erklärt sich aus der kulturellen Bedeutung von Florenz, aber auch aus den engen Beziehungen der Päpste zu florentinischen Bankiers.
Wie es mit dem Papstpalast in Avignon bereits vorgeprägt worden war, wurde der Apostolische Palast des Vatikans zum Zentrum der päpstlichen Riten und Zeremonien, und hier besonders die Palastkapelle – der Petersdom wurde nur selten und für große Gottesdienste genutzt. Er war baufällig. In zeittypischer Weise sollte er einem kompletten Neubau weichen, zu dem Julius II. am 18. April 1506 den Grundstein legte.
Im Jahr 1488 stellte der päpstliche Zeremonienmeister Agostino Patrizi Piccolomini das Caeremoniale Romanae Curiae fertig. Was über Jahrhunderte in verschiedenen Werken an päpstlichen Ritualpraktiken tradiert worden war, fasste er systematisch zusammen. Dieses Caeremoniale ging auf die Wünsche einer Reform der Kurie insofern ein, als es „eine schlüssige Neukonzipierung des päpstlichen Sakralraumes“ bot. Es „fokussierte vornehmlich auf eine Tugendrepräsentation des päpstlichen Hofs, der als hierarchisch gestufte, kultische Zelebrationsgemeinschaft definiert wurde.“ Die Aufzeichnungen der Zeremonienmeister Johannes Burckard und Paride de Grassi ergänzten diese liturgischen Vorschriften um die weltlichen Aspekte des Lebens am päpstlichen Hof. Schimmelpfennig fasst zusammen: „Diese Quellen machen deutlich, daß der Papst trotz seiner neu durchgesetzten Stellung als Stadt- und Landesherr in der Liturgie den Vatikan als seine ‚Stadt‘ ansah und nutzte,“ abgesehen von Fronleichnam zeigten sich die Päpste selten bei Prozessionen und übertrugen die Stationsgottesdienste in den stadtrömischen Kirchen den Kardinälen.

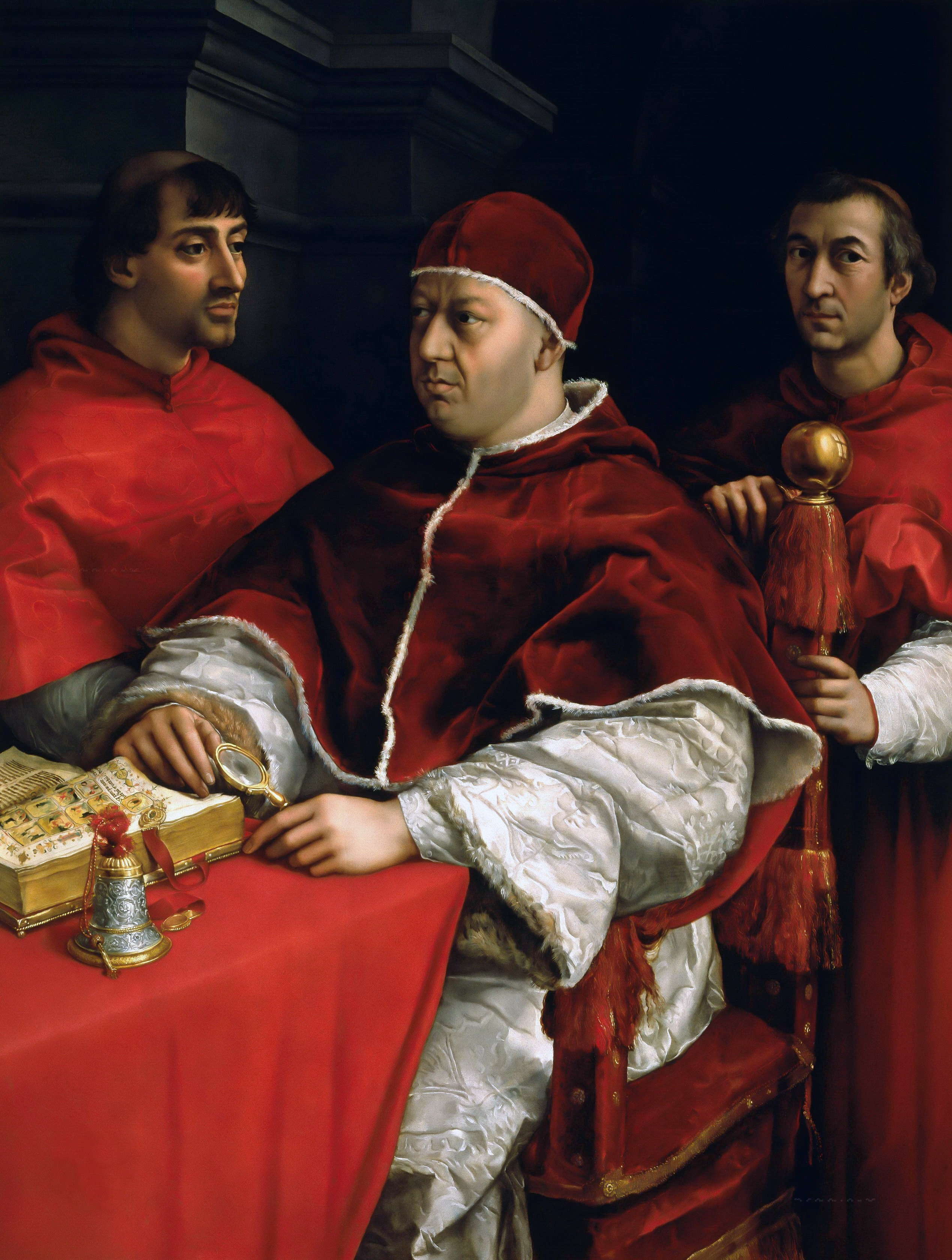
Leo X. zwischen seinen Cousins, den Kardinälen Giulio de’ Medici (später Clemens VII.) und Luigi de’ Rossi (Raffael, um 1518, Uffizien)

Keiner der Renaissancepäpste erhielt eine Ausbildung, die ihn für das geistliche Amt qualifiziert hätte, jeder hatte seine Karriere als Verwandter eines früheren Papstes begonnen. Einige Beispiele:
- Borgia: Alexander VI. erhielt durch seinen Onkel Calixtus III. die Kardinalswürde;
- Piccolomini: Pius III. war der Neffe Pius’ II;
- Della Rovere: Julius II. war der Neffe Sixtus’ IV.;
- Medici: Leo X. und Clemens VII. waren Cousins.

Das Konzil von Konstanz hatte die von Frankreich zu zahlenden Annaten halbiert; durch die Pragmatische Sanktion von Bourges entzog sich Frankreich 1438 ganz den Zahlungen an den päpstlichen Stuhl. Dieser erschloss sich im 15. Jahrhundert zwei neue Einnahmequellen: Kompositionen und Ämterkauf. Als Kompositionen werden formell freiwillige Gaben an den Papst als Dank für gewährte Dispense bezeichnet. De facto waren dies verpflichtende Zahlungen, da die Dispensurkunde erst nach ihrem Eingang weiter bearbeitet wurde. Das päpstliche System des Ämterkaufs, eine Art verdeckte Staatsanleihen, entstand in der zweiten Hälfte des 15. Jahrhunderts und wurde bis zur Französischen Revolution praktiziert: Der Papst verkaufte ein Amt zu einem Festpreis an einen Interessenten, der fortan die Einkünfte daraus bezog und die Möglichkeit hatte, es zu einem höheren Preis weiterzuverkaufen. Unter bestimmten Bedingungen fiel das Amt an den Papst zurück, der es wieder zum Festpreis verkaufen konnte. Um die Einkünfte zu erhöhen, erfand die Kurie immer mehr Ämter; damit sich Interessenten dafür fanden, mussten sie attraktiv ausgestattet sein, was in der Regel Kollegialverfassung bedeutete. Die (wegen der erfundenen Ämter) übergroßen Kollegien, zugleich religiöse Bruderschaften, teilten die Aufgaben selbständig unter sich auf; meist reichten wenige dafür speziell entlohnte Personen aus, um die Arbeit zu erledigen; alle übrigen bezogen nur die Einkünfte. De facto waren es die Kurialen selbst, die mit den Einnahmen aus einem Amt ein zweites kauften usw. „Die Kurienbediensteten werden also immer reicher und der Papst immer ärmer, oder drastisch formuliert: der Papst wurde von seiner eigenen Kurie ausgeplündert. Deshalb kam es auch nie zu wirksamen Reformen, da diese den Interessen der Kurialen widersprochen hätten.“
Im 15. Jahrhundert vergrößerte sich infolge des Ämterkaufs insbesondere das Personal der Apostolischen Kanzlei, für das Jahr 1513 werden 700 Stellen in dieser Behörde genannt, denen wegen der Ämterakkumulation aber viel weniger Personen entsprachen. Gesuche (Suppliken) waren schriftlich nach genauen Regeln abzufassen. Dann nahm die Urkundenexpedition ihren komplizierten Weg durch die Kanzlei, bei dem Gebühren fällig wurden. Abhängig vom Rechtsinhalt, nicht von der Länge des Textes, war die Höhe der Taxen für Konzept, Reinschrift, Besiegelung und Abschrift fürs Kanzleiregister. Das war der reguläre Geschäftsgang, welcher durch zwei Sonderwege verkürzt werden konnte: Bei einfachen Justizsachen konnte sich der Antragsteller direkt an einen Prokurator wenden, der eine Urkunde erstellen ließ, die nicht registriert, aber öffentlich verlesen oder ausgehängt wurde, um Einspruch zu ermöglichen. Der zweite Sonderweg, die expeditio per cameram, war als Härtefallregelung eingeführt worden, die aber im 15. Jahrhundert gern genutzt wurde: Der Antragsteller bat den Papst, die Expedition der Urkunde zu befehlen. Die Zahl der ausgestellten Urkunden wuchs im Lauf des 15. Jahrhunderts stark an; unter Innozenz VIII. (1484–1492) wurde mit durchschnittlich 50.000 Urkunden pro Jahr das Maximum erreicht.
Etwa seit dem 13. Jahrhundert hatten sich die Päpste die Entscheidung bedeutender Rechtsfälle selbst vorbehalten. Solche Fälle gingen zur Bearbeitung an die Apostolische Pönitentiarie, eine Kanzlei, deren Personal ähnlich wie bei der Apostolischen Kanzlei stark wuchs und immer mehr Zuständigkeiten an sich zog, bis die Pönitentiarie unter Pius V. auf ihre Kernaufgaben beschränkt wurde.
Bei aller zeitgenössischen Kritik am verweltlichten Papsttum: Das päpstliche Supplikenregister zeigt, dass Dispensen in vielen Staaten Europas das Mittel der Wahl waren, „um gesellschaftliche Schwierigkeiten aufzuheben und Karrieren zu ermöglichen.“ Der Vertrag von Tordesillas (1494), mit dem Spanien und Portugal ihre neuen außereuropäischen Besitzungen abgrenzten, erhielt eine päpstliche Bestätigung. Davon abgesehen, konnten die Päpste nur innerhalb Italiens eine selbständige Politik betreiben und mussten sich ansonsten wechselnde Bündnispartner suchen. Militärische Bündnisse, an denen die Päpste beteiligt waren, wurden als „Heilige Liga“ bezeichnet.

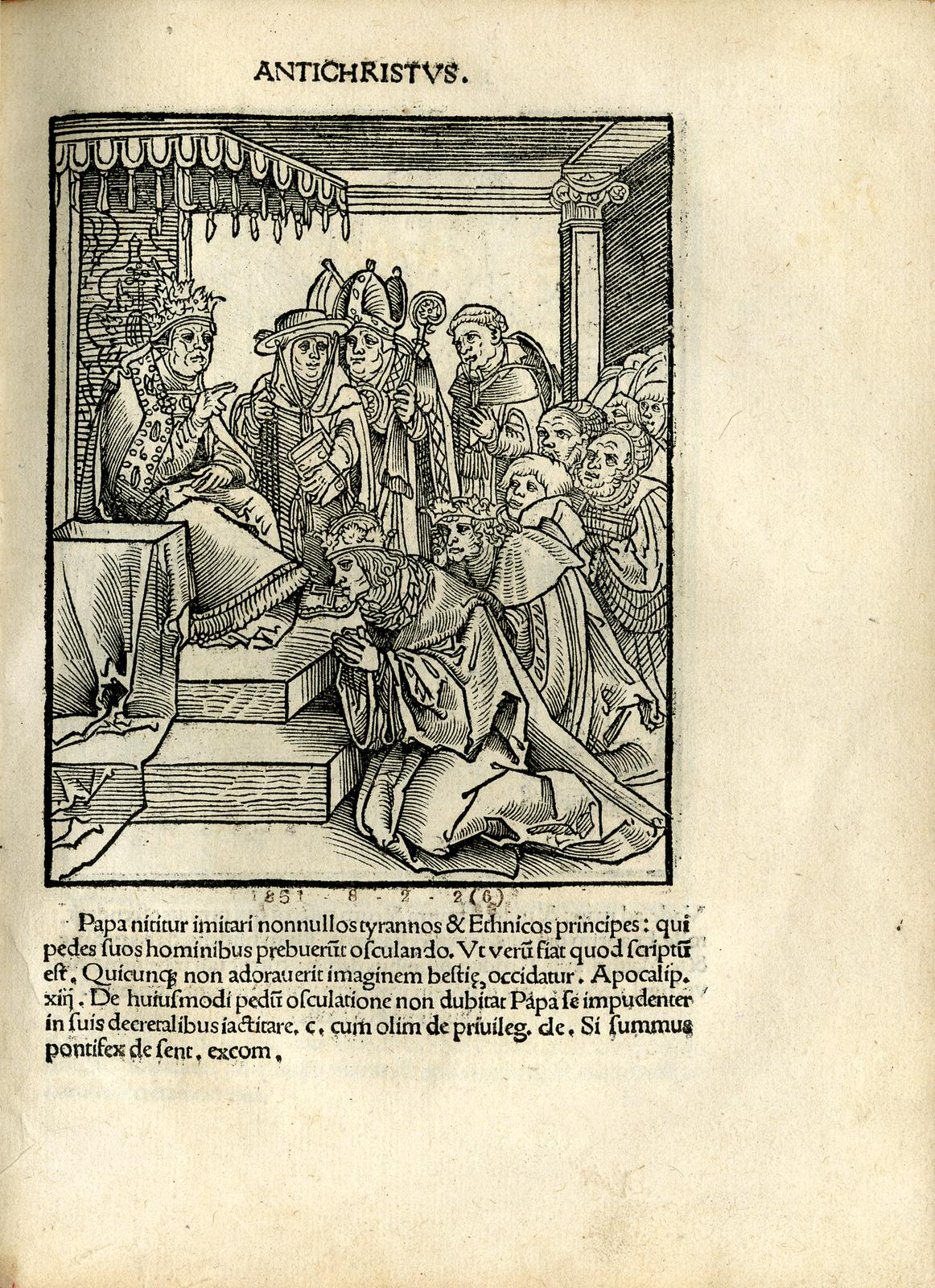
Weltliche Herrscher huldigen dem „Antichristen“ mit Fußkuss (Lucas Cranach der Ältere: Passional Christi und Antichristi, Wittenberg 1521)

Päpste und Kurie unterschätzten, so Georg Schwaiger, wie verbreitet „Abneigung und innere Entfremdung“ gegenüber dem Papsttum in weiten Teilen der abendländischen Christenheit waren. Mit Kritik an der Ablassverkündigung zur Finanzierung des Peterskirchen-Neubaus trat zunächst Martin Luther hervor und erzielte ein großes Echo. Im Pontifikat des Medici-Papstes Clemens VII. und den ersten Amtsjahren seines Nachfolgers Paul III. erfolgte eine nicht mehr umkehrbare Abwendung Englands, Skandinaviens und großer Teile Deutschlands von Rom. Nun „sank die universale Geltung des jetzt von den Gegnern vielfach als antichristlich bezeichneten Papsttums endgültig dahin,“ urteilt Schwaiger. Doch sei aus dem Schock die Motivation zur Reform der Kirche und auch der Kurie erwachsen.

### Die nachtridentinischen Päpste als absolutistische Herrscher
Die Beschlüsse von Trient traten erst durch eine Bestätigungsbulle Pius’ IV. in Kraft – die Unterwerfung des Konzils unter die päpstliche Autorität war offensichtlich. Kirchliche Würdenträger und Professoren wurden durch einen Eid (Confessio fidei Tridentina) nicht nur auf den rechten Glauben, sondern auch auf den Gehorsam gegenüber dem Papst verpflichtet. Die nachtridentinischen Päpste trieben die Normierung zentraler kirchlicher Dokumente voran: den Catechismus Romanus, die Neuausgaben des Decretum Gratiani und des Martyrologium Romanum, die Vulgata Clementina als verbindlicher Bibeltext. Nachdem 1567 der Index librorum prohibitorum veröffentlicht worden war, sollte die 1571 eingerichtete Indexkongregation der Kurie die gesamte Literaturproduktion auf ihre Rechtgläubigkeit überwachen. Die im Jahr 1582 vorgenommene Gregorianische Kalenderreform machte auf Nichtkatholiken den Eindruck, als schwinge sich der Papst zum Herrn über die Zeit auf; entsprechend zäh hielten nichtkatholisch regierte Staaten am Julianischen Kalender fest.
Die Abfolge mehrerer Reformpäpste (Pius IV., Pius V., Gregor VIII., Sixtus V.) brachte Reformprozesse an der Kurie in Gang. Die Einrichtung von 15 Kardinalskongregationen, „eine Art Fachministerien“, hatte den Nebeneffekt, dass das Kardinalskollegium die Möglichkeit zur Mitregierung einbüßte und der päpstliche Absolutismus gestärkt wurde: „Die einstigen Fürsten der Kirche wurden zu Bürokraten der Kurie.“

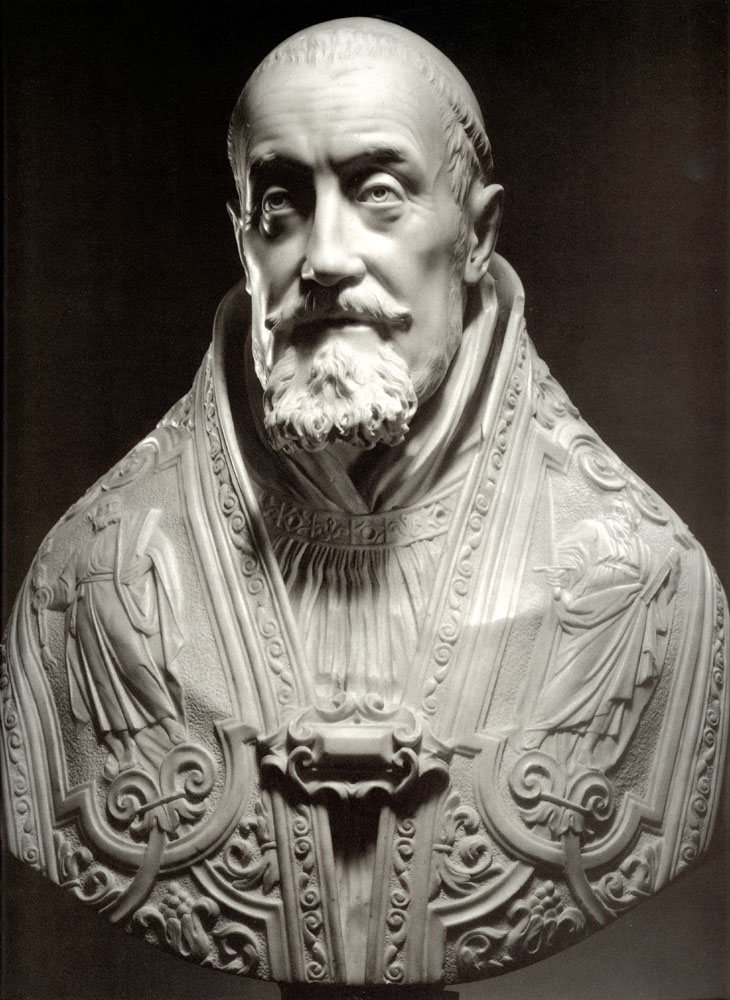
Gregor XV. barhäuptig mit Pluviale entsprechend dem „Humilitastypus“ der nachtridentinischen Papstporträts (Gian Lorenzo Bernini 1621, Art Gallery of Chicago)

Ab der Mitte des 16. Jahrhunderts bis ins späte 18. Jahrhundert kamen die Päpste oft aus Familien, die sich im sozialen Aufstieg befanden. Sie waren von ihrer Qualifikation her Juristen und Kanonisten. Es gab eine für Päpste typische Kurienkarriere, die mit einem juristischen Referendariat begann und dann in die Provinzverwaltung des Kirchenstaats führte. Diplomatische und juristische Erfahrung bereitete auf die Verwaltung eines Bistums vor, und schließlich waren die angehenden Päpste in Kongregationen und Sekretariaten tätig. Unter Paul III. wurde der Nepotismus institutionalisiert und das Amt des Kardinalnepoten geschaffen, meist ein Neffe des Papstes, der eine Art „Vizepapst“ war. Nominell hatte er zahlreiche Ämter, seine Hauptaufgabe war es aber, Kontrolle über die kirchliche Einnahmen zu wahren und die gesellschaftliche Stellung der päpstlichen Familie über das aktuelle Pontifikat hinaus zu sichern. Dies entlastete den Papst davon, selbst für seine Familie Politik machen zu müssen. In einer Konkurrenzsituation zum Kardinalnepoten stand der Staatssekretär, der als Vertrauter des Papstes allein diesem verantwortlich war. Ihm war das Staatssekretariat unterstellt, welches sich im 16. Jahrhundert aus dem päpstlichen Nuntiaturwesen entwickelt hatte und im folgenden Jahrhundert die wichtigste politische Behörde des Vatikans war. Alexander VII., ein ehemaliger Staatssekretär, wurde 1655 zum Papst gewählt.
Das Caeremoniale von 1488 war im 16. Jahrhundert weiter in Geltung, ergänzt um Regelungen, die die Reformpäpste nach eigenem Ermessen eingeführt hatten. Anlässlich des ersten nachtridentinischen Heiligen Jahrs 1575 war die Messe in der päpstlichen Kapelle als große zeremonielle Selbstdarstellung geplant; Präzedenzstreitigkeiten der Repräsentanten Spaniens und Frankreichs ließen sich aber nicht lösen. Nicht das päpstliche Zeremoniell, sondern die Marienverehrung wirkte als integrierende Kraft des nachtridentinischen Papsttums: Sixtus V. ließ die Basilika Santa Maria Maggiore durch sternförmig auf sie zulaufende Straßen im Stadtbild hervorheben; Erhabenheit und Demut verbanden sich im neugestalteten Kirchenraum mit seinen Papstgrabmälern „und versinnbildlichten dadurch die auctoritas der spirituell geläuterten Papstmonarchen.“ Von den nachtridentinischen Päpsten wurde Fronleichnam stark gefördert. Der Festinhalt war nun nicht in erster Linie die Eucharistie, sondern die Kirche. Sinnfällig wurde dies, so Günther Wassilowsky, durch die seit Mitte des 17. Jahrhunderts übliche Praxis, dass der Papst bei der Fronleichnamsprozession mitsamt Monstranz auf einer besonderen großen Sänfte (thalamus) durch Rom getragen wurde, sodass „in diesem Zeremoniell Papst und Hostie zu einem einzigen verehrungswürdigen Gegenstand amalgamierten.“
Das Territorium des Kirchenstaats wurde im 16. und frühen 17. Jahrhundert gezielt vergrößert: nach der Romagna kamen Ferrara, Urbino und Castro hinzu. Indem die Päpste den Landbesitz des verschuldeten alten Adels aufkauften, wurde dieser entmachtet; seit 1639 waren Landbesitz und Jurisdiktion getrennt. Obwohl die Steuern und Abgaben mehrfach angehoben wurden, war der Haushalt des Vatikans ständig defizitär. Eine Ausweitung des Ämterkaufs und die Einführung des Monti-Systems (festverzinsliche Staatsanleihen) änderten daran nichts. Als Gründe sieht Tobias Mörschel „wirtschaftliche Rückständigkeit und Unproduktivität, Verschuldung, Klerikalisierung der Verwaltung.“
Verpflichtende Ad-limina-Besuche der Ortsbischöfe im Vatikan stärkten die hierarchische Struktur der Kirche; Apostolische Visitatoren informierten den Papst über die Verhältnisse vor Ort. Ein europaweites Netz von Nuntiaturen bot eine zusätzliche Möglichkeit zur Kontrolle der Ortskirchen. Mit der 1622 gegründeten Kongregation für die Glaubensverbreitung (De Propaganda Fide) stellten sich die Päpste an die Spitze der Weltmission, die von den großen Orden getragen und durch die Patronatsmächte Spanien und Portugal unterstützt wurde. Die Umsetzung der tridentinischen Reformen war für die Päpste allerdings nur in Kooperation mit den katholischen Herrschern Europas möglich. Diese waren ihrerseits an der Durchsetzung religiöser Normen interessiert, weil dies ein Aspekt der zeittypischen Disziplinierung der Untertanen war. Doch strebten sie an, auf ihrem Staatsgebiet die Privilegien und Immunitäten des Klerus zu beschneiden, die wirtschaftlichen und finanziellen Ressourcen der katholischen Kirche für ihre Zwecke zu nutzen und den Einfluss Roms zu vermindern. Staatskirchliche und päpstliche Ansprüche kollidierten daher. Zwischen dem Kirchenstaat und der Republik Venedig eskalierte der Konflikt 1606 fast zum Krieg. Frankreich besaß mit dem Gallikanismus bereits eine staatskirchliche Tradition; in der Regierungszeit Ludwigs XIV. führte der Regalienstreit zum Beschluss der gallikanischen Artikel (1682), die von den Päpsten nicht anerkannt wurden und bis zur Französischen Revolution für Konfliktstoff sorgten.

### Schwindende Bedeutung in der internationalen Politik

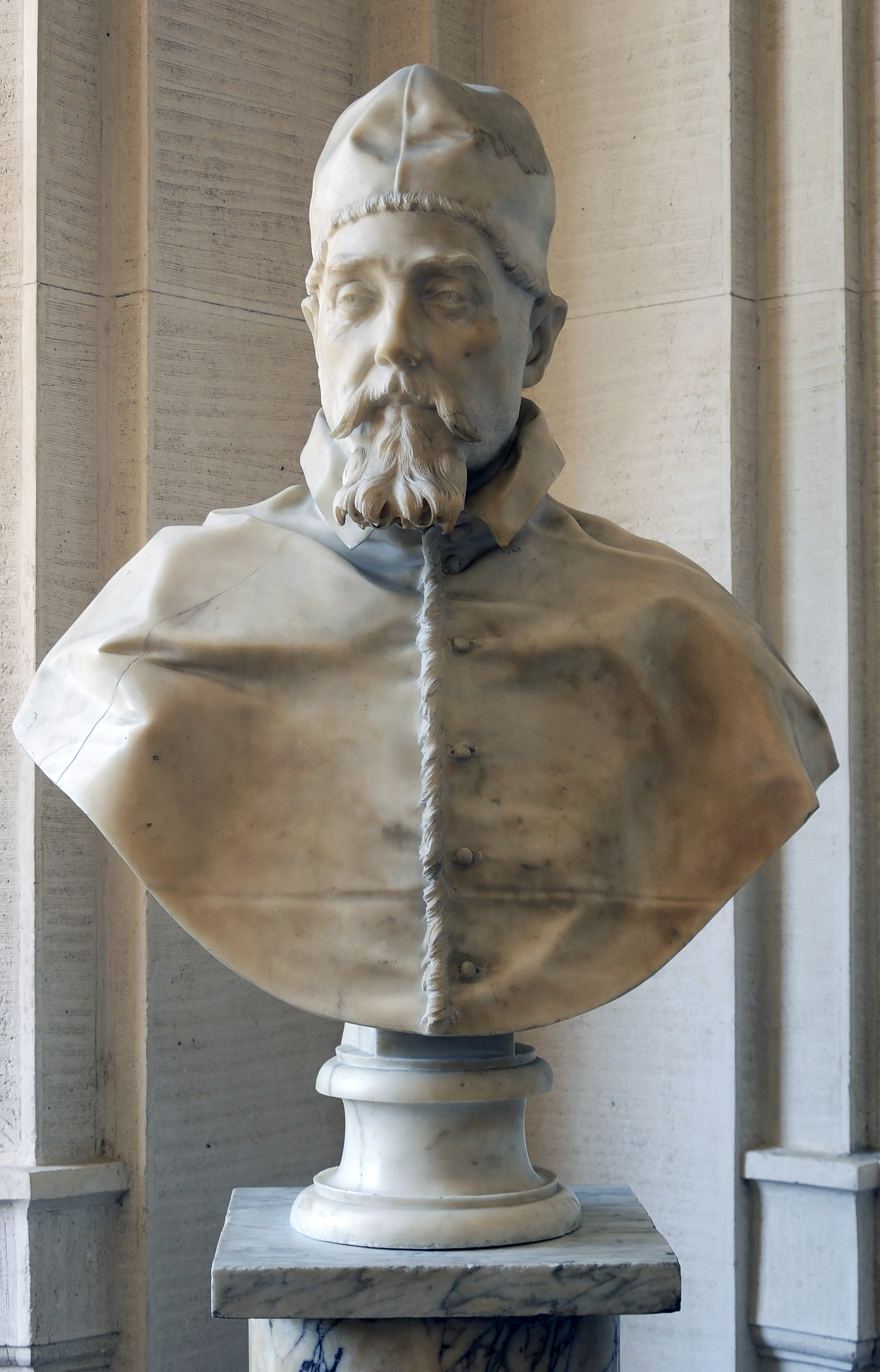
Urban VIII. mit Mozetta und Camauro entsprechend dem neuen Papstbildnistyp des absoluten Souveräns (Gian Lorenzo Bernini 1632, Palazzo Barberini)

In der internationalen Politik ging der Einfluss der Päpste stetig zurück. Urban VIII., dessen Pontifikat 1623–1644 fast die ganze Zeit des Dreißigjährigen Krieges abdeckte, war darin kaum involviert, da er die von seinen Vorgängern geleisteten Subsidienzahlungen an Kaiser und Reich storniert hatte. Er missbilligte die kaiserlichen Zugeständnisse an die Protestanten im Prager Frieden (1635), regte aber andererseits den ergebnislosen Kölner Friedenskongress (1636) an. Klaus Jaitner zufolge war Urban primär an einem Kräftegleichgewicht in Italien und an der Absicherung des Kirchenstaats interessiert. Der Krieg mit dem Haus Farnese um das Herzogtum Castro 1641–1644, der „die päpstl. Finanzen ruinierte“, wird durch Urbans ausgeprägten Nepotismus verständlich.
An den Verhandlungen, die den Westfälischen Frieden (1648) vorbereiteten, nahm zwar der Nuntius Fabio Chigi (der spätere Papst Alexander VII.) teil. Doch dass Innozenz X. die Friedensverträge im Breve Zelo domus Dei ablehnte, blieb folgenlos. Bei allen weiteren Friedensverhandlungen des 17. und 18. Jahrhunderts war kein Nuntius mehr beteiligt. Einen Rest politischen Einflusses wahrte Rom nur in den Bündnisverhandlungen europäischer Staaten zum Kampf gegen das expandierende Osmanische Reich, so bei der Abwehr der osmanischen Belagerung Wiens 1683.
Vor 1700 unternahmen insbesondere Innozenz XI. und Innozenz XII. den Versuch, bislang unbeachtete Beschlüsse von Trient umzusetzen (ripresa tridentina): Das Bischofsamt wurde gestärkt und mehr seelsorgerlich ausgerichtet, Maßnahmen zur Reform der Kurie und zur Stabilisierung der päpstlichen Finanzen ergriffen und der institutionelle Nepotismus abgeschafft. Doch die folgenden Jahrzehnte sind durch einen erheblichen Bedeutungsverlust des Papsttums gekennzeichnet. Tobias Mörschel zeichnet die Päpste dieser Epoche als persönlich fromme und integre, aber auch schwache Persönlichkeiten, die politisch unerfahren waren und auf die teils dezidiert antipäpstliche Aufklärung nur ablehnend-defensiv reagierten, so dass der Abstand zur nun zunehmend säkularen Kultur wuchs. Ähnlich urteilt Georg Schwaiger: „ein innerlich gefestigtes, hochstehendes Papsttum [mußte] den weiteren Rückgang nicht nur seines politischen, sondern auch […] seines innerkirchlichen Einflusses in den katholischen Staaten hinnehmen. […] Wohl um politische Konflikte zu entschärfen, erhoben die Kardinäle […] zwar redliche, aber meist nicht stärker profilierte Päpste.“
Die politisch-militärische Schwäche des Kirchenstaats trat im 18. Jahrhundert offen zutage, weil Italien Schauplatz europäischer Erbfolgekriege wurde. Mehrfach wurde der Kirchenstaat von fremden Truppen besetzt und die Lehnshoheit der Päpste über Sizilien und Parma übergangen. Besonders Frankreich, Habsburg und Spanien brachten nun ihre Parteigänger ins Kardinalskollegium. Bei Papstwahlen sorgten die widerstreitenden Interessen dieser Nationalparteien für überlange Konklave, aus denen schwache Kompromisskandidaten hervorgingen.
Die Aufhebung des Jesuitenordens durch Clemens XIV. mit dem Breve Dominus ac Redemptor am 21. Juli 1773 erscheint als ein Symptom der politischen Schwäche des Papsttums am Vorabend der Französischen Revolution. Sie hatte eine lange Vorgeschichte und erfolgte auf starken Druck Spaniens, Portugals und Frankreichs.
Das lange Pontifikat Pius’ VI. war zunächst noch durch die Jesuitenfrage überschattet. Mit einer Reise nach Wien versuchte er 1782 vergeblich, auf Kaiser Josephs II. staatskirchliche Reformen (Josephinismus) Einfluss zu gewinnen. In der Französischen Revolution war durch die „Zivilkonstitution des Klerus“ eine „konstitutionelle Kirche“ geschaffen worden. Politische Rücksichten veranlassten Pius VI., die revolutionären Veränderungen erst im Frühjahr 1791 mit den Breven Quod aliquantum und Caritas zu verurteilen. Sein Beitritt zur ersten Koalition gegen Napoleon hatte verheerende Folgen: Im Vertrag von Tolentino musste er am 19. Februar 1792 den Verlust von Avignon, dem Comtat Venaissin, Ferrara, Bologna und später auch Ancona zustimmen. Zu den schweren Kontributionen und Geldbußen kam die Herausgabe von Kunstschätzen des Vatikans. Nach Unruhen in Rom wurde dort am 15. Februar 1798 die Republik ausgerufen. Der Kirchenstaat war damit abgeschafft. Pius VI. starb am 29. August 1799 als Gefangener der Französischen Republik in der Zitadelle von Valence. Im gleichen Jahr verfasste der Kamaldulensermönch Mauro Cappellari, der spätere Papst Gregor XVI., eine Programmschrift unter dem Titel „Der Triumph des Heiligen Stuhls und der Kirche über die Angriffe der mit ihren eigenen Waffen bekämpften und geschlagenen Neuerer“ (Il trionfo della Santa Sede e della Chiesa contro gli assalti de’ novatori combattuti e respinti colle loro stesse armi). Darin malte er, so Schwaiger, „mit der ganzen Farbenpracht mittelalterlicher Wunschbilder die Monarchie, die Souveränität und die Unfehlbarkeit des Papstes in der Kirche“ aus und verurteilte Reformer aller Art. Dogmengeschichtlich bedeutsam ist, dass Cappellari die päpstliche Unfehlbarkeit als Teil der alten Tradition darstellte.

## 19. Jahrhundert

### Napoleonische Zeit

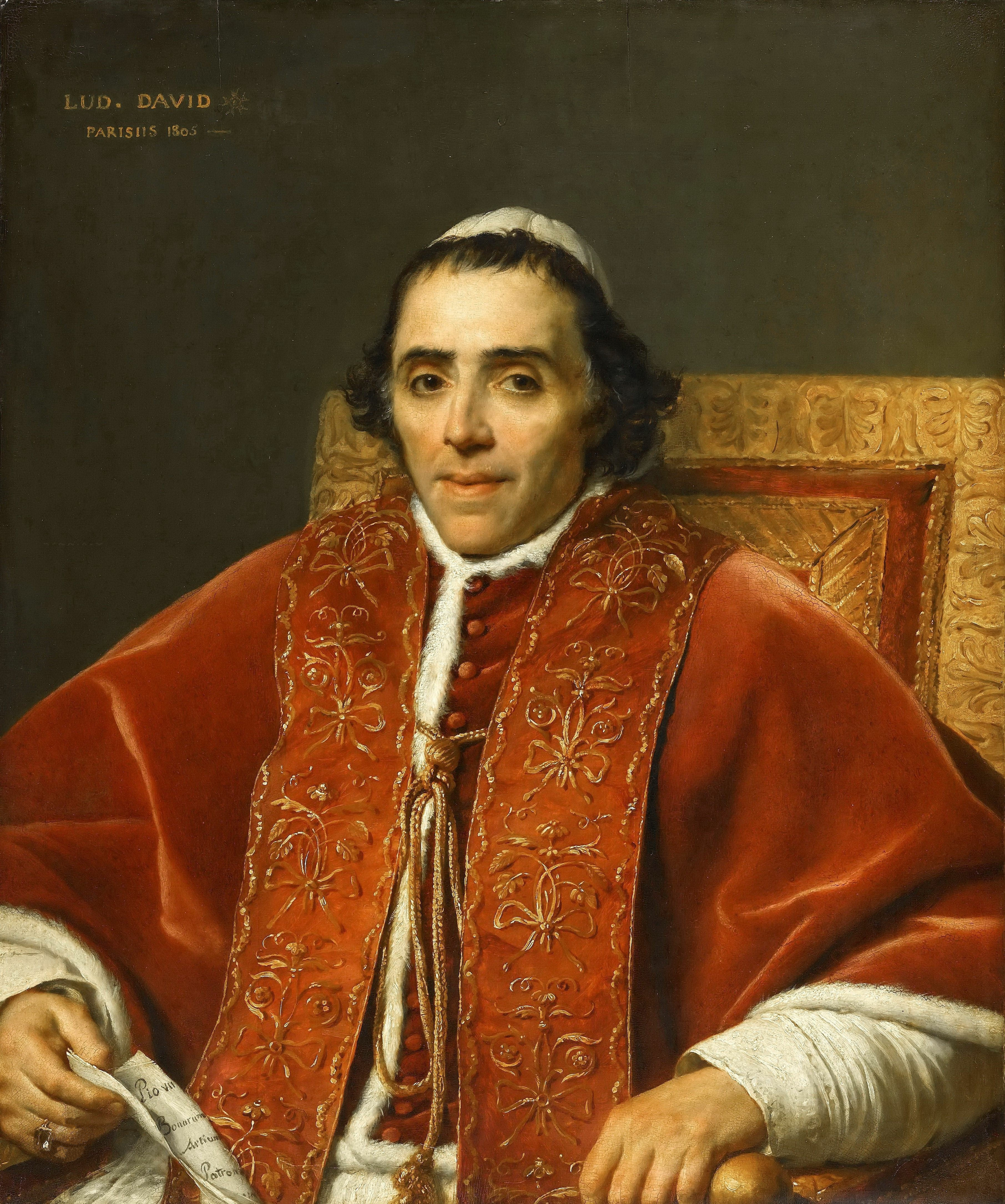
Pius VII. (Jacques-Louis David, um 1805, Louvre)

Die Wahl eines neuen Papstes konnte nicht in Rom oder den von Frankreich kontrollierten Territorien stattfinden. Venedig lag in Italien, gehörte aber seit 1798 zu Österreich. Am 1. Dezember 1799 trat das Konklave dort in der Benediktinerabtei San Giorgio Maggiore zusammen. Die Zelanti, die einen scharf antifranzösischen Kurs forderten, und die pragmatischen Politicanti verständigten sich auf einen Kompromisskandidaten: Gregorio Chiaramonti, den Bischof von Imola. Chiaramonti war, so Jörg Ernesti, „nicht ostentativ fromm, sondern hatte ein eher gelehrtes und kunstsinniges Profil.“ Er nahm den Namen Pius VII. an und zog am 3. Juli 1800 in Rom ein. Möglich war das, weil Napoleon am 9. November 1799 das Direktorium entmachtet hatte und als Alleinherrscher regierte. Er war an der Römischen Republik nicht interessiert und akzeptierte, dass Österreich mit seinen Verbündeten im Zuge des Zweiten Koalitionskriegs in Rom und Umgebung die vorrepublikanischen Verhältnisse wiederherstellte. Nach dem französischen Sieg in der Schlacht bei Marengo (14. Juli 1800) entstand aber wieder ein französischer Satellitenstaat in Italien, die Cisalpinische (seit 1802: Italienische) Republik. Zu ihrem Territorium gehörte auch der Norden des Kirchenstaats, so dass nur Latium, Umbrien und die südlichen Marken unter päpstlicher Kontrolle blieben, ein durch die Verträge von Lunéville und Amiens vorläufig stabilisierter Rest-Kirchenstaat.

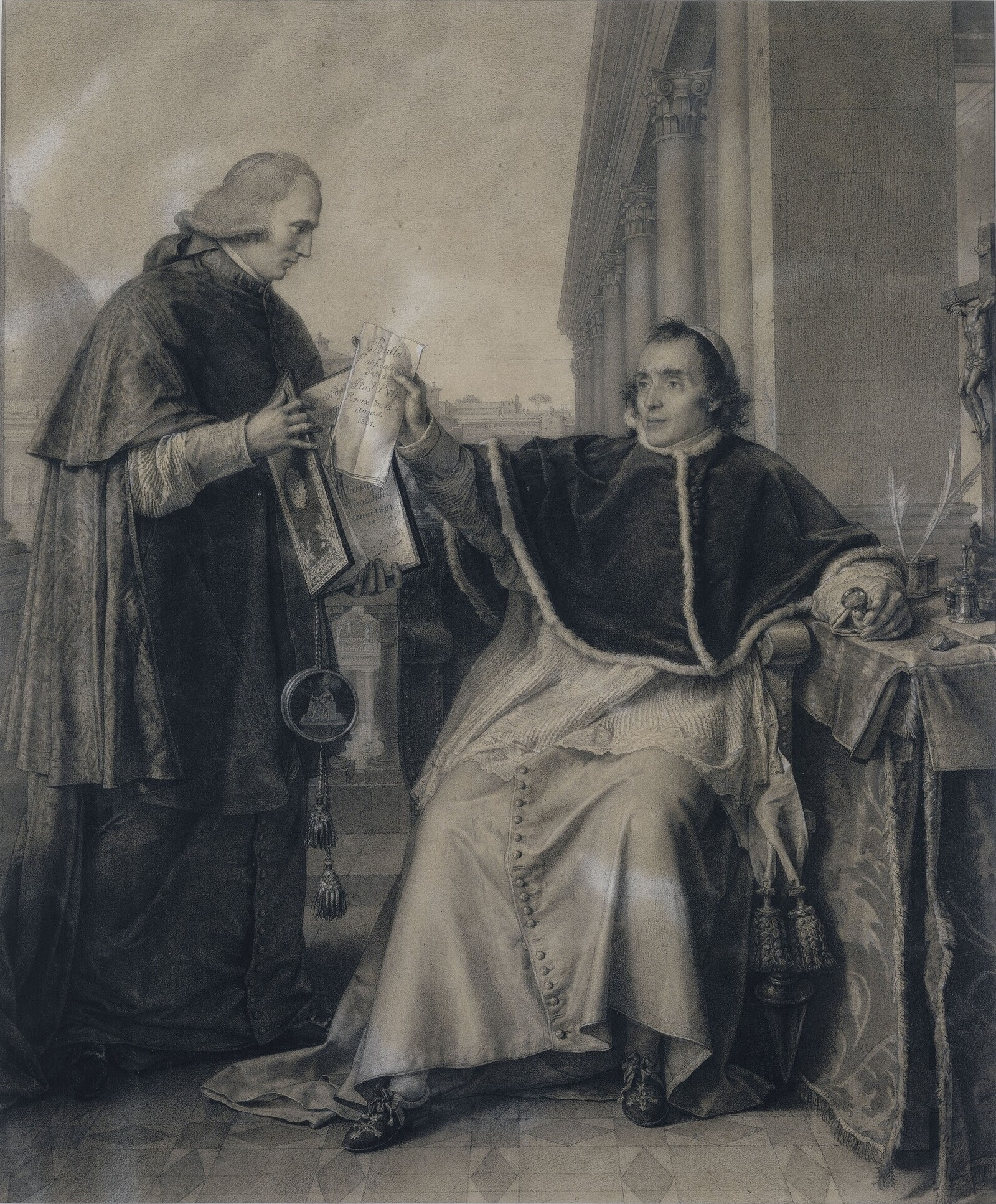
Pius VII. übergibt die von ihm ratifizierte Konkordatsurkunde an Consalvi (Jean-Baptiste Wicar, 1802/1803)

Napoleon brauchte die Loyalität der französischen Katholiken, um seine Machtstellung weiter zu festigen. Daher bot er dem Heiligen Stuhl das Konkordat von 1801 an. Kardinalstaatssekretär Ercole Consalvi handelte mit Napoleon den Vertragstext aus. Der Katholizismus wurde als Religion der Bevölkerungsmehrheit (nicht Staatsreligion) anerkannt, die Kirche verzichtete im Gegenzug auf ihren großen Grundbesitz im Ancien Régime. Da die Bistumsgrenzen mit den Grenzen der Départements übereinstimmen sollten, wurden die historischen 153 Bistümer aufgelöst. Pius VII. forderte mit dem Breve Tam multa alle bisherigen Bischöfe zum Amtsverzicht auf. Abgesetzt wurden so auch die strikt romtreuen Bischöfe, die in den Untergrund oder ins Exil gegangen waren. „Damit waren erstmals in der Geschichte Frankreichs die Bischöfe der Kompetenz und in diesem Fall auch der Willkür des Papstes absolut und ohne Ausnahme unterstellt,“ merkt Hubert Wolf an. Napoleon verkündete 1802 einseitig die Organischen Artikel, die Ausführungsbestimmungen zum Konkordat waren, aber auch die Zivilehe regelten und die reformierte und lutherische (später auch die jüdische) Religionsgemeinschaft der katholischen Kirche rechtlich gleichstellten. Der päpstliche Protest gegen diese Neuordnung blieb unberücksichtigt. Unterdessen hatte der Reichsdeputationshauptschluss vom 25. Februar 1803 drei geistliche Kurfürstentümer, neun Fürstbistümer und 44 Reichsabteien aufgehoben. Pius VII. blieb untätig, da „die Eigenmächtigkeit der geistlichen Fürsten im Reich […] dem Vatikan […] ein Dorn im Auge gewesen“ war. Ein deutsches Konkordat kam nicht zustande, da Consalvi fürchtete, Frankreich werde über die Rheinbund-Mitglieder starken Einfluss darauf nehmen.
Auf Einladung Napoleons reiste Pius VII. 1804 nach Paris und wurde höchst ehrenvoll empfangen. Trotz protokollarischer Aufwertung war offensichtlich, dass ihm bei der Kaiserkrönung am 2. Dezember 1804 nur eine Nebenrolle zugedacht war. Seine Teilnahme enttäuschte aber die französischen Katholiken, die am Herrschaftsanspruch des Hauses Bourbon festgehalten hatten. Auf seiner Reise jubelte die Bevölkerung dem Papst zu. Dieser hoffte auf eine religiöse Erneuerung Frankreichs nach den Verwerfungen der Revolutionszeit.

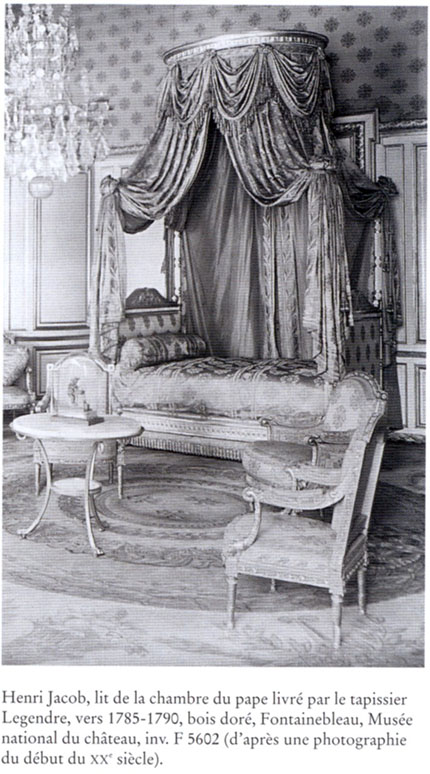
Appartement des Papstes in Schloss Fontainebleau

Im Dritten Koalitionskrieg erklärte sich der Heilige Stuhl für neutral. Seine Weigerung, sich an der Kontinentalsperre zu beteiligen, hatte die französische Besetzung des zum Kirchenstaat gehörigen Seehafens Ancona im Oktober 1805 zur Folge. Napoleon erzwang den Amtsverzicht Consalvis, der aber auch nach seinem Rücktritt 1806 Berater des Papstes blieb. Trotz französischen Drucks blieb der Heilige Stuhl auch im Vierten Koalitionskrieg neutral. Frankreich besetzte daraufhin den Kirchenstaat und annektierte am 16. Mai 1809 Umbrien, Latium und die Stadt Rom. Napoleon erklärte, er habe die Pippinische Schenkung rückgängig gemacht. Er garantierte dem Papst, der sich auf die Seelsorge konzentrieren solle, den Besitz seiner Paläste und gewährte ihm eine jährliche Zahlung von zwei Millionen Francs als Entschädigung. Pius VII. exkommunizierte daraufhin im Breve Quum memoranda (10. Juni 1809) die „Räuber des Patrimonium Petri.“ In der Nacht auf den 6. Juli wurde er von französischen und neapolitanischen Truppen unter Étienne Radet im Quirinalspalast gefangen genommen, von seinen Ratgebern isoliert und in der bischöflichen Residenz in Savona unter Hausarrest gestellt. Um eine Befreiung durch englische Truppen zu verhindern, ließ Napoleon den Papst im Juni 1812 unter strenger Geheimhaltung nach Schloss Fontainebleau transportieren, wo ihm ein standesgemäßes Appartement zur Verfügung gestellt wurde. Im Januar 1813 erzwang Napoleon die päpstliche Zustimmung zu einem neuen Konkordat, das die Stellung der katholischen Kirche in Frankreich nochmals schwächte. Der Papst sollte nun dauerhaft in Paris residieren, wohin das Vatikanische Archiv schon größtenteils überführt worden war. Pius VII. zog seine Unterschrift zurück und wurde daraufhin wieder in seinem Appartement isoliert. Im Januar 1814 wurde er zurück nach Savona verlegt. Am 25. März begab sich der Papst, inzwischen freigelassen, unter den Schutz österreichischer Truppen.

### Restauration
Nach dem Sturz Napoleons kehrte Pius VII. am 25. Mai 1814 nach Rom zurück. Der Wiener Kongress stellte 1815 den Kirchenstaat fast in seiner alten Größe wieder her, nur die französischen Besitzungen der Päpste und kleine Gebiete in Norditalien gingen an Frankreich bzw. Österreich. Damit war der Kirchenstaat flächenmäßig der drittgrößte, nach seiner Bevölkerungszahl der zweitgrößte Staat der Apenninhalbinsel. Consalvi setzte sich dafür ein, dass das Konkordat mit Frankreich fortbestand. Dieses Konkordat bildete, so Jörg Ernesti, den Rahmen für ein Aufblühen des französischen Katholizismus in den folgenden Jahrzehnten. Dieser war nun, entgegen der gallikanischen Tradition Frankreichs, mehrheitlich auf Rom hin orientiert (also ultramontan). Bereits bei den Verhandlungen des Wiener Kongresses wurde der Kirchenstaat als „älteste und legitimste Monarchie“ bezeichnet. Für – nicht nur katholische – Konservative war das Papsttum als Träger einer überlegenen „Legitimität“ attraktiv; Joseph de Maistre veröffentlichte 1819 die Programmschrift „Vom Papste“ (Du Pape), welche eine Wiederherstellung der Allianz von Thron und Altar befürwortete und Papst und König als legitime Monarchen und Repräsentanten Gottes beschrieb. Bereits bei de Maistre verlagerte sich das Interesse vom Jurisdiktionsprimat des Papstes hin zum Konzept päpstlicher Unfehlbarkeit. Hinzu kam die Verklärung von Kaiser-, Papst- und Rittertum in der Romantik; Friedrich Schlegel veranlasste die deutsche Übersetzung von de Maistres Papstbuch.
Mit dem Motu proprio Quando per ammirabile dispositione von 1816 begann die Neuordnung des Kirchenstaats unter Leitung Consalvis. Sie zentralisierte und vereinfachte Verwaltung und Steuersystem, schaffte die Grundherrschaft ab, änderte aber nichts daran, dass alle Leitungsaufgaben in Justiz und Verwaltung an Kleriker vergeben wurden. „Trotz einiger Reformen wurde man der Korruption, der Defizite in Handel und Produktion sowie der Kriminalität nicht Herr.“ Die Mitglieder der Geheimgesellschaften der Carbonari und der Freimaurer wurden exkommuniziert, die Ghettopflicht für Juden im Kirchenstaat 1814 wieder eingeführt. Im gleichen Jahr erfolgte die päpstliche Wiederbegründung der Gesellschaft Jesu, die als straff geführter, ultramontaner Orden in Wissenschaft, Erziehung und Presse tätig wurde. Pius VII. förderte in seinen letzten Amtsjahren Kunst und Archäologie, mit Bau- und Restaurierungsmaßnahmen ließ er das Stadtbild Roms klassizistisch umgestalten. Die wieder von Consalvi geleitete Außenpolitik erzielte einige Erfolge: Die Zirkumskriptionsbullen mit Bayern, Preußen, Südwestdeutschland und Hannover zogen die Bistumsgrenzen entsprechend den aktuellen politischen Grenzen und sicherten so die Rechtsposition der katholischen Kirche im deutschsprachigen Raum. Mit dem Königreich beider Sizilien schloss der Heilige Stuhl 1818 ein für ihn sehr vorteilhaftes Konkordat. Eine Vereinbarung mit dem Russischen Kaiserreich sicherte den polnischen und baltischen Katholiken Religionsfreiheit. Die Unabhängigkeit der süd- und mittelamerikanischen Staaten von den Kolonialmächten Spanien und Portugal erkannte der Heilige Stuhl pragmatisch an und nahm diplomatische Beziehungen auf.

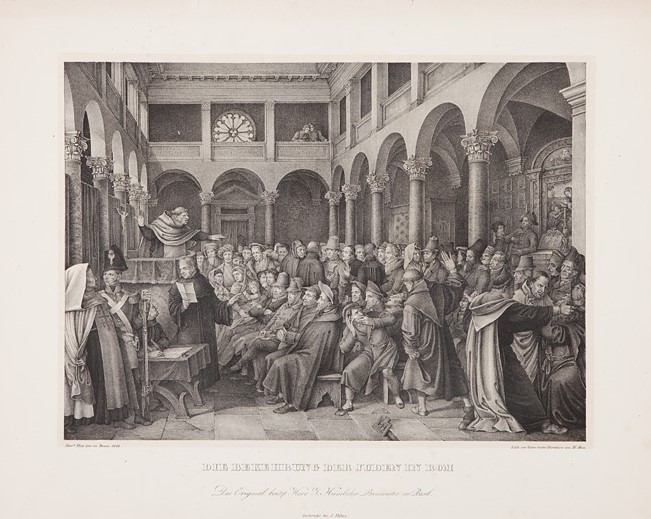
Jüdische Einwohner des Kirchenstaats müssen eine Bekehrungspredigt von Dominikanern anhören (Hieronymus Hess: Die Judenpredigt in Rom, 1823/1829)

Aus dem Konklave 1823 ging der Kandidat der Zelanti 1823 als neuer Papst Leo XII. hervor. Er stand für Kontinuität mit den restaurativen Tendenzen seines Vorgängers: Unterdrückung von Freimaurern und Carbonari (es gab einige Hinrichtungen), Rücknahme der Judenemanzipation im Kirchenstaat. Das Heilige Jahr 1825 wurde aufwändig gefeiert; Leo XII. strebte damit auch an, die kirchliche Bindung der Einwohner Roms zu vertiefen, machte sich aber durch seine Strenge bei ihnen unbeliebt. Im nächsten Konklave 1829 setzte sich der Kandidat der Politicanti durch: Pius VIII. Er war Kardinalgroßpönitentiar und Präfekt der Indexkongregation gewesen, galt als gemäßigt und war bei seiner Wahl bereits gebrechlich. Nach der Julirevolution von 1830 erkannte er Louis-Philippe aus dem Hause Orléans als legitimen französischen König an und enttäuschte damit die Traditionalisten an der Kurie. Pius VIII. erkannte an, dass die Religionsfreiheit manchmal die Situation katholischer Minderheiten verbesserte (Roman Catholic Relief Act der englischen Regierung, 13. April 1829).

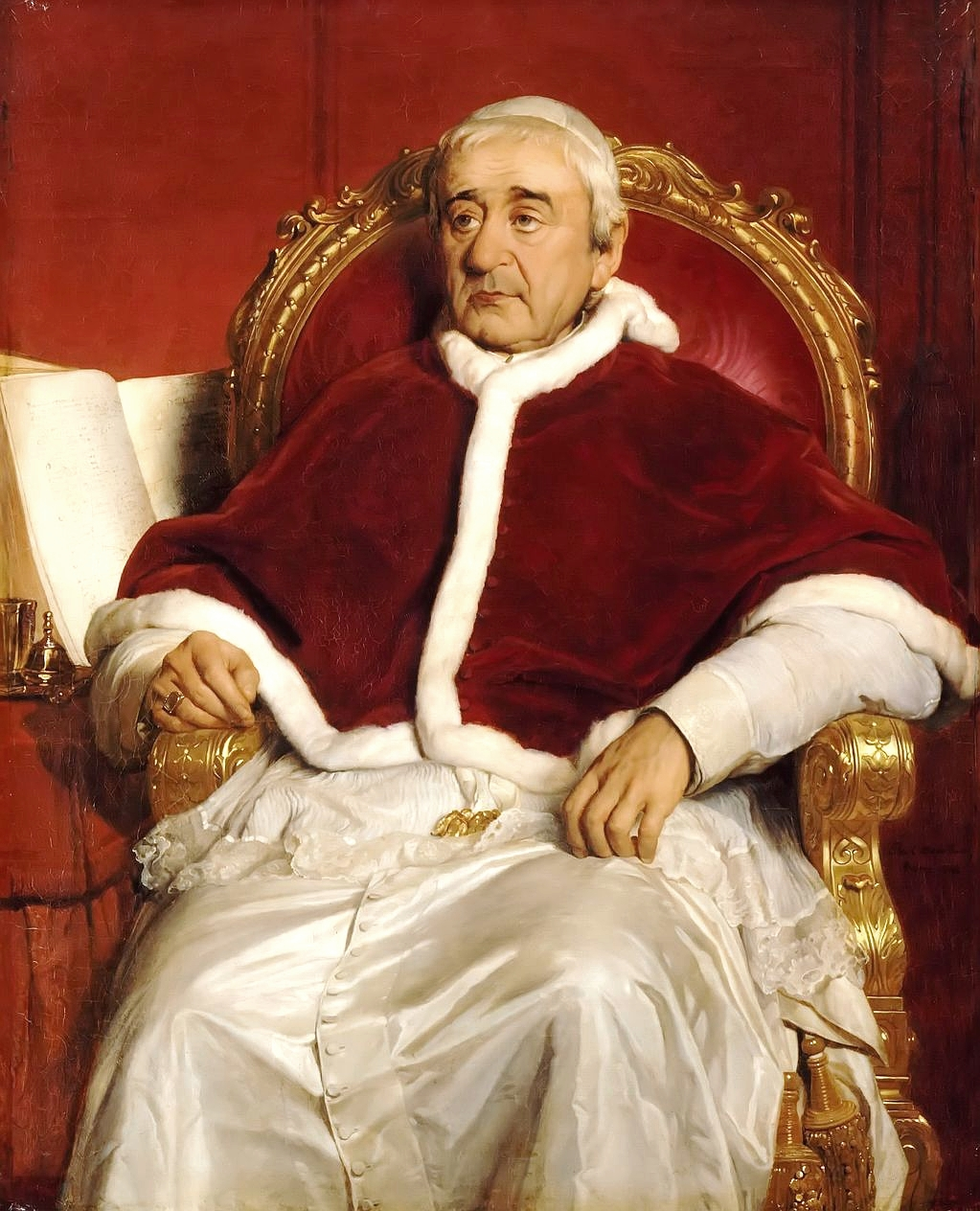
Gregor XVI. (Paul Delaroche, 1844, Schloss Versailles)

Das folgende Konklave trat am 30. November 1830 zusammen. In mehreren europäischen Staaten gab es zum Jahresende Aufstände, die auch auf den Kirchenstaat überzugreifen drohten. Gewählt wurde am 2. Februar 1831 der bekanntermaßen antirevolutionär und antiliberal gesonnene Kamalduensermönch Mauro Cappeletti (Gregor XVI.) – ein Kandidat der Zelanti, der auch die Unterstützung Österreichs und Frankreichs hatte. Unmittelbar danach begann der Aufstand der Carbonari in den Nordprovinzen des Kirchenstaats (Province Unite Italiane). Gregor XVI. rief Österreich zur Hilfe; die von Metternich entsandten Truppen trafen im März 1831 in Bologna ein und schlugen den Aufstand nieder. Österreichische Truppen waren seitdem mit Unterbrechungen bis 1838 im Kirchenstaat stationiert. Die Kehrseite dieser Waffenhilfe war die Botschafterkonferenz, die im Mai 1831 in Rom stattfand und bei der Vertreter Österreich-Ungarns und Frankreichs, aber auch nichtkatholisch regierter Staaten (Preußen, England, Russland) weitreichende Reformen des Kirchenstaats empfahlen. Der Papst stimmte ihnen notgedrungen zu, verwirklichte sie aber nur ansatzweise. Schwer verschuldet und schlecht verwaltet, befand sich der Kirchenstaat bis zu seiner Auflösung 1870, so Schwaiger, „im Zustand permanenter Agonie“. Trotz eines strengen Polizeiregiments kam es im Pontifikat Gregors XVI. zu vier Aufständen, die mit großer Härte niedergeschlagen wurden. Es gab weder Pressefreiheit noch Religionsfreiheit. Nichtkatholische Gottesdienste konnten nur in den exterritorialen Gesandtschaften Preußens (für Lutheraner) und der Niederlande (für Reformierte) stattfinden. Den technischen Fortschritt lehnte Gregor ab. Nachdem 1837 im Kirchenstaat trotz Abschottung die Cholera grassiert hatte, kam die Wirtschaft fast ganz zum Erliegen. In der Bevölkerung wuchs die offene Ablehnung der päpstlichen Regierung. Ungeachtet der maroden Staatsfinanzen betätigte sich Gregor XVI. als Kunstmäzen, förderte archäologische Grabungen und ließ in Tivoli den innovativen Landschaftspark der Villa Gregoriana anlegen.

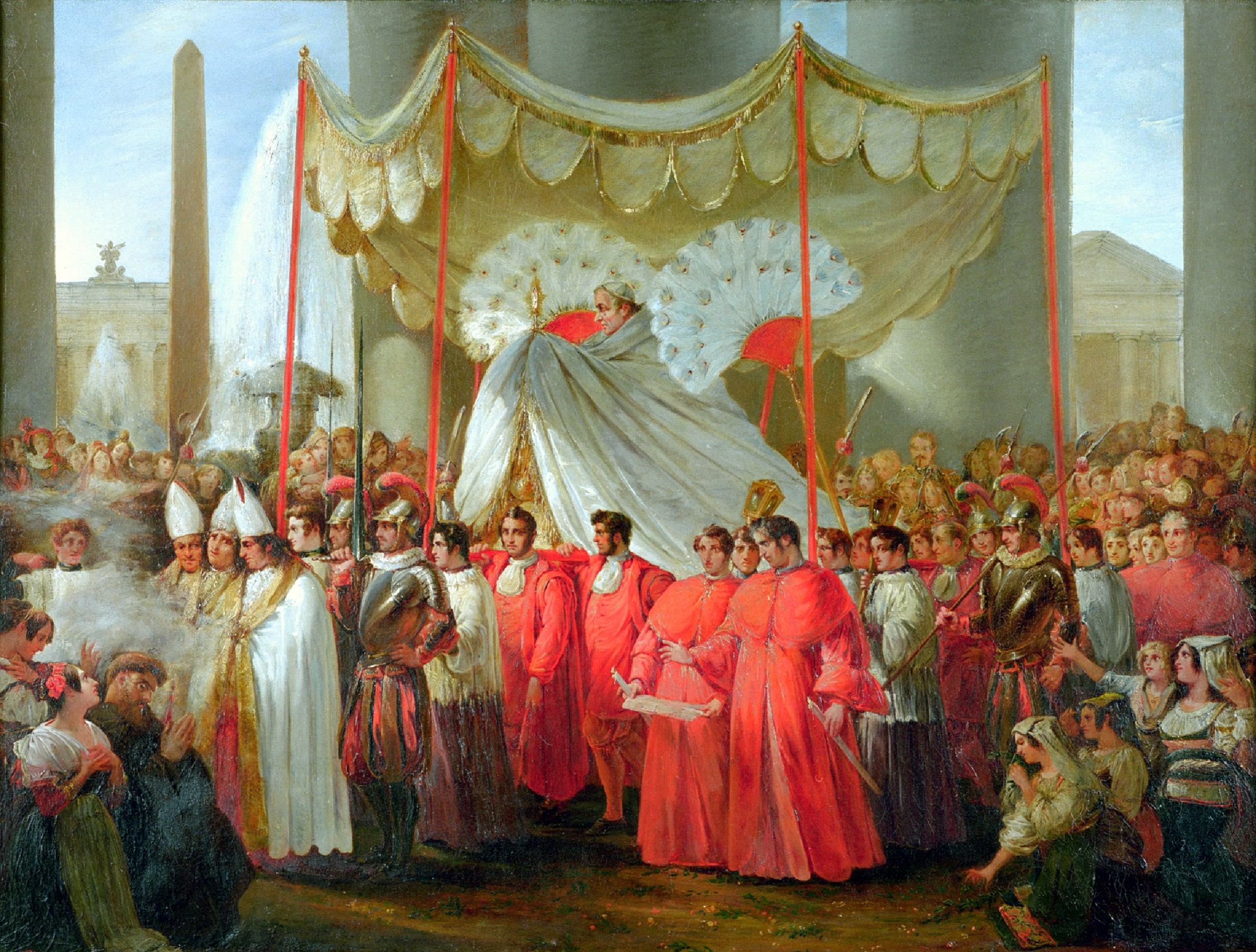
Fronleichnamsprozession Gregors XVI. (Ferdinando Cavalleri, 1840)

Unterstützt von den Kardinalstaatssekretären Tommaso Bernetti und Luigi Lambruschini, vertrat Gregor XVI. auch außenpolitisch einen strikt restaurativen Kurs. In der Enzyklika Cum primum forderte er die aufständischen polnischen Katholiken 1832 zum Gehorsam gegenüber der zaristischen Regierung auf. In Frankreich und in Spanien unterstützte er mit Henri d’Artois bzw. Carlos María Isidro de Borbón zwei Thronprätendenten, die sich letztlich nicht durchsetzen konnten. Mit Preußen kam es in der Mischehenfrage zum Konflikt (Kölner Wirren), bei dem die Regierung dem Widerstand der katholischen Bevölkerung nachgab. Dass die preußischen Katholiken sich danach zunehmend ultramontan positionierten, wurde 1844 deutlich, als eine Million Pilger zur Heilig-Rock-Wallfahrt nach Trier strömten. Progressiv war Gregors Außenpolitik nur darin, dass er in der Apostolischen Konstitution In supremo Apostolatus fastigio 1839 den Sklavenhandel verurteilte. Als ehemaliger Präfekt der Kongregation Propaganda fide förderte Gregor die Weltmission, gründete in Nordamerika neue Diözesen und etablierte in Lateinamerika ebenso wie in Indien von den Kolonialmächten unabhängige kirchliche Hierarchien.
Theologisch stand Gregor XVI. für die Abwehr des Liberalismus, wie sich bereits 1832 in der Enzyklika Mirari vos programmatisch zeigte. Giacomo Martina charakterisierte sie als restauratives Dokument, in dem sich die hierarchische Kirche nach außen hin selbstsicher als eine unveränderliche Institution präsentierte, die „den Laien nur die Pflicht des Gehorsams sowie des Abwartens zuerkennt.“ Durch die Enzykliken Commissum divinitus (1835) und Inter ea (1842) verstärkte Gregor XVI. die Gegensätze zwischen konservativ-katholischen und liberal-evangelischen Schweizer Kantonen, die 1847 zum Sonderbundskrieg führten, in dem die katholischen Kantone unterlagen.

### Italienische Unabhängigkeitskriege
Das Konklave 1846 hatte die Wahl zwischen dem Kandidaten der Zelanti, Kardinalstaatssekretär Lambruschini, und dem Bischof von Imola, Kardinal Giovanni Maria Mastai Ferretti. Lambruschini konnte außer dem festen Block seiner Anhänger keine Stimmen gewinnen; Mastai Ferreti wurde nach nur drei Tagen gewählt. Er nahm den Namen Pius IX. an. Seine ersten Maßnahmen trugen ihm viele Sympathien ein, er ging aber auch in dieser seiner „liberalen Phase“ nicht über einen aufgeklärten Absolutismus hinaus. Hubert Wolf sieht ein wiederkehrendes Muster: „Eine Reform wurde von unten gefordert, Pius IX. zögerte, der Druck der Basis wurde größer, der Papst gab nach, führte eine Änderung ein, und die Massen feierten enthusiastisch ihren liberalen Papst.“

Politische Karte der Apenninhalbinsel 1843, violett: Kirchenstaat

Am 14. März 1848 erließ Pius IX eine neue Verfassung des Kirchenstaats, die Laien an der Regierung beteiligte. Jörg Ernesti urteilt, es handle sich nur um eine „halbherzige Demokratisierung, die von einer konstitutionellen Monarchie himmelweit entfernt war.“ Pius IX. setzte sich für eine Zollunion der italienischen Staaten ein; daher vermutete man bei ihm Sympathien für einen italienischen Nationalstaat. Am 23. März 1848 begann der erste italienische Unabhängigkeitskrieg: Piemont-Sardinien erklärte Österreich den Krieg; im habsburgischen Königreich Lombardo-Venetien kam es zu Aufständen. In einem offenen Brief forderte Giuseppe Mazzini den Papst auf, sich an die Spitze des Kampfes gegen Österreich zu stellen und die italienische Flagge zu segnen. Pius IX. verlegte auch wirklich seine Truppen in den Norden des Kirchenstaats, erklärte aber am 29. April gegenüber den Kardinälen, er könne als Haupt der Weltkirche nicht gegen eine katholische Macht Krieg führen – er müsse überparteilich sein. Dessen ungeachtet, nahmen die päpstlichen Truppen unter Giovanni Durando auf piemontesischer Seite am Krieg teil.
Am 15. November 1848 ermordete ein Anarchist den neu ernannten Innen-, Polizei- und Finanzminister Pellegrino Rossi, der für einen italienischen Staatenbund unter päpstlicher Führung eingetreten war. Der Quirinalspalast wurde von einer aufgebrachten Menge belagert; der Papst floh am 24. November zunächst in die zum Königreich beider Sizilien gehörige Hafenstadt Gaeta und residierte auf Einladung König Ferdinands II. seit September 1849 im Königspalast Portici bei Neapel. Er rief ausländische Regierungen zur Hilfe, um den Kirchenstaat wieder unter seine Kontrolle zu bringen: Österreichische Truppen besetzten Bologna und nahmen den Norden des Kirchenstaats ein. Neapolitanische und spanische Truppen drangen von Süden aus vor, während französische Soldaten in Civitavecchia landeten und das von Giuseppe Garibaldis Freischärlern verteidigte Rom im Juni 1849 für den Papst zurückeroberten. Erst am 4. April 1850 kehrte Pius IX. nach Rom zurück und verfolgte fortan sowohl politisch als auch innerkirchlich einen scharf antiliberalen und antirevolutionären Kurs. Sein Kardinalstaatssekretär Antonelli etablierte ein reaktionäres Polizeiregiment. Die Zensur wurde verschärft, die Todesstrafe ebenso wie die diskriminierende Judengesetzgebung wieder eingeführt. Ein in der internationalen Presse stark beachteter Skandal war der Fall Edgardo Mortara: ein jüdischer Junge hatte von einem katholischen Kindermädchen die Nottaufe erhalten und wurde daraufhin den Eltern entzogen und in einem kirchlichen Internat untergebracht.
Seit 1850 wurde Pius IX. verstärkt auf dem Gebiet der kirchlichen Lehre aktiv, da er die Ablehnung seiner politischen Souveränität als Folge von Irrlehren wie Liberalismus und Atheismus sah, die in den europäischen Gesellschaften Fuß gefasst hatten. Am 8. Dezember 1854 verkündete er im Petersdom das Dogma der Unbefleckten Empfängnis Mariens. Erstmals dogmatisierte ein Papst einen Gegenstand „in eigener Person und mit der Autorität seines apostolischen Amtes“. Mit der Enzyklika Quanta cura legte er einen Katalog von 80 Irrlehren der modernen Zeit vor. Ob dieser Syllabus errorum gegen die moderne Gesellschaft schlechthin oder eher gegen liberale Katholiken gerichtet war, blieb diffus.
Außenpolitisch blieb Pius IX. in der Tradition seines Vorgängers; während seines Pontifikats schloss der Heilige Stuhl 18 Konkordate. Ihm ging es darum, „eigene Privilegien garantiert zu bekommen und die Bewegungsfreiheit anderer Konfessionen zu beschneiden, den eigenen Einfluss auf das Schulsystem des jeweiligen Landes zu wahren und nach Möglichkeit die freie Ernennung der Bischöfe zu gewährleisten.“ Die katholische Mission erzielte unterdessen in Afrika und Asien große Erfolge. Getragen wurde sie auch von neuartigen, ordensähnlichen Missionsgesellschaften mit nationalem Hintergrund (unter anderem: Herz-Jesu-Missionare 1854, Weiße Väter 1868, Steyler Missionare 1875), die aber mit starker päpstlicher Förderung international tätig waren.

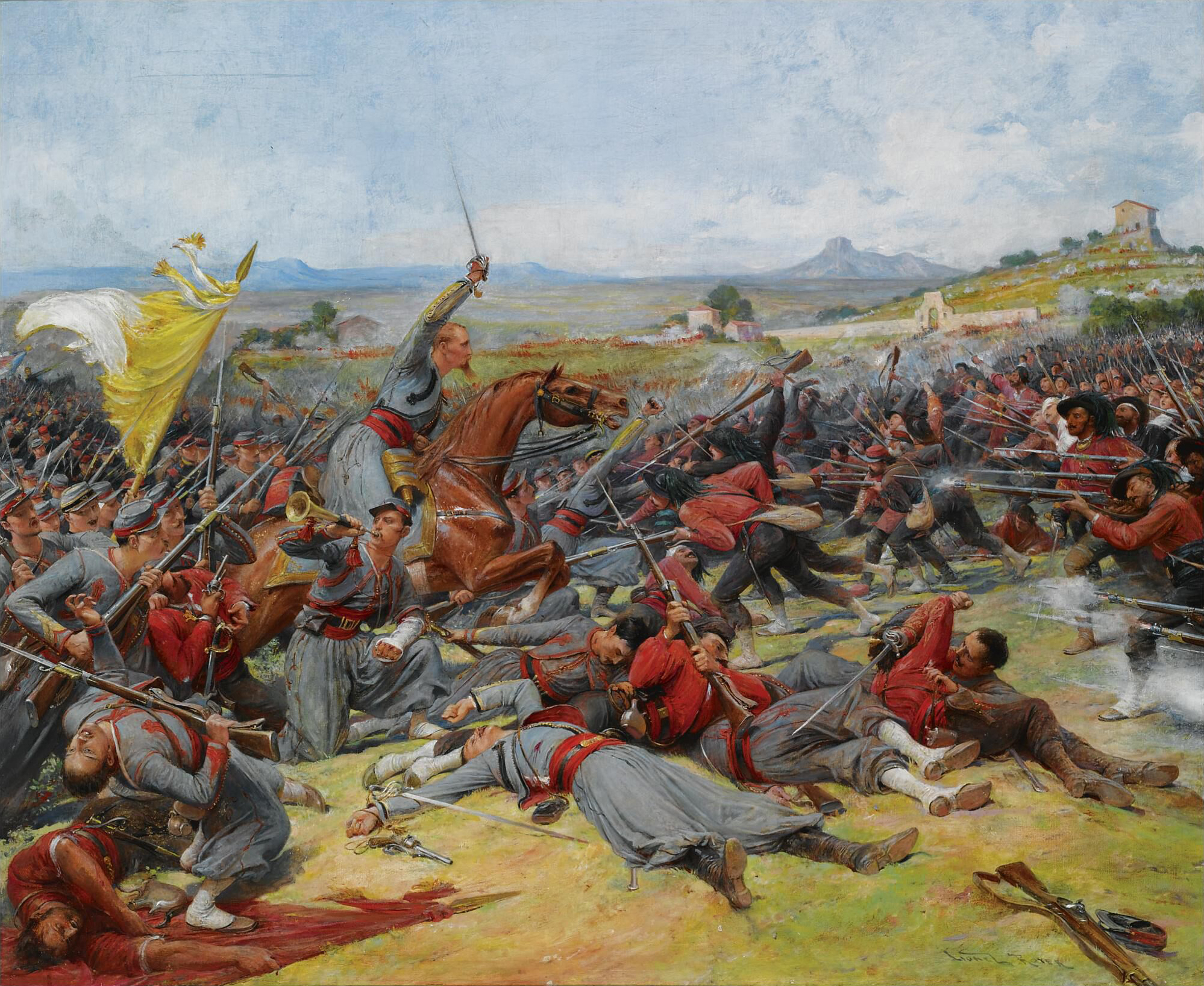
Sieg der vereinigten französischen und päpstlichen Truppen über die Freischärler Garibaldis in der Schlacht von Mentana, 3. November 1867 (Lionel Royer, Privatsammlung)

Der Papst war in der italienischen Nationalbewegung diskreditiert, da er ausländische Mächte zur Hilfe gerufen hatte. Das brachte ihn seit 1850 in einen Gegensatz zum Königreich Piemont-Sardinien. Der Kirchenstaat rüstete auf und verfügte über etwa 15.000 Soldaten. Nach der österreichischen Niederlage in der Schlacht von Solferino 1859 schlossen sich die Nordprovinzen des Kirchenstaats Piemont-Sardinien an. Um die päpstliche Kontrolle über die umbrische Stadt Perugia wiederherzustellen, entsandte Antonelli päpstliche Truppen, meist Schweizer Söldner. Das Massaker an der Bevölkerung (Stragi di Perugia) wurde international verurteilt. Nachdem Piemont-Sardinien 1860 die Marken und Umbrien annektiert hatte, bestand der Kirchenstaat nur noch aus Rom und seinem Umland. Der von der italienischen Nationalbewegung bedrängte Papst hatte hohe Sympathiewerte bei den Katholiken vor allem Deutschlands und Frankreichs. Dank Eisenbahn reisten große Scharen zu Rompilgerfahrten an. Sie nahmen an Feierlichkeiten im Vatikan teil, die nach dem Vorbild von Massenveranstaltungen zu Ehren von Napoleon III. inszeniert wurden.
In der Jahrhundertmitte entstand, so Wassilowsky, eine konfessionell-katholische Volksfrömmigkeit, in der „Papstdevotion und Rompathos“ identitätsstiftend wirkten. In einer bisher unbekannten Intensität wurde die individuelle Persönlichkeit eines Papstes charismatisch aufgeladen. Ernesti zufolge begann mit dem Pontifikat Pius’ IX. eine neue Epoche der Papstgeschichte: „Starke Persönlichkeiten bestimmen seither das Erscheinungsbild des Papsttums. Ein Pontifex wird heute stärker denn je nach seinem Auftreten und seiner Außenwirkung beurteilt.“

### Erstes Vatikanisches Konzil
Der drohende Verlust des Kirchenstaats und damit der weltlichen Souveränität des Papstes war der zeitgeschichtliche Hintergrund des Ersten Vatikanischen Konzils, das nach mehrjährigen Planungen am 8. Dezember 1869 begann. Von den 51 in Kommissionen vorbereiteten Entwürfen kamen nur zwei zur Beratung und Abstimmung. Die dogmatische Konstitution Dei Filius wurde am 27. April 1870 einstimmig angenommen. Das vorbereitete Schema De Ecclesia Christi enthielt die Lehre über den Papstprimat, in den kurzfristig die Definition päpstlicher Unfehlbarkeit eingefügt werden sollte. Die Mehrheit der meist italienischen Konzilsväter war für eine schnelle Dogmatisierung, eine Minderheit besonders österreichisch-ungarischer und deutscher Bischöfe widersetzte sich. Pius IX. nahm auf die Kirchenversammlung persönlich starken Einfluss. „Bescheidene theologische Bildung und emotionale Labilität, vor allem der Ausfall historischen Denkens und auch die Hoffnung auf mirakulöse Ereignisse“ hinderten ihn, so Schwaiger, die Bedenken der Minderheit zu verstehen und die Ausgleichsbemühungen der Kardinäle Luigi Bilio und Filippo Maria Guidi zu unterstützen.

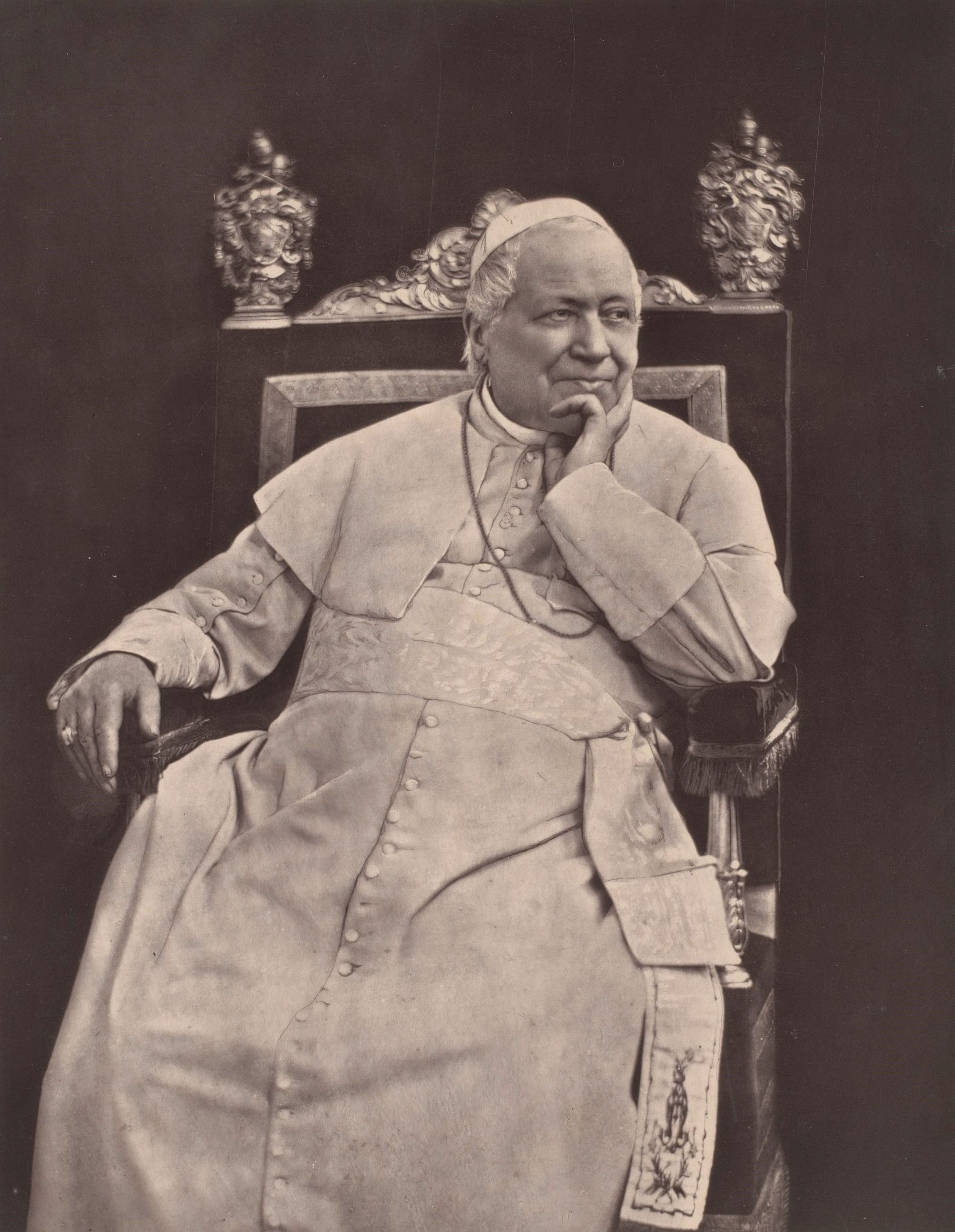
Pius IX. (1877)

Bei der entscheidenden Sitzung der vorbereitenden Generalkongregation am 13. Juli 1870 stimmten 451 Anwesende für die Dogmatisierung des vorliegenden Entwurfs, 88 dagegen, 62 votierten mit einem bedingten Ja (placet iuxta modum). Die meisten Vertreter der Minderheit reisten vorzeitig ab. So stimmten am 18. Juli von 535 Konzilsvätern nur noch zwei mit Nein, unterwarfen sich aber sogleich der Mehrheit. Danach verkündete Pius IX. die dogmatische Konstitution Pastor Aeternus: Der apostolische Primat ist demnach vom Apostel Petrus eingesetzt, der Vorrang des Bischofs von Rom in der Gesamtkirche besteht über die Jahrhunderte bis in die Gegenwart. Der Papst ist Träger des Universalepiskopats. Daher ist er berechtigt, in Fragen der Glaubens- und Sittenlehre, der Disziplin und Kirchenleitung letztverbindlich zu entscheiden. In diesen Jurisdiktionsprimat eingebettet ist die lehramtliche Unfehlbarkeit bei ex-cathedra-Entscheidungen. Nach Beginn des Deutsch-Französischen Krieges verließen die meisten Konzilsväter Rom. Am 20. Oktober 1870 vertagte Pius IX. das Konzil auf unbestimmte Zeit. Die Diskussion um das Unfehlbarkeitsdogma ging aber besonders in Deutschland weiter. Die Altkatholische Kirche konstituierte sich. Die preußische Regierung und die deutsche Reichsregierung nannten das Unfehlbarkeitsdogma als Grund für repressive Maßnahmen gegen den katholischen Klerus; die diplomatischen Beziehungen zum Heiligen Stuhl wurden abgebrochen.

### Neuausrichtung nach Verlust des Kirchenstaats
Zwei Monate nach der Verabschiedung von Pastor Aeternus zogen am 20. September 1870 italienische Truppen in Rom ein, was das Ende des Kirchenstaates bedeutete. Die höchste theologische Steigerung des Papstamtes und der Verlust seiner politischen Bedeutung fallen also zeitlich fast zusammen. Pius IX. verstand sich nun als „Gefangener im Vatikan“. Weggebrochen war auch die bisherige Finanzierung des Vatikans, und eine von Italien angebotene jährliche Rente lehnte Pius IX. ebenso wie seine Nachfolger ab. Ein Ersatz war der Peterspfennig, ergänzt um Einkünfte aus den Romwallfahrten.
Pius IX. starb 1878, zwei Jahre nach seinem Kardinalstaatssekretär Antonelli, dessen Amtsführung so dominant gewesen war, dass nicht der Gegensatz konservativer und liberaler Kardinäle das Konklave prägte, sondern die Parteigänger Antonellis dessen entschiedenen Gegnern gegenüberstanden. Die europäischen Mächte nahmen auf diese erste Papstwahl nach Ende des Kirchenstaats nur insoweit Einfluss, als sie die Wahl eines gemäßigten Kandidaten wünschten. Aus dem Konklave ging der Kardinalkämmerer (Camerlengo) Vincenzo Gioacchino Pecci als neuer Papst hervor, der den Namen Leo XIII. annahm.
Pecci gehörte als Kardinal zu den geistigen Vätern des Syllabus errorum von 1864. Während der Syllabus aber nur Negationen formulierte, zeichnet es des Pontifikat Leos XIII. aus, dass er die katholische Lehre zu vielen Zeitfragen in Enzykliken positiv darlegte; dabei orientierte er sich durchgängig am Neuthomismus. Unter den insgesamt 46 Enzykliken Leos XIII. ist Rerum Novarum (1891) von besonderer Bedeutung: In der Sozialen Frage schlug der Papst einen Mittelweg zwischen liberalem Individualismus und sozialistischem Kollektivismus ein und begründete so die Katholische Soziallehre. Hingegen verurteilte er mit der Enzyklika Longinqua (1895) den sogenannten „Amerikanismus“, d. h. die von amerikanischen Katholiken befürworteten Errungenschaften der Amerikanischen Revolution: Bürgerrechte, Demokratie, Religionsfreiheit und Trennung von Staat und Kirche.
„Diplomatisches Geschick und politische Wendigkeit“ ermöglichten Leo XIII., so Schwaiger, die Beziehung des Heiligen Stuhles zu den modernen Staaten, auch den Demokratien, erheblich zu verbessern. Besonders wichtig war eine gute Beziehung zu Frankreich als der bedeutendsten katholischen Kolonialmacht.
Für Italien galt das aber nicht. Hier erneuerte er das bereits von seinem Vorgänger aufgestellte Verbot für italienische Katholiken, das aktive oder passive Wahlrecht auszuüben (Non expedit). Erst 1895, als sich die Nachteile dieser Verbotspolitik deutlich zeigten, weil Kirchengegner die italienische Politik dominierten, gestand Leo XIII. die Beteiligung an Kommunalwahlen zu.
Im Pontifikat Leos XIII. bereitete sich nach Einschätzung Jörg Ernestis die Ausrichtung der päpstlichen Außenpolitik des 20. Jahrhunderts vor. Er profilierte das Papsttum „als universale moralische Stimme und als überparteiliche Vermittlungsinstanz,“ indem er in zwischenstaatlichen Konflikten als Mediator tätig wurde (beispielsweise beim Konflikt um die Karolineninseln zwischen dem Deutschen Reich und Spanien) und außerdem in humanitären Fragen mehrfach intervenierte. Auch dort, wo er politisch erfolglos blieb, nahm die Weltöffentlichkeit zur Kenntnis, dass der Papst sich ein wichtiges gesellschaftliches Anliegen, wie die Abschaffung der Sklaverei, zu eigen machte.

## 20. Jahrhundert

### Kurienreform und Antimodernismus

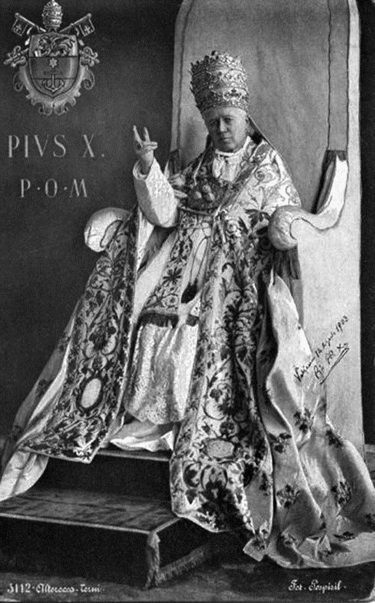
Pius X. nach seiner Krönung (1903)

Als Nachfolger Leos XIII. wünschte das Konklave 1903 „statt eines Diplomaten einen innerkirchlichen Praktiker.“ Pius X. (Giuseppe Melchiorre Sarto), der im Gegensatz zu seinen Vorgängern aus einfachen Verhältnissen stammte und Erfahrung als Landpfarrer mitbrachte, gilt als „konservativer Reformpapst.“ Maßgeblich für die Reformen, Überwachungs- und Disziplinarmaßnahmen des Pontifikats Pius’ X. waren drei Personen: der vom spanischen Integralismus geprägte Kapuziner José de Calasanz Félix Santiago Vives y Tutó als Beichtvater des Papstes, der Kardinal Gaetano De Lai und der Kardinalstaatssekretär Rafael Merry del Val.
Eine Reform der Kurie war dringend notwendig, da die Behördenorganisation im Wesentlichen aus dem späten 16. Jahrhundert stammte: „ein Konglomerat von 37 Organen […], deren Zuständigkeit häufig unklar blieb, die vielfach miteinander in Konflikt gerieten“. Die von De Lai geleitete Kardinalskommission reduzierte die Zahl der Dikasterien auf elf, regelte die Zuständigkeiten der Behörden und achtete auf eine gleichmäßigere Verteilung der Arbeit. Um der bisher üblichen Protektion entgegenzuwirken, gab es nun ein Beamtenrecht. Die Römische Rota wurde als oberstes Berufungsgericht wiederbelebt, Rechtsprechung und Verwaltung klar getrennt. Bei der Reform des Kirchenrechts wurde auch die Papstwahl neu geregelt; ein Veto von Regierungen gegen ihnen nicht genehme Kandidaten (Exklusive) war nun ausgeschlossen. Die Reformen von Brevier und Missale stärkten die Bedeutung des Kirchenjahrs und des Sonntags. Den Gläubigen wurde ein häufiger Empfang der Kommunion empfohlen, der sich ebenso wie ein frühes Erstkommunionalter rasch durchsetzte. Diese liturgischen Reformen unterstützten das Anliegen der Liturgischen Bewegung, eine aktive Beteiligung des ganzen Kirchenvolks am Gottesdienst.
Auf theologischem Gebiet setzte Pius X. den Kampf gegen den Modernismus bzw. Reformkatholizismus fort, welcher bereits die letzten Amtsjahre seines Vorgängers gekennzeichnet hatte. Mit dem Antimodernisteneid, der 1910 durch das Motu proprio Sacrorum antistitum vorgeschrieben wurde, erreichte dieser seinen Höhepunkt. Der disziplinäre Teil der Enzyklika Pascendi (1907) etablierte in der römisch-katholischen Kirche ein Überwachungssystem (vgl. die Aktivitäten des Sodalitium Pianum); viele Schreibverbote, Indizierungen und Exkommunikationen waren die Folge.

Prominente Opfer des Antimodernismus im Pontifikat Pius’ X.
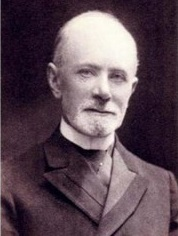
Alfred Loisy
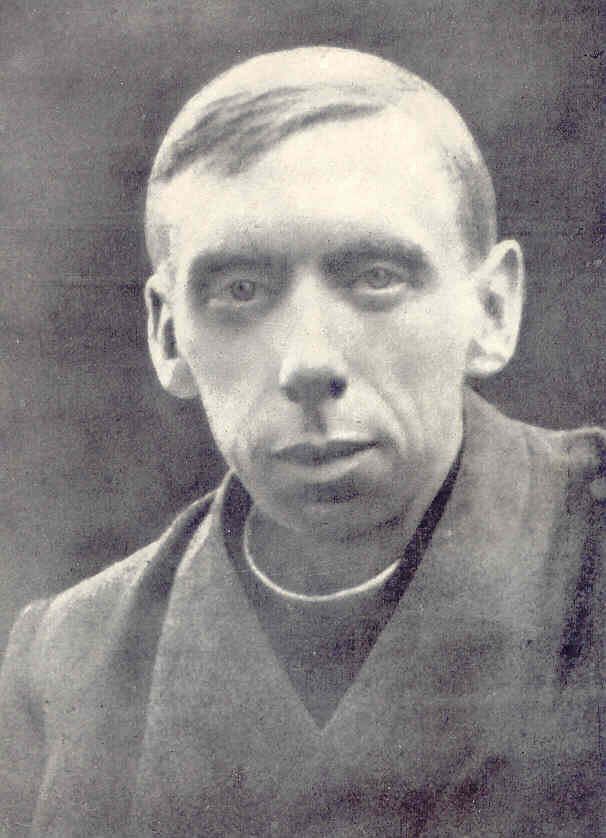
George Tyrrell SJ
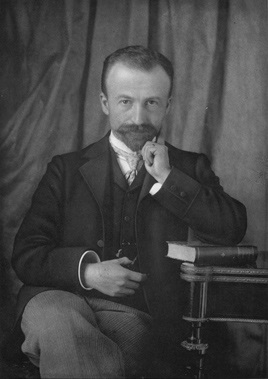
Maurice Blondel
Herman Schell

Roger Aubert charakterisiert die Politik Pius’ X. und seines Kardinalstaatssekretärs Merry del Val als Rückkehr zur „Intransigenz der Zeiten Pius’ IX.“ mit schweren Verwerfungen in den Beziehungen zu den Vereinigten Staaten, dem Deutschen Reich, Frankreich, Spanien und Portugal. Im Jahr 1904 verbot Frankreich allen Orden und Kongregationen die Lehrtätigkeit und beschlagnahmte das Klostervermögen. Das Kabinett Combes erklärte das Konkordat für beendet und brach am 7. Juli 1904 die diplomatischen Beziehungen zum Heiligen Stuhl ab. Am 11. Dezember 1905 folgte das Gesetz über die völlige Trennung von Staat und Kirche. Die römisch-katholische Kirche Frankreichs war von einer Körperschaft öffentlichen Rechts zu einem privaten Kultusverein degradiert worden. In der Enzyklika Vehementer nos verwarf Pius X. das Trennungsgesetz. Die Mehrheit des französischen Episkopats war mit der Organisationsform in Kultusvereinen einverstanden. Aber der Vatikan ließ keinen Kompromiss zu und verschärfte am 10. August 1906 mit der Enzyklika Gravissimo officii munere noch das Verbot. Unterdessen lief eine Inventarisierung der Kirchengüter, die in Staatseigentum übergehen sollten. Es kam deswegen zu Unruhen. Pius X. hoffte auf eine Erhebung der französischen Bevölkerung gegen die Regierung. Doch die Mehrheit nahm die Trennung von Kirche und Staat gleichmütig hin. Das Ergebnis war eine wesentlich ärmere, dabei vom römischen Zentralismus stark geprägte Kirche. Nach dem Vorbild Frankreichs brachen auch Portugal und Spanien die diplomatischen Beziehungen zum Heiligen Stuhl vorübergehend ab.
Im Jahr 1910 brach Pius X. unnötigerweise einen Konflikt vom Zaun, indem er in der Enzyklika Editae saepe die Reformatoren des 16. Jahrhunderts diffamierte. Preußen und Sachsen intervenierten beim Vatikan, der rasch einlenkte. Ungeschickt war auch die Weigerung, den amerikanischen Präsidenten Theodore Roosevelt zu empfangen, weil dieser zu einem Staatsbesuch bei der „kirchenräuberischen“ Monarchie Italiens nach Rom gereist war. Diese Brüskierungen zeigen, so Schwaiger, dass im Pontifikat Pius X. das „diplomatische Feingefühl an der Kurie geschwunden war,“ zum Nachteil der Katholiken in den betroffenen Staaten.

### Päpstliche Überparteilichkeit in zwei Weltkriegen

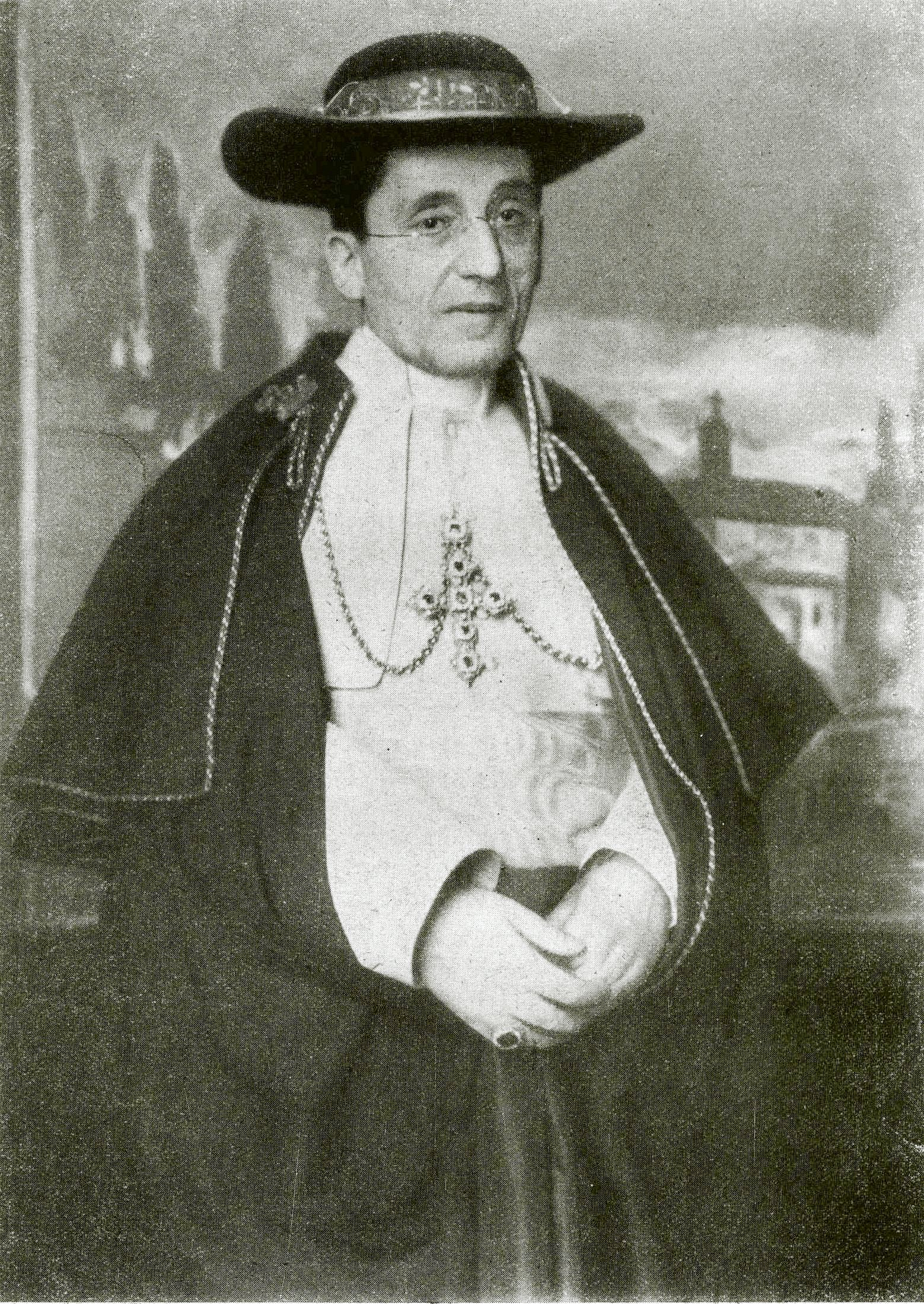
Benedikt XV. (1915)

Wassilowsky betont, dass die starke Zentralisierung und Papstorientierung, die während des Pontifikats Pius’ X. verbindlich wurde, ein Gegengewicht zu der Zersplitterung Europas in konkurrierende Nationalstaaten und nationalistische Bewegungen bildete. Der Papst stand demnach für einen universalen Heilsauftrag; daraus folgte eine „prinzipielle Äquidistanz gegenüber allen Staatsformen“, die bis Mitte des 20. Jahrhunderts gewahrt wurde. Ernesti präzisiert, dass es sich nicht um Neutralität, sondern um Überparteilichkeit als Gegenbild zum Nationalismus handelte, die eine Konsequenz aus dem Universalismus des Papstamtes sei.
Kurz nach Kriegsbeginn starb Pius X. Im Konklave 1914 unterlag der „Piuskreis“ um Kardinal Merry del Val mit seinem Kandidaten Domenico Serafini. Im zehnten Wahlgang erreichte Giacomo della Chiesa (Benedikt XV.), der Erzbischof von Bologna, am 3. September 1914 die nötige Mehrheit. Er war ein enger Mitarbeiter des Kardinalstaatssekretärs Leos XIII., Mariano Rampolla del Tindaro († 1913), der während des Pontifikats Pius X. entmachtet worden war. Benedikt XV. knüpfte an die ausgleichende und diplomatische Amtsführung Leos XIII. an.
Bereits in seiner Antrittsenzyklika Ad beatissimi apostolorum principis (1. November 1914) hatte Benedikt XV. die Kriegsgräuel thematisiert und die Regierungen zum Frieden aufgerufen. Das Königreich Italien hatte sich zwar seit 1882 mit Österreich-Ungarn und dem Deutschen Reich zum Dreibund zusammengeschlossen, erklärte sich aber bei Kriegsbeginn für neutral. Die vatikanische Diplomatie konnte den Kriegseintritt Italiens auf Seiten der Entente (23. Mai 1915) nicht verhindern. Die italienische Regierung hoffte auf Territorialgewinn im Norden und hatte von ihren neuen Verbündeten im Londoner Abkommen (26. April 1915) vorab die Zusicherung erhalten, dass der Vatikan von künftigen Friedensverhandlungen ausgeschlossen bliebe. Das sollte etwaige Pläne zur Wiederherstellung des Kirchenstaats zunichtemachen. Die päpstliche Friedensdiplomatie gipfelte in der am 1. August 1917 veröffentlichten Friedensnote Dès le début: Abrüstung; Lösung von zwischenstaatlichen Konflikten durch ein Schiedsgericht; wechselseitiger und vollständiger Verzicht auf Reparationsleistungen; vollständiger Rückzug von Besatzungstruppen aus Belgien und Frankreich, Rückgabe der deutschen Kolonien; Prüfung von Gebietsansprüchen „in versöhnlichem Geist“ möglichst mit Mitsprache der jeweiligen Bevölkerung. Die Grundidee war, durch Vorleistungen der Mittelmächte die Regierungen der Entente für Verhandlungen zu gewinnen. Wien war allerdings nicht zum Verzicht auf Trient bereit. Nach dem Scheitern der päpstlichen Friedensinitiative setzte sich der Vatikan für Gefangenenaustausch ein und unterhielt einen Suchdienst.
An den Verhandlungen, die zum Friedensvertrag von Versailles führten, war der Vatikan nicht beteiligt. Ohne Prestigeverlust konnte sich der Papst nur an den amerikanischen Präsidenten wenden; er bat Woodrow Wilson in einer Note vom Mai 1919, sich für eine Milderung der Friedensbedingungen einzusetzen. Die französische und italienische Presse kritisierte diese wirkungslose Initiative als Parteilichkeit zugunsten Deutschlands. Der einzige Erfolg der vatikanischen Diplomatie blieb die Erhaltung der von deutschen Katholiken betriebenen Missionsstationen. Das politische und moralische Gewicht des Vatikans war durch seine Friedensinitiativen gewachsen, so dass zahlreiche Staaten Gesandtschaften beim Vatikan gründeten. Das Deutsche Reich, außenpolitisch isoliert, war daran lebhaft interessiert. In Frankreich hatte sich das zerrüttete Verhältnis zwischen Staat und katholischer Kirche im Kriegsverlauf verbessert, da letztere eine patriotische Haltung einnahm. Die Rückgewinnung Elsass-Lothringens im Versailler Vertrag implizierte, dass Frankreich wieder diplomatische Beziehungen zum Heiligen Stuhl aufnahm, denn in Elsass-Lothringen blieb das Konkordat von 1801 in Kraft. Benedikt XV. gestand der französischen Regierung ein Vetorecht bei Bischofsernennungen zu. Orden und kirchliche Privatschulen wurden zugelassen.
Aus dem Konklave 1922 ging ein Kompromisskandidat, der Mailänder Erzbischof Achille Ratti (Pius XI.), als neuer Papst hervor. Sein Leitkonzept war die Re-Christianisierung der modernen Gesellschaft. Das von ihm im Heiligen Jahr 1925 für die Gesamtkirche eingeführte Christkönigsfest sollte dieses Anliegen bekannt machen; den von Priestern rekrutierten und angeleiteten katholischen Laien war die Rolle der „Soldaten Christi“ zugedacht. Daraus ergab sich die päpstliche Unterstützung des Laiendachverbands Katholische Aktion. Mit der Enzyklika Casti connubii rückten die Themen Sexualität und Familienleben zu zentralen Bausteinen der katholischen Gesellschaftslehre auf.

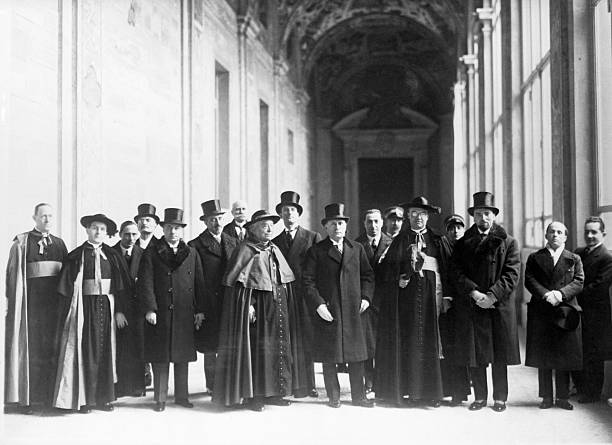
Gasparri und Mussolini mit vatikanischen und italienischen Würdenträgern vor Unterzeichnung der Lateranverträge (1929)

Unterstützt von den Kardinalstaatssekretären Pietro Gasparri und Eugenio Pacelli (dem späteren Papst Pius XII.) schloss Pius XI. mit verschiedenen Staaten Konkordate, von denen die Lateranverträge (1929) mit dem Königreich Italien herausragende Bedeutung hatten. Sie begründeten den souveränen Staat der Vatikanstadt, einer absoluten Wahlmonarchie. Als finanziellen Grundstock erkannte die italienische Regierung dem Vatikan eine einmalige Abfindung von 750 Millionen Lire in bar und einer Milliarde Lire in Staatspapieren mit fünfprozentiger Verzinsung zu. Der Heilige Stuhl stand sich damit schlechter, als wenn er die seit 1871 überwiesene Leibrente angenommen hätte, deren Betrag sich auf etwa vier Milliarden Lire addiert hatte, die nun an Italien zurückfielen. Durch die Lateranverträge wurde der Katholizismus in Italien Staatsreligion. Das trug Benito Mussolini, der als Ministerpräsident auf italienischer Seite verhandelt hatte, Sympathien in kirchlichen Kreisen ein. Mussolini gab sich kirchenfreundlich; zu Konflikten kam es aufgrund des Totalitätsanspruchs des faschistischen Staats. Der Vatikan machte am 2. September 1931 weitgehende Zugeständnisse: die katholischen Jugendverbände wurden weitgehend den staatlich-faschistischen Jugendorganisationen (Balilla) eingegliedert und die kirchliche Erziehungsarbeit auf den religiösen Sektor beschränkt. Damit war ein Modus Vivendi mit dem Faschismus gefunden, auch wenn es in den Folgejahren immer wieder zu Differenzen kam, besonders, weil die italienische Regierung die NS-Rassengesetzgebung übernahm.

In der Enzyklika Mit brennender Sorge übte Pius XI. 1937 deutliche Kritik am Nationalsozialismus; zwei Tage zuvor war die Enzyklika Divini redemptoris veröffentlicht worden, die eine entsprechende Verurteilung des Kommunismus enthielt. Nach dem sogenannten „Anschluss“ Österreichs im März 1938 kündigte Hitler das österreichische Konkordat von 1933 auf, ohne dass die katholische Kirche Österreichs in das Reichskonkordat einbezogen wurde. Während des Pontifikats Pius’ XI. wurden aber nicht nur die rechtsgerichteten Diktaturen in Deutschland und Italien als Gefahr betrachtet, sondern ebenso sehr auch linksgerichtete politische Akteure, vor allem die Sowjetunion, mit der sich keine diplomatischen Beziehungen herstellen ließen, aber auch die Linksrepublikaner im Spanischen Bürgerkrieg und die linksgerichtete Regierung Mexikos (Partido Revolucionario Institucional). Ernesti sieht als Schwäche dieses Pontifikats die weiterhin hochgehaltene Äquidistanz zu allen politischen Systemen, die eine Unterstützung demokratischer Kräfte durch den Vatikan nicht zuließ: „Problematisch an der Außenpolitik Pius’ XI scheint weniger, dass er die rechten autoritären Regime gefördert hätte, als dass er die demokratischen Elemente als deren Gegengewicht nicht wirklich gestärkt hat.“

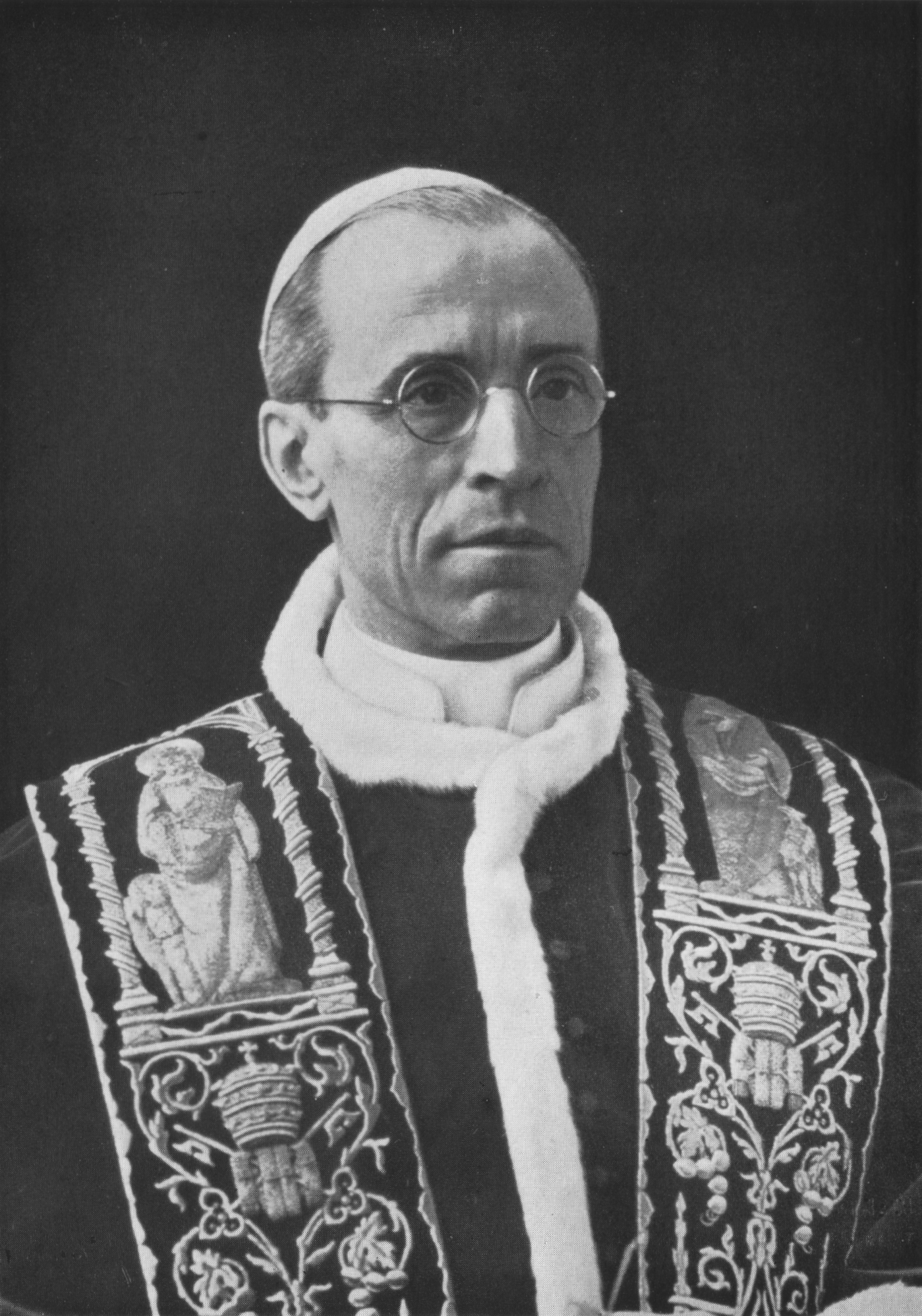
Pius XII. (1939)

Aus dem Konklave 1939 ging der Kardinalstaatssekretär Eugenio Pacelli als neuer Papst hervor; er nahm den Namen Pius XII. an. Georg Schwaiger zufolge erreichte in der Amtszeit Pius’ XII. „ein streng römischer, absolutistischer Pontifikatsstil seine höchste Aufgipfelung […], aber auch sein Ende.“ Pacelli entstammte dem Schwarzen Adel und war als Spitzendiplomat des Vatikans mit den Friedensinitiativen Benedikts XV. während des Ersten Weltkriegs sehr vertraut. Er war auch an den gegen Kommunismus und Nationalsozialismus gerichteten Enzykliken seines Vorgängers maßgeblich beteiligt. Im Zweiten Weltkrieg verfolgte Pius XII. nach eigenen Angaben die Maxime, „die Unparteilichkeit des Heiligen Stuhles unversehrt zu wahren, der Kriegsnot abzuhelfen und Wege zu einem für alle erträglichen Frieden zu suchen.“ Die letztere Formulierung lässt anklingen, dass der Papst eine Chance sah, bei künftigen Friedensverhandlungen als Vermittler tätig werden zu können, wenn er seine Überparteilichkeit in überzeugender Weise wahrte. Ein Testfall für die päpstliche Diplomatie war die Audienz, die Pius XII. dem deutschen Außenminister Joachim von Ribbentrop am 11. März 1940 gewährte. Sowohl der Papst als auch sein Kardinalstaatssekretär Luigi Maglione versuchten, die Gelegenheit zu nutzen, um konkrete Probleme der katholischen Kirche im Deutschen Reich anzusprechen, aber Ribbentrop wich aus. Die Audienz wurde international als Coup der deutschen Diplomatie wahrgenommen und in England und Frankreich, besonders aber von exilpolnischer Seite (in der Zeitung Głos Połski) bitter kritisiert.

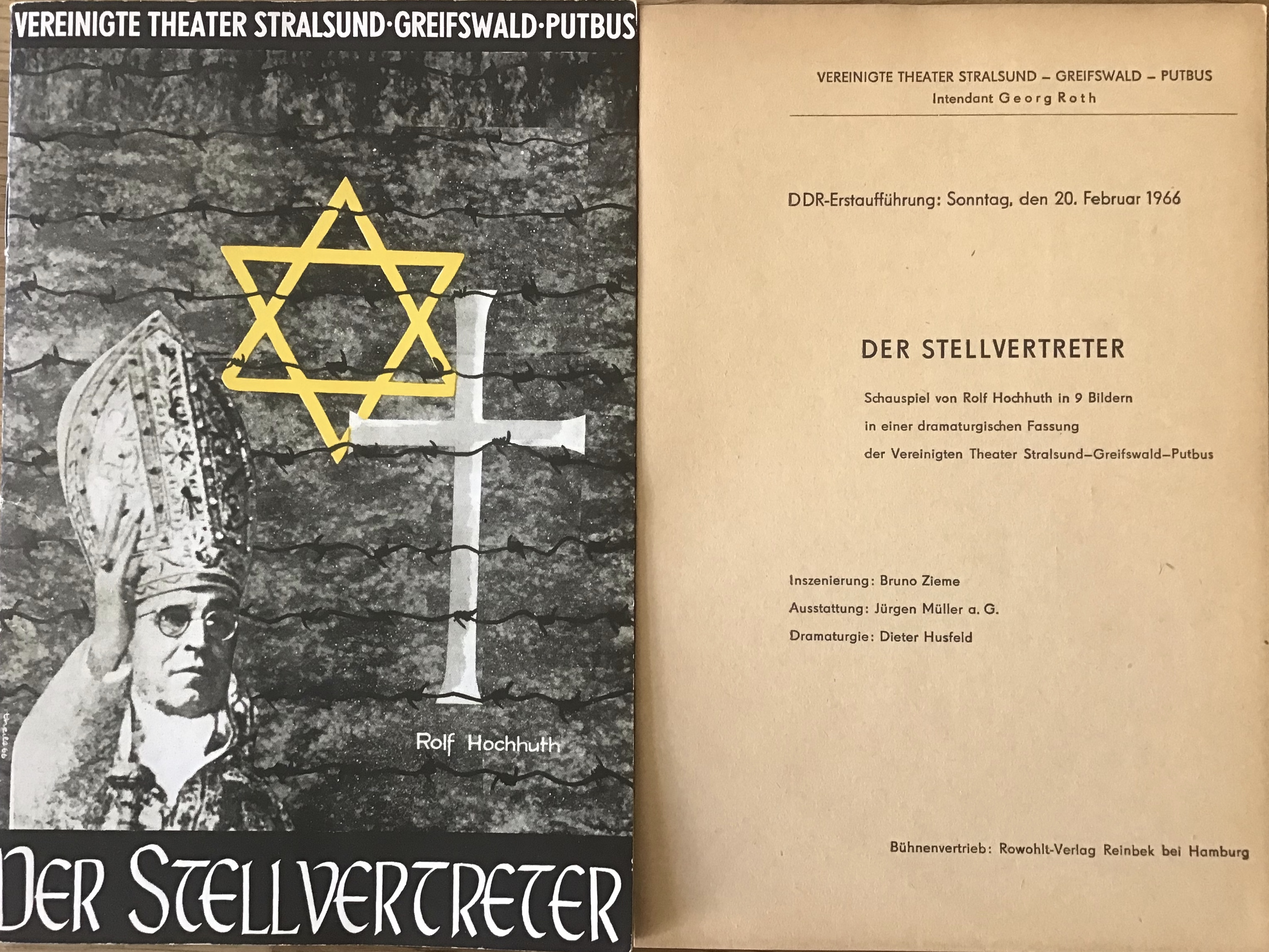
Rolf Hochhuths Drama Der Stellvertreter (1963) thematisiert das Schweigen Pius’ XII. im Holocaust (Programm der DDR-Erstaufführung 1966).

Die Bewertung des Pontifikats Pius’ XII. ist unter Historikern umstritten. Saul Friedländer urteilt, dass der Papst sowohl hinsichtlich der Unterdrückung der Römisch-katholischen Kirche in Polen als auch der Euthanasiemorde im Reich öffentlich schwieg, aber diplomatisch immer wieder intervenierte. Am 30. September 1941 schrieb Pius an den Berliner Bischof Konrad Graf von Preysing, mutiges Eintreten für die Opfer der Euthanasiegesetzgebung sei Sache der Ortsbischöfe, während „die allgemeine politische Lage in ihrer schwierigen und oft widerspruchsvollen Eigenart dem Oberhaupt der Gesamtkirche in seinen öffentlichen Kundgebungen pflichtmäßige Zurückhaltung auferlegt“. Ein vergleichbares Engagement gegen den nationalsozialistischen Völkermord an den Juden sieht Friedländer bei Pius XII. aber nicht. Sein Schweigen zu den Verfolgungsmaßnahmen, über die er gut informiert gewesen sei, erklärt Friedländer mit einem dominanten Antikommunismus kombiniert mit einer von der überwältigenden Mehrheit der Christen geteilten „religiösen und säkularen Kultur des Antisemitismus.“ Schwaiger dagegen betont, der Papst sei überzeugt gewesen, „durch stille Hilfsmaßnahmen – ohne große, feierliche Proteste – den gehetzten Juden mehr helfen zu können.“ Das unter anderem von Schwaiger gebrachte Argument, der Vatikan habe den Verfolgten Hilfe geleistet, die, um effektiv zu sein, eben im Stillen geschehen musste, hat nach Einschätzung von José M. Sánchez den Nachteil, dass sich die Zahl der konkret durch päpstliches Eingreifen Geretteten nicht feststellen lasse. Andererseits bezweifelt er die Grundannahme vieler Kritiker, dass ein scharfer päpstlicher Protest gegen den Holocaust die deutsche Regierung veranlasst hätte, ihre Maßnahmen abzuschwächen oder gar einzustellen.

### Westorientierung
Pius XII. stellte sich im beginnenden Kalten Krieg eindeutig auf die Seite des Westens, doch akzeptierte er die Doktrin der atomaren Abschreckung nicht. Zu den Staaten des Warschauer Pakts bestanden keine Gesprächskanäle, ebenso wenig wie zur Volksrepublik China. Der Papst befürwortete die europäische Einigung als „Bollwerk der Freiheit und Menschenwürde gegen die kommunistische Ideologie.“ Er erkannte die Regierung Taiwans diplomatisch an, nicht dagegen den 1948 gegründeten Staat Israel. Hier forderte der Heilige Stuhl erfolglos einen internationalen Status für die Stadt Jerusalem. Einer formellen Mitgliedschaft des Vatikanstaats bei den Vereinten Nationen stand die seitens der römisch-katholischen Kirche noch ungeklärte Frage der Menschenrechte, insbesondere der Religionsfreiheit im Wege; auch bewertete sie die Trennung von Kirche und Staat weiterhin negativ. Doch in den 1950er Jahren war der Heilige Stuhl bereits als Ständiger Beobachter bei Unterorganisationen der UNO vertreten. Im Zuge seiner politischen Westorientierung näherte sich der Heilige Stuhl der Franco-Diktatur an. Das 1953 mit Spanien geschlossene Konkordat sicherte der Römisch-Katholischen Kirche Privilegien wie den Status einer Staatsreligion zu und räumte im Gegenzug dem Diktator das Recht ein, die spanischen Bischöfe zu nominieren. Ernesti zufolge war dieses Konkordat „ein echter Sündenfall, der die spanische Kirche und Gesellschaft noch lange belasten sollte.“
Im Konklave 1958 wurde ein „Übergangspapst“ gesucht. Für den 76-jährigen Patriarchen von Venedig, Angelo Giuseppe Roncalli, sprach, dass er allgemein respektiert, aber keinem Lager zugeordnet wurde. Nach seiner Wahl nahm er den Namen Johannes XXIII. an. Beobachter stellten fest, dass sein Amtsvorgänger mit seinem klar antikommunistischen Kurs nach 1945 „dazu beigetragen habe, die [römisch-katholische] Kirche in die unselige Trennung zwischen Ost und West völlig hineinzuziehen: Sie befinde sich in der Zwangslage, sich mit der westlichen Welthälfte identifizieren zu müssen, und das widerspreche dem universalen Auftrag der Kirche.“ Im Pontifikat Johannes’ XXIII. begann die vatikanische Ostpolitik. Ziel des Heiligen Stuhls war es, die Situation der Katholiken in den Ländern des Warschauer Pakts pragmatisch zu verbessern. Zwischen der Familie Nikita Chruschtschows und dem Papst bestand ein positiver Kontakt. Dieser Gesprächskanal ermöglichte Johannes XXIII. eine erfolgreiche Vermittlung während der Kubakrise.
Johannes XXIII. war ebenso wie sein Vorgänger durch Foto- und Filmaufnahmen der weltweiten Öffentlichkeit sehr präsent. Der Unterschied zwischen dem aristokratisch-asketischen Pius XII. und dem leutseligen Roncalli-Papst war unübersehbar. Doch erst postum und in der Nachwirkung des Zweiten Vatikanischen Konzils wurde von ihm das Bild eines progressiven Papstes gezeichnet; tatsächlich sah sich Johannes XXIII. in Kontinuität mit seinen Amtsvorgängern.

### Zweites Vatikanisches Konzil
Das abgebrochene Erste Vatikanische Konzil blieb ein Torso. Als Johannes XXIII. am 25. Januar 1959 im Kapitelsaal des Benediktinerklosters Sankt Paul vor den Mauern erklärte, er beabsichtige, ein neues Ökumenisches Konzil einzuberufen, kam das für die Kurie überraschend. Seinem geistlichen Tagebuch zufolge hatte Johannes XXIII. erstmals am 20. Januar 1959 gegenüber seinem Kardinalstaatssekretär ein neues Konzil angesprochen und vorher nicht einmal daran gedacht.
Die eigentliche Konzilsvorbereitung oblag der Kurie; der Papst setzte eigene Akzente der ökumenischen Offenheit: Gründung des Einheitssekretariats unter dem Bibelwissenschaftler Augustin Bea (5. Juni 1960), Empfang des Erzbischofs von Canterbury Geoffrey Fisher im Vatikan (2. Dezember 1960) und Staatsbesuch von Königin Elisabeth II., der obersten Gouverneurin der Kirche von England (5. Mai 1961); zur ÖRK-Vollversammlung 1961 in Neu-Delhi entsandte der Vatikan Beobachter.

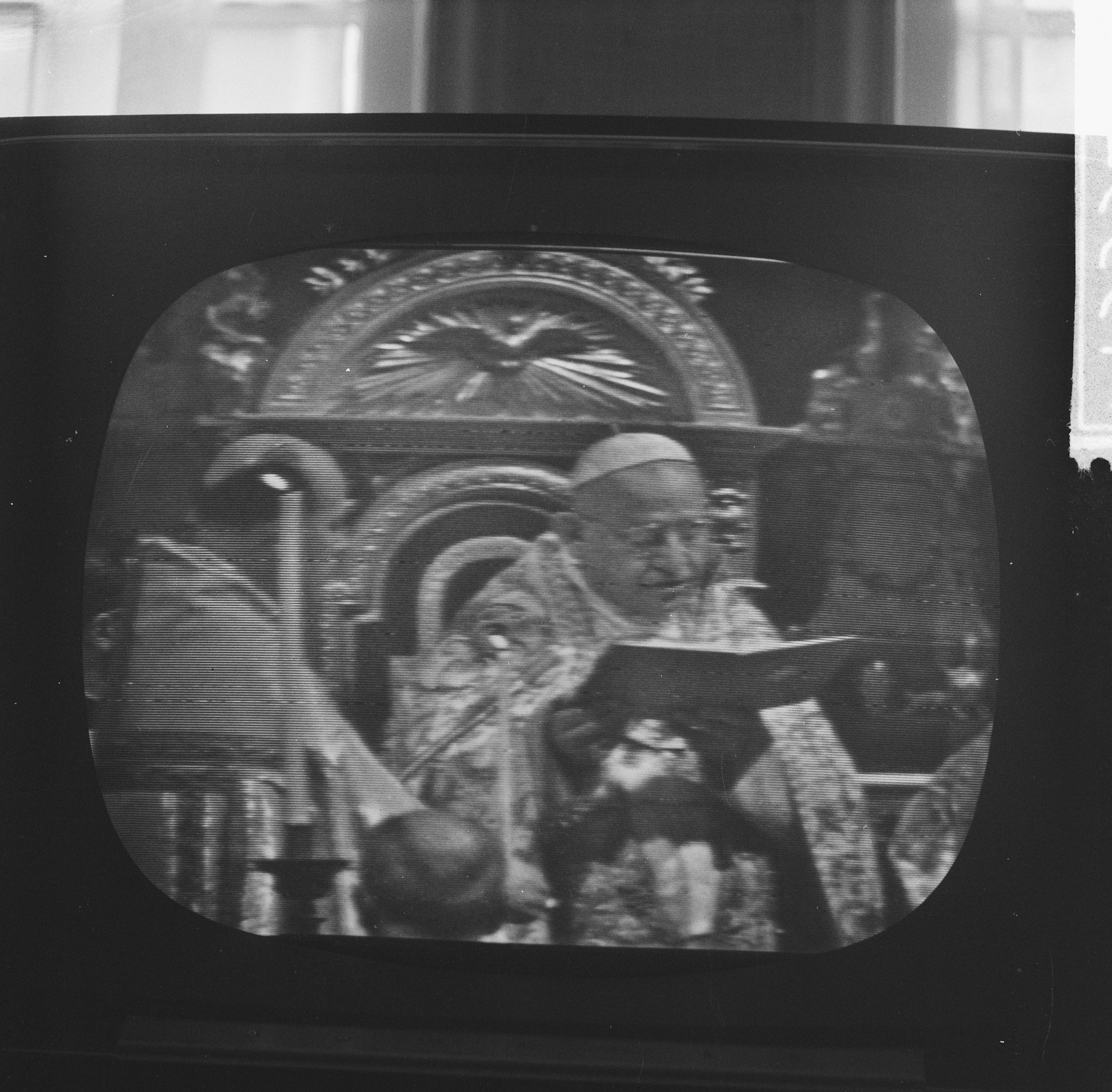
Johannes XXIII. bei der festlichen Eröffnung des Konzils (1962)

Die feierliche Eröffnung am 11. Oktober 1962 wurde als schwarz-weiße Eurovisionssendung live übertragen, via Telstar auch nach Nordamerika. „Alle Welt sah das zur Konzilsaula umgestaltete Hauptschiff von St. Peter mit den beiden symmetrisch angeordneten Tribünen, auf denen die Konzilsväter gleichsam dialogisch gegenübersaßen, geschart um das Evangelium und den Altar, aber auch um das Petrusgrab. In der visuellen Kommunikation verband die Konzilsaula gleichsam kirchliche Tradition und moderne Innovation.“ Johannes XXIII. ließ sich auf der Sedia gestatoria, umgeben von den Attributen des päpstlichen Herrschaftszeremoniells, hereintragen, gebot aber mitten im Petersdom der Prozession Halt, entstieg seinem Tragsessel und ging die letzten Meter bis zum Petrusgrab zu Fuß, auf Augenhöhe mit den Konzilsvätern: ein symbolträchtiger „Akt kirchlicher Kollegialität“ des Bischofs von Rom. Mit seiner Eröffnungsansprache Gaudet Mater Ecclesia ermutigte der Papst dazu, in den aktuellen politisch-gesellschaftlichen Entwicklungen, die viele beunruhigten, die göttliche Vorsehung am Werk zu sehen, die alles letztlich zum Wohl der Kirche ordne. Indem er für ein „Lehramt mit vorwiegend pastoralem Charakter (un magistero a carattere prevalente pastorale)“ warb, setzte er den das Konzil prägenden Leitbegriff der Pastoralität (pastoralità).
Hatte die Kurie bereits in den Vorbereitungsjahren dominiert, so schien sich dies in der ersten Sitzungsperiode des Konzils fortzusetzen – dass es anders kam, lag nach Einschätzung Ernestis nicht an Johannes XXIII., der „wenig Führung“ gezeigt habe, sondern an den Konzilsvätern, deren Sprecher der Kölner Kardinal Josef Frings und Achille Liénart, der Kardinal von Lille, mit ihrer Intervention vom 13. Oktober 1962 wurden. Der bereits von Krankheit gezeichnete Papst ließ den diskussionsfreudigen Konzilsvätern danach möglichst viel Freiheit und strahlte Optimismus und Ermutigung aus.
Aus dem Konklave 1963 ging der favorisierte Kardinal Giovanni Battista Montini als neuer Papst Paul VI. hervor, „ein feinsinniger Mann mit intellektueller Aura, dem das Zwiegespräch mehr lag als der große Auftritt.“ Auf ihm ruhte die Erwartung, das Konzil, das erst eines der geplanten 16 Dokumente verabschiedet hatte, erfolgreich zum Abschluss zu bringen. Er schlug deshalb eine Ausrichtung aller Beratungen auf das Oberthema Ekklesiologie vor. Wie sein Vorgänger ließ er den Diskussionen Freiheit. Seine Interventionen hatten das Ziel, den Konsens für eine Beschlussvorlage zu verbreitern. Das hieß konkret, dass er den Text mehrfach sprachlich abschwächen ließ, damit er für die konservative Minderheit der Konzilsväter akzeptabel war.
Die am 21. November 1964 promulgierte Dogmatische Konstitution über die Kirche Lumen gentium entfaltete die Lehre von der Kollegialität der Bischöfe, die „zu den wichtigsten Neuerungen, aber auch zu den umstrittensten Themen auf dem Zweiten Vatikanischen Konzil“ gehört, ließen sich doch zwischen der Lehre vom Primat des Papstes, wie sie in Pastor Aeternus dargelegt wurde, und Lumen gentium „Brüche, zumindest […] Unebenheiten“ wahrnehmen. Lumen gentium konzipiert das Petrusamt nicht als monarchische Leitung der Kirche, sondern als Prinzip kirchlicher Einheit und Gemeinschaft. Anders als das monarchische Papstamt ist der Kollegialitätsgedanke in der Tradition aber schwach bezeugt; Lumen gentium beruft sich vor allem auf die Communio-Struktur der Alten Kirche, wie sie besonders in den Schreiben der spätantiken und frühmittelalterlichen Bischöfe von Rom an ihre Mitbischöfe zum Ausdruck kommt.

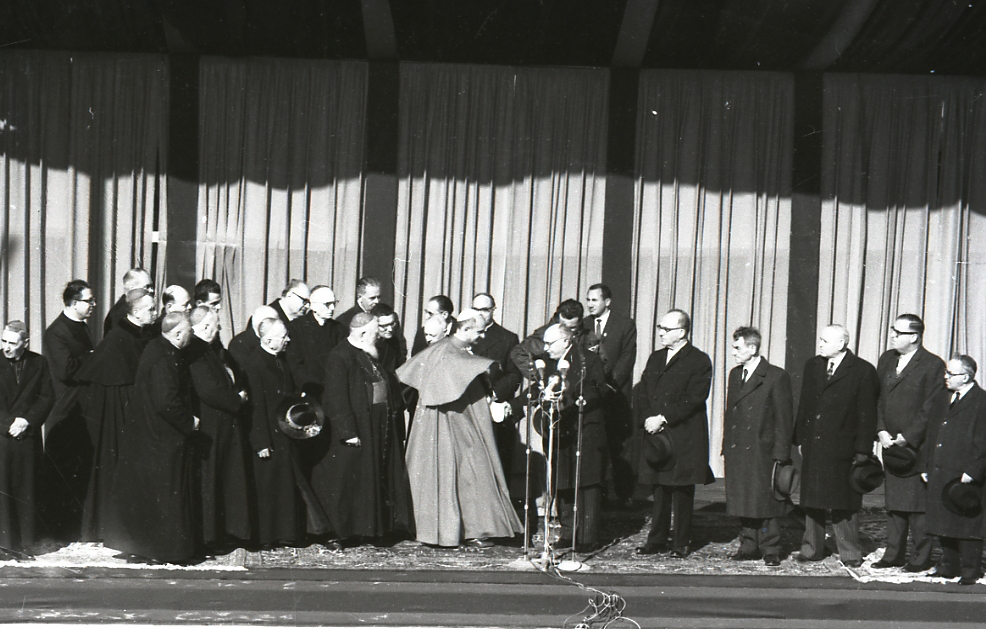
Begrüßung Pauls VI. durch den israelischen Präsidenten Salman Schasar (Tel Megiddo, 1964)

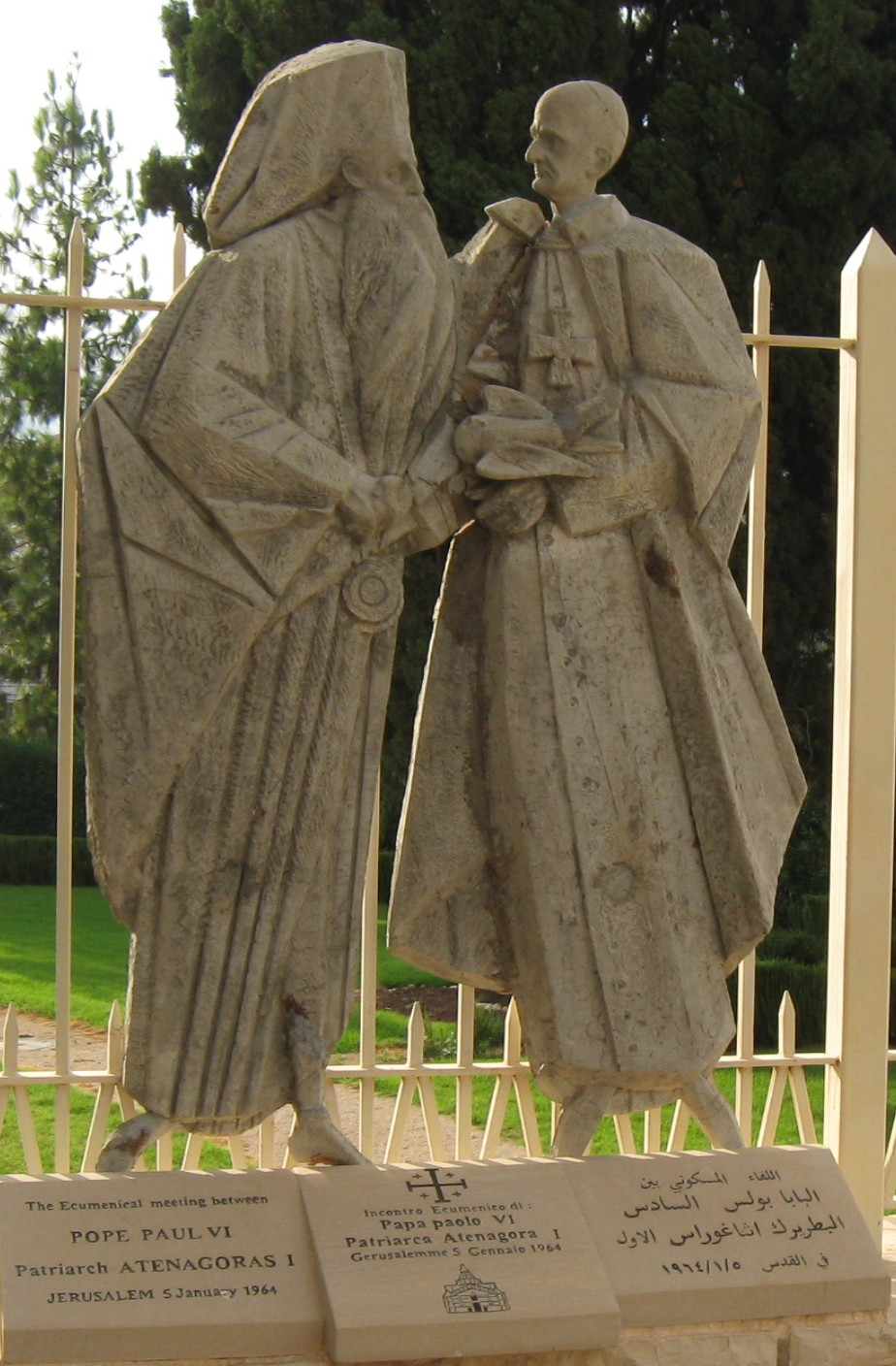
Begegnung Pauls VI. mit Athenagoras I., Denkmal in der Verkündigungsbasilika (Nazareth)

Nach der Napoleonischen Zeit hatte kein Papst Italien verlassen. Mit seinen Apostolischen Reisen betrat Paul VI. daher Neuland. Er nutzte einige dieser Reisen und Begegnungen, um Themen des Zweiten Vatikanischen Konzils zu akzentuieren:
- Die Palästinareise 1964 war konzipiert als Pilgerweg zu den Orten, an denen Jesus Christus und die Apostel gewirkt hatten; das Treffen mit dem Ökumenischen Patriarchen Athenagoras I. in Jerusalem sollte einen „Dialog der Liebe“ zwischen Römisch-katholischer Kirche und Weltorthodoxie begründen. Begegnungen mit israelischen Politikern trugen auch zu einer neuen Sicht des Judentums bei, wie sie im Konzilsdokument Nostra aetate zum Ausdruck kommt.
- Die Indienreise 1964 fand aus Anlass des Eucharistischen Weltkongresses statt und sollte das Thema Religionsfreiheit unterstreichen.
- Nach New York reiste Paul VI., um am 4. Oktober 1965 als Gast vor der Vollversammlung der Vereinten Nationen zu sprechen: Die Römisch-katholische Kirche sei ebenso wie die UNO dem Weltfrieden verpflichtet. Damit wollte der Papst die Diskussionen der Konzilsväter über die politische Ethik im Vorfeld der Konstitution Gaudium et spes inspirieren.

In der Rezeption des Zweiten Vatikanischen Konzils wuchs die Präsenz und Bedeutung des Papstamtes sowohl innerkirchlich als auch in der internationalen Öffentlichkeit, betont Thomas Prügl: „Wie keine andere Institution erfüllt das Papstamt diese Dimension der Kirche, nämlich Sprecher und Hauptrepräsentant für das Evangelium zu sein, gerade in einer zunehmend medial konstruierten Welt.“

### Die Päpste nach dem Zweiten Vaticanum
Paul VI. vereinfachte das päpstliche Zeremoniell radikal und schaffte mit dem Motu proprio Pontificalis domus 1968 auch seinen Hofstaat ab. Da er auf den Tragsessel verzichtete und öffentliche Auftritte zu Fuß absolvierte, der Bischof von Rom aber keinen Bischofsstab hatte, ließ er die päpstliche Ferula als neues liturgisches Gerät anfertigen, die seitdem von allen Päpsten als Insigne ihres Amtes verwendet wird. Die Aufbruchsstimmung nach Beendigung des Konzils wurde bald überlagert durch Krisensymptome. Die römisch-katholische Kirche war gerade mit der Neugestaltung ihrer Liturgie und ihrer Organisation beschäftigt, als sie von starken gesamtgesellschaftlichen Veränderungen erfasst wurde (68er-Bewegung). Der Konflikt wurde besonders zwischen dem Heiligen Stuhl und den niederländischen Katholiken ausgetragen. Nicht nur hier war erwartet worden, dass das Konzil den Pflichtzölibat der Weltpriester lockern werde, aber Paul VI. behielt das Thema seiner persönlichen Entscheidung vor und erklärte in der Enzyklika Sacerdotalis caelibatus 1967 die Untrennbarkeit von Weihepriestertum und Ehelosigkeit im lateinischen Ritus. Mit Blick auf entsprechende Diskussionen in der Anglikanischen Gemeinschaft lehnte er auch die Frauenordination entschieden ab. Mit dem traditionalistischen Erzbischof Marcel Lefebvre, dem Gründer der Priesterbruderschaft St. Pius X. kam es zum Konflikt, 1976 zum Zerwürfnis.
In der Enzyklika Humanae vitae formulierte Paul VI. 1968 ein strenges Verbot künstlicher Empfängnisverhütung und setzte sich damit über die Empfehlungen der von ihm eingesetzten Studienkommission wie auch Bischofskommission hinweg. Dass Humanae vitae auf innerkirchlichen Protest stoßen würde, war daher absehbar, aber die Heftigkeit dieses Aufbegehrens, wie es sich etwa auf dem 82. Deutschen Katholikentag in Essen zeigte, kam für Paul VI. unerwartet. Er veröffentlichte keine Enzyklika mehr.
In der Ökumene brachte die nachkonziliare Zeit Fortschritte. Am 10. September 1969 weilte Paul VI. zu einem Besuch beim Ökumenischen Rat der Kirchen in Genf. Eine ÖRK-Vollmitgliedschaft lehnte er angesichts des Selbstverständnisses der römisch-katholischen Kirche ab. Das Apostolische Schreiben Matrimonia mixta (1970) vereinfachte die Schließung konfessionsverbindender Ehen.

Paul VI. bot sich in den letzten Jahren seines Pontifikats erfolglos als Vermittler zwischen linksterroristischen Gruppen und dem Staat an, so bei der Entführung des Flugzeugs „Landshut“ im Oktober 1977 und bei der Geiselnahme Aldo Moros 1978.

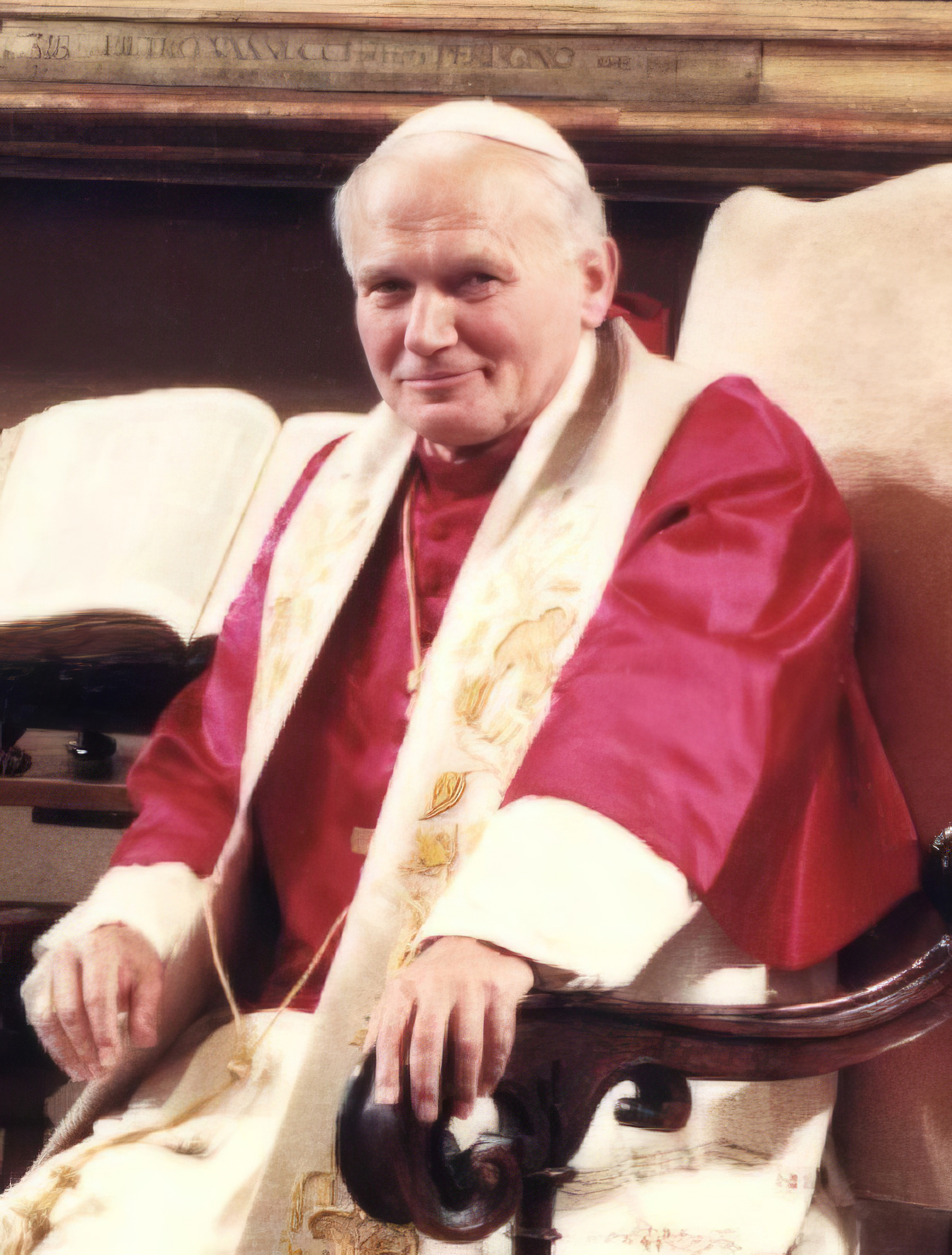
Johannes Paul II. (1984)

Nach dem kurzen Pontifikat Johannes Pauls I. kam es im Konklave Oktober 1978 zu einer Pattsituation zwischen den Unterstützern zweier italienischer Kardinäle, Giovanni Benelli und Giuseppe Siri, so dass ein Kompromisskandidat gesucht wurde. Nach Einschätzung Ernestis hatte der durch die Stiftung Pro Oriente gut nach Osteuropa vernetzte Wiener Erzbischof Franz König entscheidenden Anteil daran, Unterstützer für den Krakauer Erzbischof Karol Wojtyła zu sammeln. Er war der erste Nicht-Italiener auf dem Papstthron seit 1523 und nahm nach seiner Wahl den Namen Johannes Paul II. an. Die Kirchenleitung ging nach mehreren Päpsten mit Altersbeschwerden an einen energisch wirkenden Mann in mittleren Jahren über, der in bisher unbekanntem Maße medienaffin war. Das zeigte sich sowohl, wenn er vor Menschenmengen sprach, als auch in kleinen Gesten. Mit diesem Talent machte er aus den wöchentlichen Generalaudienzen eine Art Grundkurs seiner persönlichen Theologie. In der Papstgeschichte unübertroffene 104 Auslandsreisen nutzte er, um die Ortskirchen weltweit aufzuwerten und zugleich das Papstamt als Symbol der Einheit der universalen Kirche erfahrbar zu machen. Die von ihm eingeführten Weltjugendtage waren Massenveranstaltungen, von denen die Medien das Bild verbreiteten, „dass die katholische Kirche ein junges Gesicht hat.“ Die Ökumene und das interreligiöse Gespräch förderte Johannes Paul II. durch Begegnungen mit Persönlichkeiten anderer Kirchen und Religionen (besonders dem Dalai Lama) und symbolträchtigen Besuchen: Als erster Papst betrat er eine evangelische Kirche (1983) und eine Synagoge (1986).
Johannes Paul II. betrieb eine gezielte Personalpolitik. Als wichtigste Entscheidung gilt die Ernennung des Münchener Kardinal-Erzbischofs Joseph Ratzinger, eines profilierten Fundamentaltheologen und Dogmatikers und bekannten Konzilstheologen, zum Präfekten der Glaubenskongregation. Zwischen ihm und dem Papst kam es zu einer langjährigen Arbeitsteilung in theologischen Fragen, wobei sich Johannes Paul II. seinen Interessen gemäß auf Moraltheologie und Sozialethik konzentrierte. Als Bischöfe in Südamerika wählte er Kritiker und Gegner der Befreiungstheologie aus; auch in Europa polarisierte Johannes Paul II. durch Ernennung betont konservativer Erzbischöfe und Bischöfe wie Hans Hermann Groër (Wien), Kurt Krenn (Sankt Pölten), Wolfgang Haas (Chur) und Joachim Meisner (Köln). Das Akkomodationsdekret von 1983, welches die Bestimmungen der Apostolischen Konstitution Sapientia Christiana (1979) auf die Situation an deutschen Hochschulen anwandte, führte gegen den Wunsch der deutschen Bischofskonferenz ein „römisches Nihil obstat“ ein.
Johannes Paul II. sah die Römisch-katholische Kirche als Anwältin von Menschenwürde und Menschenrechten gegenüber der Gesellschaft. Dies implizierte für ihn den Schutz des ungeborenen Lebens ebenso wie die Ablehnung künstlicher Empfängnisverhütung. Die Meditation Mulieris dignitatem (1988) entfaltet ein sehr konservatives Frauenbild, das Apostolische Schreiben Ordinatio sacerdotalis (1994) lehnt die Frauenordination letztinstanzlich ab. Mit zahlreichen Heilig- und Seligsprechungen setzte Johannes Paul II. Zeichen dafür, dass Gott auch in der Gegenwart und weltweit von Menschen erkennbar Besitz ergreife, um durch sie zu wirken. Er förderte Neue Geistliche Bewegungen wie die Fokolarbewegung, das Opus Dei, das in Spanien auch auf der konservativen Seite des politischen Spektrums aktiv ist und die Legionäre Christi. Im Licht seiner ausgeprägten Marienverehrung interpretierte er das Attentat auf seine Person am 13. Mai 1981, das er überlebte. Die politischen Hintergründe des Anschlags konnten nicht geklärt werden.

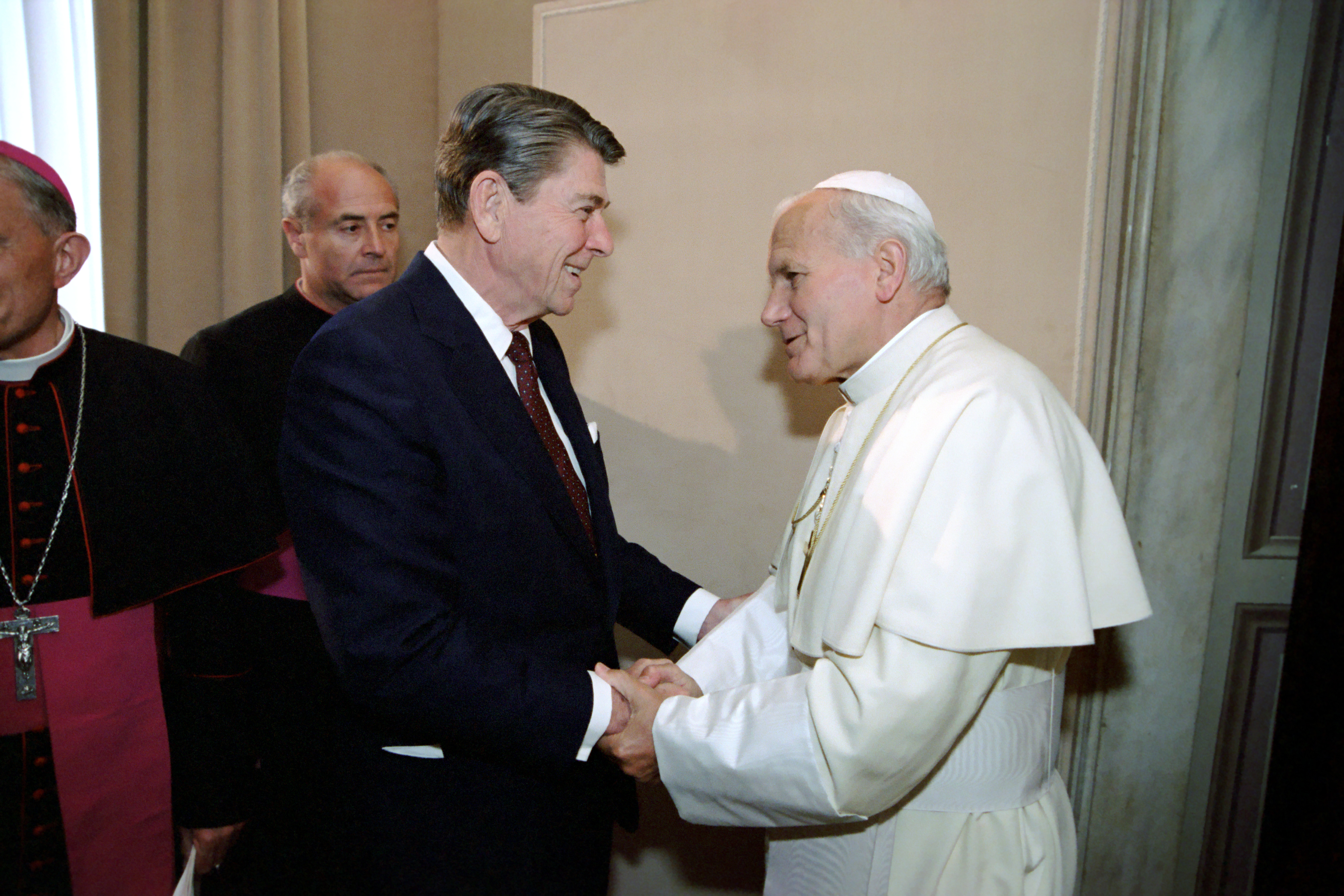
Johannes Paul II. und Ronald Reagan (1982)

Außenpolitisch stand Johannes Paul II. für das Ende der vatikanischen Ostpolitik und einen konfrontativen Kurs gegenüber den Staaten des Warschauer Pakts. Er unterstützte die polnische Gewerkschaft Solidarność sowohl ideell als auch finanziell und hatte daher Anteil an der Transformation seines Heimatlandes vom sozialistischen Einparteienstaat zur Dritten Polnischen Republik. Mit Präsident Ronald Reagan bestand seit 1982 ein sehr guter Kontakt; die Vereinigten Staaten nahmen 1984 wieder diplomatische Beziehungen zum Vatikan auf. In der Tradition vatikanischer Friedensdiplomatie versuchte Johannes Paul II. vergeblich, den Zweiten Golfkrieg 1990–1991 zu verhindern.
In den 1980er Jahren wurde durch den Banco-Ambrosiano-Skandal eine tiefgreifende finanzielle Misswirtschaft im Vatikan erkennbar, die der charismatische Pontifex nicht beseitigen konnte. Noch höhere Wellen schlug das Thema Sexueller Missbrauch in der römisch-katholischen Kirche, welches der Vatikan in den 1990er Jahren als Problem der Ortskirche in den Vereinigten Staaten interpretierte, ehe die gesamtkirchliche Dimension in den letzten Amtsjahren Johannes Pauls II. unübersehbar wurde (die Fälle Hans Hermann Groër und Marcial Maciel). Das Heilige Jahr 2000 war ein letzter Höhepunkt in diesem Pontifikat, ein mediales Großereignis, von dem Impulse zur Neuevangelisierung ausgehen sollten. Die letzten Jahre des Papstes waren durch die Parkinson-Krankheit gezeichnet, seine Sterbephase wurde von Neugierigen und Betern weltweit verfolgt.

## 21. Jahrhundert

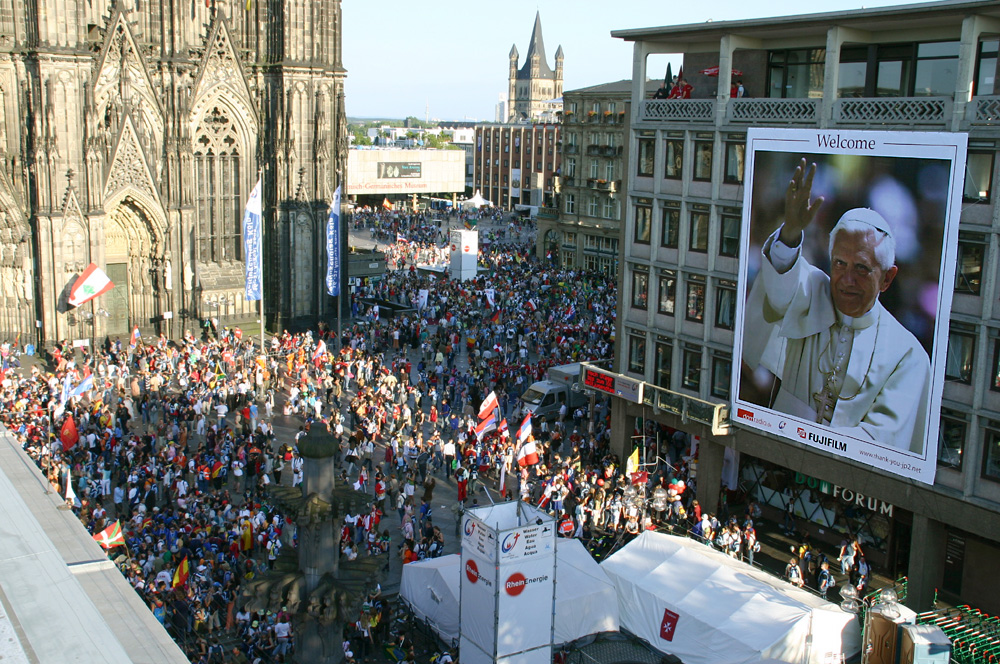
Weltjugendtag 2005 in Köln

Das Papstamt war in dem langen Pontifikat Johannes Pauls II. so stark auf dessen Persönlichkeit zugeschnitten worden, dass die Wahl eines Nachfolgers aus seinem engen Umkreis durch das Konklave 2005 folgerichtig erscheint. Das Pontifikat Benedikts XVI. stand in vielen Themenbereichen für Kontinuität mit seinem Vorgänger, doch hatte er nicht dessen besonderes Charisma. Der „Theologenpapst“ konnte bei seinem Amtsantritt auf so viele allgemeinverständliche wie auch fachtheologische Publikationen zurückblicken wie kein Papst vor ihm, und weitere kamen in seiner Amtszeit hinzu, vor allem die drei Bände Jesus von Nazareth (2007–2012). Ungeklärt blieb nach Meinung von Kritikern, „ob hier der Papst mit der Autorität seines Amtes oder Joseph Ratzinger als ein theologischer Autor schreibe.“
Für Benedikt XVI. war der objektive Charakter der Liturgie, in der sich die Tradition der Kirche ausdrücke, von großer Bedeutung; neuere Versuche, Gottesdienste zu „gestalten“, verunklarten diese Objektivität. Seine ausgeprägten liturgischen Interessen ermöglichten den Dialog mit Traditionalisten, doch war sich der Papst nach Einschätzung Ernestis darüber im Klaren, dass diese nicht nur die konziliare Liturgiereform ablehnten, sondern beispielsweise auch den Dialog mit dem Judentum, die Religionsfreiheit und die Ökumene. Daher forderte er 2009 von der Piusbruderschaft eine klare Zustimmung zu den Konzilstexten und den jüngeren Lehren von Päpsten.
Benedikt XVI. versuchte, mit Rückgriffen auf alte Elemente des Papstzermoniells wie das Tragen des Camauro oder Saturno traditionelle Formen päpstlicher Amtsautorität zu reaktivieren, doch war er damit, so Wassilowsky, wenig erfolgreich.
Das Phänomen des kircheninternen sexuellen Missbrauchs ging Benedikt XVI. durch Änderung der Rechtskultur, insbesondere Strafverschärfungen, entschieden an. Er traf Missbrauchsbetroffene. Seine Deutung, dass sexueller Missbrauch Folge der 68er-Bewegung sei, irritierte allerdings und widersprach auch den Gutachten aus verschiedenen Diözesen.
Mit seinem Rücktritt aus Altersgründen betrat Benedikt XVI. 2013 Neuland. Er zog sich zu einem Leben des Gebets in das Kloster Mater ecclesiae in den Vatikanischen Gärten zurück, äußerte sich aber weiterhin öffentlich. Sein Nachfolger stand mit ihm nach offizieller Sprachregelung in bestem Einvernehmen. Doch stellten Beobachter fest, dass „ein unverkennbar anderer Stil in den Vatikan eingezogen“ sei.
Das Konklave 2013 wählte Jorge Maria Bergoglio, den Erzbischof von Buenos Aires, zum neuen Papst Franziskus. Der Jesuit war für seine bescheidene Lebensweise bereits als Erzbischof bekannt gewesen und setzte diesen Lebensstil auch als Papst fort. Dies erregte starkes Aufsehen bei den Medien, doch relativiert Ernesti, dass alle Päpste des 20. und des beginnenden 21. Jahrhunderts persönlich einfach lebten. Allerdings fiel auf, dass Franziskus auf traditionelle Elemente der Papstkleidung seines Vorgängers wie auch prunkvolle liturgische Gewänder mit seiner Amtsübernahme verzichtete. Franziskus konnte durch seine unkonventionelle Art spontan zu Menschen in Beziehung treten, irritierte aber gelegentlich durch saloppe und drastische Formulierungen. In seiner Außenpolitik setzte er durch die Ernennung Pietro Parolins zum Kardinalstaatssekretär ein Zeichen der Kontinuität. Schrittweise reformierte er die Strukturen der Kurie. Diese stellte größere finanzielle Transparenz her und machte die Öffentlichkeitsarbeit effektiver. Die 16 Dikasterien können von Laien (und daher auch von Frauen) geleitet werden.
Das theologische Leitwort des Bergoglio-Pontifikats ist Barmherzigkeit. Das nachsynodale Schreiben Amoris laetitia (2016) betonte die seelsorgerliche Verantwortung der Priester. Als Ziel seiner ersten Papstreise wählte Franziskus die Insel Lampedusa, um so auf die Not der Flüchtlinge auf der Mittelmeer-Route hinzuweisen. Soziale Verantwortung, Bewahrung der Schöpfung und eine globale Ethik, die jedem Menschen ein Leben in Würde ermöglicht, waren Themen seiner Enzykliken.
Unter Franziskus betrieb der Vatikan seine traditionelle, der Überparteilichkeit verpflichtete Friedensdiplomatie. Dies zeigte sich insbesondere durch zahlreiche diplomatische Initiativen im Russisch-Ukrainischen Krieg, die allerdings nur punktuelle Erfolge erzielen konnten (Rückführung nach Russland verschleppter Kinder in die Ukraine).
Papst Franziskus, der bereits seit 2021 zunehmende gesundheitliche Probleme hatte, starb am Ostermontag 2025 an einem Schlaganfall. Aus dem folgenden Konklave ging der Präfekt des Dikasteriums für die Bischöfe, Robert Francis Prevost, als neuer Papst hervor; er wählte den Namen Leo XIV. Der gebürtige US-Amerikaner Prevost war vor seiner Tätigkeit als Kurienkardinal Generalprior des Augustinerordens und Bischof von Chiclayo in Peru.

## Forschungsgeschichte
Die Geschichtsschreibung des Papsttums und der Päpste beginnt mit den Kontroversen des 16. Jahrhunderts. Beispielsweise waren die von Gnesiolutheranern verfassten Magdeburger Centurien mehr Papst- als Kirchengeschichte und sollten die römischen Machtansprüche historisch falsifizieren. Eine Gegendarstellung aus römischer Sicht legte Cesare Baronio vor. Folge dieses konfessionell geprägten Interesses an den Päpsten war die Edition umfangreichen Quellenmaterials. Dies war ein Schwerpunkt katholischer Kirchenhistoriker, während protestantische Kirchengeschichtler im 19. Jahrhundert Gesamtdarstellungen erarbeiteten. Mit Leopold von Ranke beginnt insofern etwas Neues, als die protestantische Prägung zwar erkennbar bleibt, aber der konfessionelle Standpunkt nicht länger die Bewertung vorgibt. Nach den Papstdogmen von 1870 wurde die Papstgeschichte zum Schwerpunkt altkatholischer Kirchenhistoriker. Im Jahr 1883 öffnete Leo XIII. die vatikanischen Archive für die kirchengeschichtliche Forschung. Von dieser Materialfülle profitierte die 16-bändige Geschichte der Päpste seit dem Ausgang des Mittelalters Ludwig von Pastors (1886–1933), die als Gegenentwurf zur Rankeschen Papstgeschichte gedacht war.
Für das 20. Jahrhundert nennt Klaus Herbers die Geschichte der Päpste von Franz Xaver Seppelt (1954–1959), Erich Caspars Geschichte des Papsttums (1930–1933) und Johannes Haller: Das Papsttum. Idee und Wirklichkeit (1934–1945). Zum Ende des Jahrhunderts tritt die konfessionelle Prägung der Forschung in den Hintergrund, zumal einige Historiker sich keiner Konfession zuordnen. Kennzeichnend sind vielmehr verschiedene Zugänge zum Thema Papsttum: Während Horst Fuhrmann und Harald Zimmermann Fragen der Institutions- und Rechtsgeschichte behandelten, wandte sich Bernhard Schimmelpfennig der symbolischen Kommunikation der Päpste zu, wie sie in Liturgie und Zeremoniell zum Ausdruck kommt.
Die einzelnen Epochen der Papstgeschichte sind in der neueren Forschung unterschiedlich intensiv behandelt worden. Klaus Herbers (2012) und Thomas Frenz (2010) legten Überblicke zur Geschichte des Papsttums im Mittelalter vor. Elke Goez’ Forschungsschwerpunkt ist der Investiturstreit, während Volker Reinhardt besonders die Päpste in Renaissance und Barockzeit behandelt. Für die Papstgeschichte nach 1800 gilt Georg Schwaiger, Papsttum und Päpste im 20. Jahrhundert (1999) als Standardwerk.